# АВРО-турнір
АВРО-турнір 1938 — міжнародний шаховий турнір, що проходив у десяти містах Нідерландів з 6 по 27 листопада 1938 року. Турнір отримав назву на честь спонсора — нідерландської радіомовної компанії Algemene Vereniging Radio Omroep. У змаганні взяли участь вісім найсильніших шахістів того часу: чемпіон світу Олександр Алехін, екс-чемпіони Хосе Рауль Капабланка та Макс Ейве і потенційні претенденти на світову першість Михайло Ботвинник, Пауль Керес, Рубен Файн, Самуель Решевський і Сало Флор. Організатори прагнули визначити основного претендента, який зможе кинути виклик Олександрові Алехіну й організувати матч за звання чемпіона світу.
Відповідно до ресурсу Chessmetrics у Голландії грали 8 найсильніших шахістів планети станом на листопад 1938 року й цей супертурнір входить до числа найбільш представницьких турнірів XX сторіччя. АВРО-турнір залишив глибокий слід в історії шахів — останній супертурнір до початку Другої світової показав, що старше покоління гросмейстерів-чемпіонів світу (Алехін, Ейве, Капабланка) поступається майстерністю молодим претендентам (Ботвинник, Керес, Файн).
Переможцями змагання стали наймолодші учасники — 22-річний естонець Пауль Керес та 24-річний американець Рубен Файн. Початок Другої світової війни перервав шахову діяльність і унеможливив переможцям голландського турніру організувати матч за звання чемпіона світу.

## Передумови та підготовка
Відповідно до Лондонської угоди 1922 року, претендент на титул чемпіона світу повинен був гарантувати призовий фонд у розмірі 10 тисяч доларів США, що було значною сумою на той час (середня зарплата американця за три роки; понад 152 000 доларів США в перерахунку на ціни 2019 року). Натомість, чемпіон мав можливість уникати матчу з найсильнішим суперником і приймати виклики від не найсильніших претендентів, оскільки жодних відбіркових турнірів не існувало. 1935 року в матчі за титул Макс Ейве несподівано переміг багаторічного чемпіона Олександра Алехіна. Водночас у міжнародних турнірах того часу закінчилось домінування колишніх чемпіонів (Капабланки та Алехіна) і призові місця почали здобувати представники молодого покоління, які щойно вийшли на міжнародну сцену: Михайло Ботвинник, Пауль Керес, Самуель Решевський, Рубен Файн і Сало Флор. Шаховий світ уважав несправедливим те, що суперника в матчі чемпіон світу обирає самовільно, адже існувала Міжнародна шахова федерація — ФІДЕ, під егідою якої проводили наприклад шахові олімпіади. Новий чемпіон світу Макс Ейве заявив, що претендента на титул має виявляти змагання під опікою ФІДЕ. Однак 1937 року він програв матч-реванш Алехінові, а новий-старий чемпіон не хотів підкорятися міжнародній шаховій організації під час вибору суперника, адже організація була небагата й не могла забезпечити бажаний призовий фонд.
Ще 1937 року, під час матчу-реваншу Ейве — Алехін, голландська радіокомпанія АВРО розпочала переговори з найсильнішими гросмейстерами світу про проведення супертурніру, переможець (чи другий призер у випадку перемоги Алехіна) якого мав би фінансову підтримку компанії для організації матчу за шахову корону. Зрештою, згоду дали чемпіон світу Алехін, екс-чемпіони Капабланка та Ейве та п'ять найсильніших претендентів: Ботвинник, Керес, Решевський, Файн і Флор. У квітні 1938 року повідомлено, що двоколовий турнір відбудеться в листопаді того ж року в кількох містах Нідерландів.

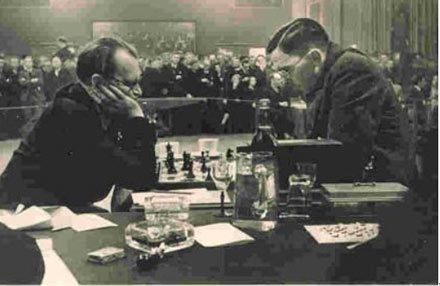
Матч Ейве — Алехін 1937 року, під час якого АВРО розпочала перемовини з майбутніми учасниками турніру

Сало Флор перед турніром писав, що «найбільші шанси на успіх має Алехін», а «радянський гросмейстер Ботвинник буде в першій трійці призерів». Хосе Рауль Капабланка вважав, що «переможе Ботвинник, також високі шанси в Решевського». Петро Романовський прогнозував перемогу когось із четвірки: Алехін, Ботвинник, Керес, Решевський. Михайло Ботвинник: «Алехін грає без особливого спортивного азарту, але, на мій погляд, добре». Олександр Алехін: «Найнебезпечнішим суперником уважаю Решевського». Пауль Керес: «Думаю, що найбільше шансів у Ботвинника і Решевського, які завжди грали дуже стабільно та яких я оцінюю вельми високо. Наступним, у першу чергу, звісно варто мати на увазі чемпіона світу Алехіна».
Ще до початку турніру були побоювання, що через напружений графік — майже кожен день у новому місті й відсутність вихідних — змагання не створять умов для достатньої творчості учасників. Щільність турів і однаково високий клас усіх гросмейстерів робили турнір вельми непередбачуваним.
Преса активно висвітлювала підготовку до змагання — брала інтерв'ю в учасників і інших шахістів. Так, місцева газета «Телеграаф» (De Telegraaf) запросила для коментування боротьби гросмейстера Ксавери Тартаковера, а від Естонії вперше в історії приїхав власний кореспондент.
Як стверджує шаховий бібліофіл Артур Антлер у книзі, присвяченій турніру, від участі хотіли відмовитися Файн, який планував зосередитись на науковій роботі, та Флор, чию батьківщину окупував Третій Райх (гросмейстер у жовтні переїхав жити до естонського Тарту, де мешкав Керес), але організатори закликали їх дотримуватися умов контракту.
Ботвинник, Керес, Решевський і Файн перед початком турніру зупинились в готелі «Амстел», де мали відбутися відкриття турніру та жеребкування. Алехін, щоб не перетинатись із Капабланкою, оселився окремо від інших у готелі «Карлтон». Американські гросмейстери єврейського походження С. Решевський і Р. Файн отримали кілька листів від недоброзичливців, які радили цим шахістам не вигравати в «арійців». Шестеро одружених гравців (усі, крім Кереса та Решевського) приїхали до Голландії зі своїми дружинами, під час партій для цих почесних гостей були виділені спеціальні місця в глядацькій залі.
Партії відбувались від 6 до 11 години вечора. У неділю — з 12 дня до 5 вечора. Контроль часу — 2 години і 30 хвилин на перші 40 ходів і година на кожні наступні 16 ходів. Призи за перші чотири місця: 1000, 700, 500 і 400 гульденів, відповідно.
Суддя турніру — Ганс Кмох (Австрія), розпорядник — Сало Ландау (Нідерланди).
| Тур        | Дата (листопада) | година | Місто     |
| ---------- | ---------------- | ------ | --------- |
| Відкриття  | 5                |        | Амстердам |
| 1          | 6                | 12-17  | Амстердам |
| Догравання | 7                |        | Амстердам |
| 2          | 8                | 18-23  | Гаага     |
| Догравання | 9                |        | Амстердам |
| 3          | 10               | 18-23  | Роттердам |
| Догравання | 11               |        | Амстердам |
| 4          | 12               | 18-23  | Гронінген |
| 5          | 13               | 12-17  | Зволле    |
| 6          | 14               | 18-23  | Гарлем    |
| 7          | 15               | 18-23  | Амстердам |
| Догравання | 16               |        | Амстердам |
| 8          | 17               | 18-23  | Утрехт    |
| Догравання | 18               |        | Амстердам |
| 9          | 19               | 18-23  | Арнем     |
| 10         | 20               | 12-17  | Бреда     |
| Догравання | 21               |        | Амстердам |
| 11         | 22               | 18-23  | Роттердам |
| Догравання | 23               |        | Амстердам |
| 12         | 24               | 18-23  | Гаага     |
| 13         | 25               | 18-23  | Лейден    |
| Догравання | 26               |        | Амстердам |
| 14         | 27               | 12-17  | Амстердам |
| Догравання | 27               |        | Амстердам |

## Учасники

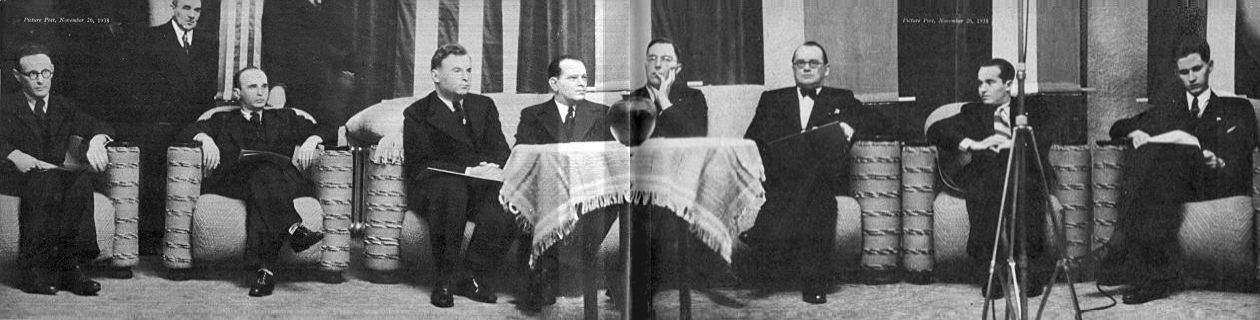
Учасники турніру (зліва направо): Ботвинник, Решевський, Файн, Ландау (замість Капабланки), Ейве, Алехін, Флор, Керес

У турнірі взяли участь вісім найсильніших гросмейстерів свого часу: двоє колишніх, чинний і майбутній чемпіони світу, а також ще чотири шахісти, які регулярно здобували найвищі місця на міжнародних турнірах останніх років. За ретроспективним рейтингом chessmetrics.com ці гравці посідали вісім перших місць у шаховій ієрархії станом на жовтень 1938 року.
| Місце у світі | Гравець               | Країна         | Р. н. | Виступи в 1935—1938 рр. |
| ------------- | --------------------- | -------------- | ----- | --- |
| 1             | Олександр Алехін      | Франція        | 1892  | Бад-Наугайм (1936) — 1-2, Ноттінґем (1936) — 6, Подебради (1936) — 2, Амстердам (1936) — 3, Марґет (1937) — 3, Кемері (1937) — 4-5                              |
| 2             | Михайло Ботвинник     | СРСР           | 1911  | Москва (1935) — 1-2, Москва (1936) — 2, Ноттінґем (1936) — 1-2                                                                                                  |
| 8             | Макс Ейве             | Нідерланди     | 1901  | Ноттінґем (1936) — 3-5, Зандвоорт (1936) — 2, Амстердам (1936) — 1-2, Нордвейк (1938) — 4                                                                       |
| 5             | Хосе Рауль Капабланка | Куба           | 1888  | Москва (1935) — 4, Москва (1936) — 1, Ноттінґем (1936) — 1-2, Земмерінґ (1937) — 3-4                                                                            |
| 7             | Пауль Керес           | Естонія        | 1916  | Бад-Наугайм (1936) — 1-2, Зандвоорт (1936) — 3-4, Марґет (1937) — 1-2, Кемері (1937) — 4-5, Земмерінґ (1937) — 1, Гастінґс (1937/38) — 2-3, Нордвейк (1938) — 2 |
| 3             | Самуель Решевський    | США            | 1911  | Ноттінґем (1936) — 3-5, Кемері (1937) — 1-3, Земмерінґ (1937) — 3-4, Гастінґс (1937/38) — 1                                                                     |
| 4             | Рубен Файн            | США            | 1914  | Амстердам (1936) — 1-2, Ноттінґем (1936) — 3-5, Зандвоорт (1936) — 1, Кемері (1937) — 7, Земмерінґ (1937) — 2, Марґет (1937) — 1-2, Гастінґс (1937/38) — 4-5    |
| 6             | Сало Флор             | Чехословаччина | 1908  | Москва (1935) — 1-2, Москва (1936) — 3, Ноттінґем (1936) — 7-8, Подебради (1936) — 1, Кемері (1937) — 1-3, Земмерінґ (1937) — 5, Гастінґс (1937/38) — 4-5       |

## Перебіг

### Відкриття

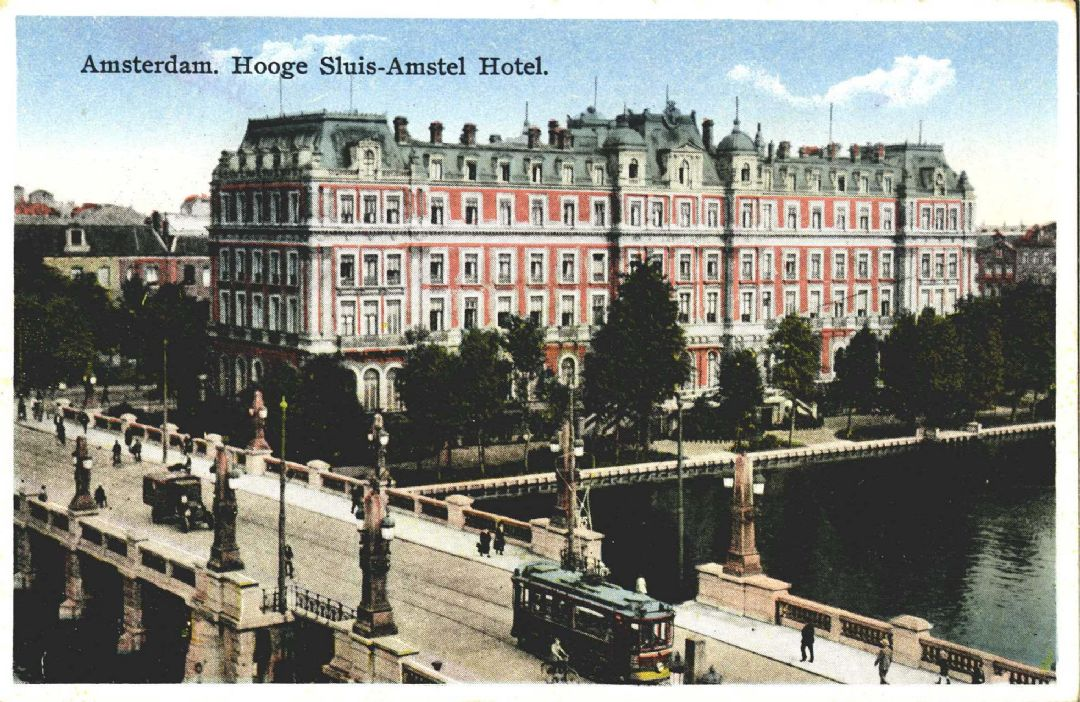
У готелі «Амстел» відбулась церемонія відкриття та жеребкування

Увечері 5 листопада в готелі «Амстел» відбулася церемонія відкриття турніру. Зібрались усі учасники (крім Капабланки, який перебував у весільній подорожі і приїхав на сам початок турніру), а також журналісти, консули низки держав і гості за спеціальними запрошеннями. Ґустаф де Клерк, президент компанії АВРО, привітав учасників від імені організаторів, Макс Ейве побажав усім учасникам творчих успіхів, напруженої боротьби та поменше гросмейстерських нічиїх. Алехін у своїй промові відзначив, що не відмовляється грати з переможцем турніру, але це не означає, що зобов'язаний грати насамперед із ним: «Чемпіон світу має не лише обов'язки, а й користується правами й залишає за собою право вибору місця та часу зустрічі з кандидатом, який забезпечить фінансування матчу».
Ефектно проведено жеребкування: до зали ввійшли живі фігури («слон», «король» і «королева»), дівчата, одягнені в національні костюми країн, чиї учасники грали в турнірі. Дівчата дарували учасникам квіти й кожен шахіст своєю рідною мовою отримував запрошення тягнути жереб. Результати жеребкування: 1. Ейве; 2. Флор; 3. Алехін; 4. Файн; 5. Ботвинник; 6. Решевський; 7. Капабланка; 8. Керес.

### Перше коло

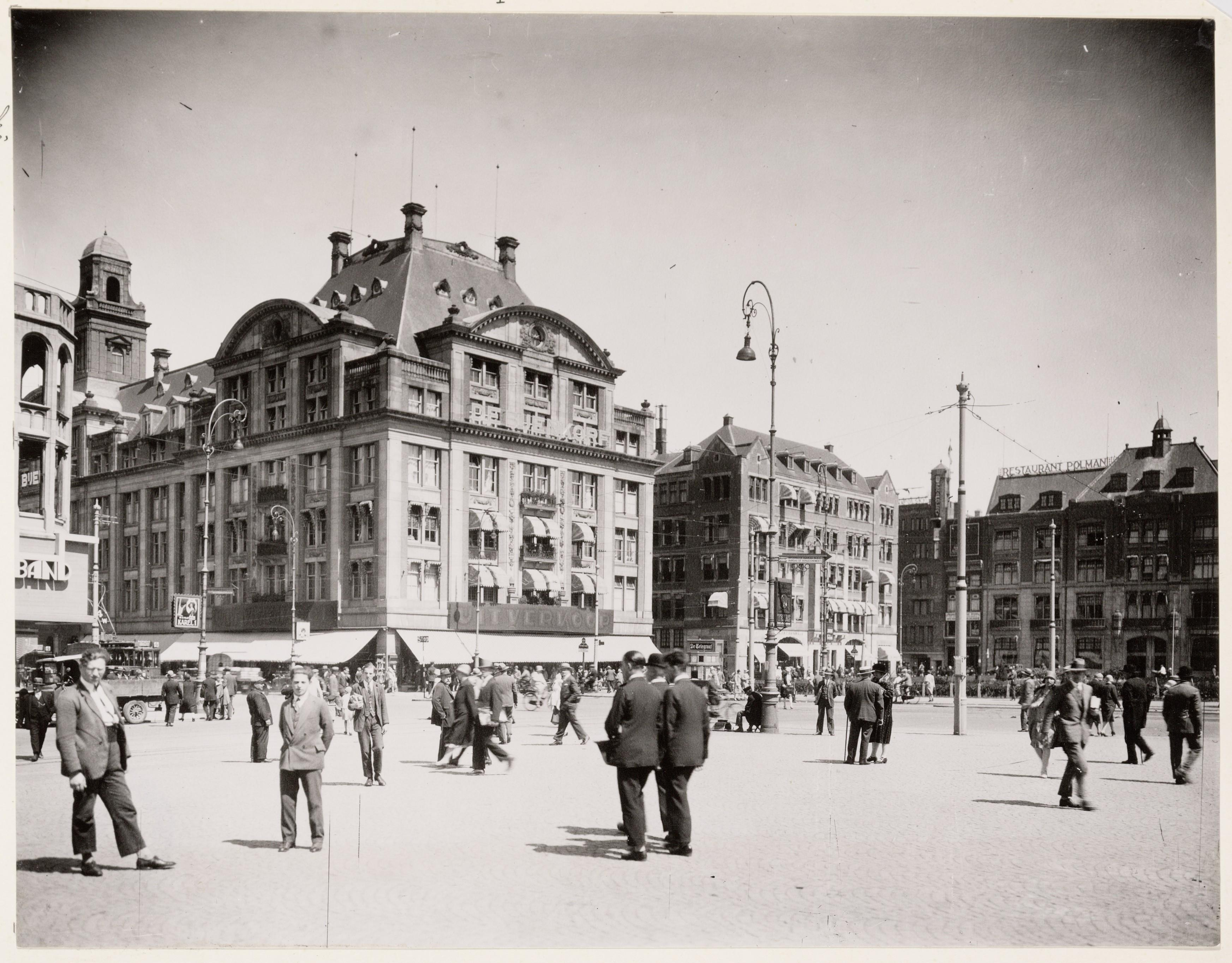
Готель «Краснапольский» (Амстердам) — місце проведення 1-го туру

1-ий тур відбувся у великій залі готелю «Краснапольский», де торік проходив матч за звання чемпіона світу Алехін — Ейве. У партії Алехіна з Решевським наприкінці відведених 40 ходів суперники потрапили в обопільний цейтнот, почергово помилялись і партію відкладено. Ботвинник чорними у французькій партії проти Файна помилився, дозволив американцю пожертвувати пішака й отримати вирішальну позиційну перевагу. Радянський гросмейстер здався. Партію Флор — Капабланка відкладено з мінімальною перевагою чехословака, а перед початком догравання, без продовження партії, вони погодились на нічию. Ейве мав перевагу в зустрічі з Кересом, але двічі помилився, чорні вирівняли гру й партнери погодились на нічию. Під час догравання наступного дня Алехін не зумів реалізувати зайвого пішака, бо Решевський добився «вічного шаху» незахищеного короля чемпіона світу.
|   | a | b | c | d | e | f | g | h |   |
| 8 | a8 чорна тура · d8 чорний ферзь · f8 чорна тура · g8 чорний король · g7 чорний пішак · h7 чорний пішак · c6 чорний пішак · e6 чорний пішак · f6 чорний пішак · a5 чорний пішак · b5 чорний слон · c5 білий пішак · e5 білий пішак · a4 біла тура · c3 білий ферзь · f3 білий кінь · c2 білий пішак · d2 білий пішак · f2 білий пішак · g2 білий пішак · h2 білий пішак · a1 біла тура · g1 білий король | a8 чорна тура · d8 чорний ферзь · f8 чорна тура · g8 чорний король · g7 чорний пішак · h7 чорний пішак · c6 чорний пішак · e6 чорний пішак · f6 чорний пішак · a5 чорний пішак · b5 чорний слон · c5 білий пішак · e5 білий пішак · a4 біла тура · c3 білий ферзь · f3 білий кінь · c2 білий пішак · d2 білий пішак · f2 білий пішак · g2 білий пішак · h2 білий пішак · a1 біла тура · g1 білий король | a8 чорна тура · d8 чорний ферзь · f8 чорна тура · g8 чорний король · g7 чорний пішак · h7 чорний пішак · c6 чорний пішак · e6 чорний пішак · f6 чорний пішак · a5 чорний пішак · b5 чорний слон · c5 білий пішак · e5 білий пішак · a4 біла тура · c3 білий ферзь · f3 білий кінь · c2 білий пішак · d2 білий пішак · f2 білий пішак · g2 білий пішак · h2 білий пішак · a1 біла тура · g1 білий король | a8 чорна тура · d8 чорний ферзь · f8 чорна тура · g8 чорний король · g7 чорний пішак · h7 чорний пішак · c6 чорний пішак · e6 чорний пішак · f6 чорний пішак · a5 чорний пішак · b5 чорний слон · c5 білий пішак · e5 білий пішак · a4 біла тура · c3 білий ферзь · f3 білий кінь · c2 білий пішак · d2 білий пішак · f2 білий пішак · g2 білий пішак · h2 білий пішак · a1 біла тура · g1 білий король | a8 чорна тура · d8 чорний ферзь · f8 чорна тура · g8 чорний король · g7 чорний пішак · h7 чорний пішак · c6 чорний пішак · e6 чорний пішак · f6 чорний пішак · a5 чорний пішак · b5 чорний слон · c5 білий пішак · e5 білий пішак · a4 біла тура · c3 білий ферзь · f3 білий кінь · c2 білий пішак · d2 білий пішак · f2 білий пішак · g2 білий пішак · h2 білий пішак · a1 біла тура · g1 білий король | a8 чорна тура · d8 чорний ферзь · f8 чорна тура · g8 чорний король · g7 чорний пішак · h7 чорний пішак · c6 чорний пішак · e6 чорний пішак · f6 чорний пішак · a5 чорний пішак · b5 чорний слон · c5 білий пішак · e5 білий пішак · a4 біла тура · c3 білий ферзь · f3 білий кінь · c2 білий пішак · d2 білий пішак · f2 білий пішак · g2 білий пішак · h2 білий пішак · a1 біла тура · g1 білий король | a8 чорна тура · d8 чорний ферзь · f8 чорна тура · g8 чорний король · g7 чорний пішак · h7 чорний пішак · c6 чорний пішак · e6 чорний пішак · f6 чорний пішак · a5 чорний пішак · b5 чорний слон · c5 білий пішак · e5 білий пішак · a4 біла тура · c3 білий ферзь · f3 білий кінь · c2 білий пішак · d2 білий пішак · f2 білий пішак · g2 білий пішак · h2 білий пішак · a1 біла тура · g1 білий король | a8 чорна тура · d8 чорний ферзь · f8 чорна тура · g8 чорний король · g7 чорний пішак · h7 чорний пішак · c6 чорний пішак · e6 чорний пішак · f6 чорний пішак · a5 чорний пішак · b5 чорний слон · c5 білий пішак · e5 білий пішак · a4 біла тура · c3 білий ферзь · f3 білий кінь · c2 білий пішак · d2 білий пішак · f2 білий пішак · g2 білий пішак · h2 білий пішак · a1 біла тура · g1 білий король | 8 |
| 7 | a8 чорна тура · d8 чорний ферзь · f8 чорна тура · g8 чорний король · g7 чорний пішак · h7 чорний пішак · c6 чорний пішак · e6 чорний пішак · f6 чорний пішак · a5 чорний пішак · b5 чорний слон · c5 білий пішак · e5 білий пішак · a4 біла тура · c3 білий ферзь · f3 білий кінь · c2 білий пішак · d2 білий пішак · f2 білий пішак · g2 білий пішак · h2 білий пішак · a1 біла тура · g1 білий король | a8 чорна тура · d8 чорний ферзь · f8 чорна тура · g8 чорний король · g7 чорний пішак · h7 чорний пішак · c6 чорний пішак · e6 чорний пішак · f6 чорний пішак · a5 чорний пішак · b5 чорний слон · c5 білий пішак · e5 білий пішак · a4 біла тура · c3 білий ферзь · f3 білий кінь · c2 білий пішак · d2 білий пішак · f2 білий пішак · g2 білий пішак · h2 білий пішак · a1 біла тура · g1 білий король | a8 чорна тура · d8 чорний ферзь · f8 чорна тура · g8 чорний король · g7 чорний пішак · h7 чорний пішак · c6 чорний пішак · e6 чорний пішак · f6 чорний пішак · a5 чорний пішак · b5 чорний слон · c5 білий пішак · e5 білий пішак · a4 біла тура · c3 білий ферзь · f3 білий кінь · c2 білий пішак · d2 білий пішак · f2 білий пішак · g2 білий пішак · h2 білий пішак · a1 біла тура · g1 білий король | a8 чорна тура · d8 чорний ферзь · f8 чорна тура · g8 чорний король · g7 чорний пішак · h7 чорний пішак · c6 чорний пішак · e6 чорний пішак · f6 чорний пішак · a5 чорний пішак · b5 чорний слон · c5 білий пішак · e5 білий пішак · a4 біла тура · c3 білий ферзь · f3 білий кінь · c2 білий пішак · d2 білий пішак · f2 білий пішак · g2 білий пішак · h2 білий пішак · a1 біла тура · g1 білий король | a8 чорна тура · d8 чорний ферзь · f8 чорна тура · g8 чорний король · g7 чорний пішак · h7 чорний пішак · c6 чорний пішак · e6 чорний пішак · f6 чорний пішак · a5 чорний пішак · b5 чорний слон · c5 білий пішак · e5 білий пішак · a4 біла тура · c3 білий ферзь · f3 білий кінь · c2 білий пішак · d2 білий пішак · f2 білий пішак · g2 білий пішак · h2 білий пішак · a1 біла тура · g1 білий король | a8 чорна тура · d8 чорний ферзь · f8 чорна тура · g8 чорний король · g7 чорний пішак · h7 чорний пішак · c6 чорний пішак · e6 чорний пішак · f6 чорний пішак · a5 чорний пішак · b5 чорний слон · c5 білий пішак · e5 білий пішак · a4 біла тура · c3 білий ферзь · f3 білий кінь · c2 білий пішак · d2 білий пішак · f2 білий пішак · g2 білий пішак · h2 білий пішак · a1 біла тура · g1 білий король | a8 чорна тура · d8 чорний ферзь · f8 чорна тура · g8 чорний король · g7 чорний пішак · h7 чорний пішак · c6 чорний пішак · e6 чорний пішак · f6 чорний пішак · a5 чорний пішак · b5 чорний слон · c5 білий пішак · e5 білий пішак · a4 біла тура · c3 білий ферзь · f3 білий кінь · c2 білий пішак · d2 білий пішак · f2 білий пішак · g2 білий пішак · h2 білий пішак · a1 біла тура · g1 білий король | a8 чорна тура · d8 чорний ферзь · f8 чорна тура · g8 чорний король · g7 чорний пішак · h7 чорний пішак · c6 чорний пішак · e6 чорний пішак · f6 чорний пішак · a5 чорний пішак · b5 чорний слон · c5 білий пішак · e5 білий пішак · a4 біла тура · c3 білий ферзь · f3 білий кінь · c2 білий пішак · d2 білий пішак · f2 білий пішак · g2 білий пішак · h2 білий пішак · a1 біла тура · g1 білий король | 7 |
| 6 | a8 чорна тура · d8 чорний ферзь · f8 чорна тура · g8 чорний король · g7 чорний пішак · h7 чорний пішак · c6 чорний пішак · e6 чорний пішак · f6 чорний пішак · a5 чорний пішак · b5 чорний слон · c5 білий пішак · e5 білий пішак · a4 біла тура · c3 білий ферзь · f3 білий кінь · c2 білий пішак · d2 білий пішак · f2 білий пішак · g2 білий пішак · h2 білий пішак · a1 біла тура · g1 білий король | a8 чорна тура · d8 чорний ферзь · f8 чорна тура · g8 чорний король · g7 чорний пішак · h7 чорний пішак · c6 чорний пішак · e6 чорний пішак · f6 чорний пішак · a5 чорний пішак · b5 чорний слон · c5 білий пішак · e5 білий пішак · a4 біла тура · c3 білий ферзь · f3 білий кінь · c2 білий пішак · d2 білий пішак · f2 білий пішак · g2 білий пішак · h2 білий пішак · a1 біла тура · g1 білий король | a8 чорна тура · d8 чорний ферзь · f8 чорна тура · g8 чорний король · g7 чорний пішак · h7 чорний пішак · c6 чорний пішак · e6 чорний пішак · f6 чорний пішак · a5 чорний пішак · b5 чорний слон · c5 білий пішак · e5 білий пішак · a4 біла тура · c3 білий ферзь · f3 білий кінь · c2 білий пішак · d2 білий пішак · f2 білий пішак · g2 білий пішак · h2 білий пішак · a1 біла тура · g1 білий король | a8 чорна тура · d8 чорний ферзь · f8 чорна тура · g8 чорний король · g7 чорний пішак · h7 чорний пішак · c6 чорний пішак · e6 чорний пішак · f6 чорний пішак · a5 чорний пішак · b5 чорний слон · c5 білий пішак · e5 білий пішак · a4 біла тура · c3 білий ферзь · f3 білий кінь · c2 білий пішак · d2 білий пішак · f2 білий пішак · g2 білий пішак · h2 білий пішак · a1 біла тура · g1 білий король | a8 чорна тура · d8 чорний ферзь · f8 чорна тура · g8 чорний король · g7 чорний пішак · h7 чорний пішак · c6 чорний пішак · e6 чорний пішак · f6 чорний пішак · a5 чорний пішак · b5 чорний слон · c5 білий пішак · e5 білий пішак · a4 біла тура · c3 білий ферзь · f3 білий кінь · c2 білий пішак · d2 білий пішак · f2 білий пішак · g2 білий пішак · h2 білий пішак · a1 біла тура · g1 білий король | a8 чорна тура · d8 чорний ферзь · f8 чорна тура · g8 чорний король · g7 чорний пішак · h7 чорний пішак · c6 чорний пішак · e6 чорний пішак · f6 чорний пішак · a5 чорний пішак · b5 чорний слон · c5 білий пішак · e5 білий пішак · a4 біла тура · c3 білий ферзь · f3 білий кінь · c2 білий пішак · d2 білий пішак · f2 білий пішак · g2 білий пішак · h2 білий пішак · a1 біла тура · g1 білий король | a8 чорна тура · d8 чорний ферзь · f8 чорна тура · g8 чорний король · g7 чорний пішак · h7 чорний пішак · c6 чорний пішак · e6 чорний пішак · f6 чорний пішак · a5 чорний пішак · b5 чорний слон · c5 білий пішак · e5 білий пішак · a4 біла тура · c3 білий ферзь · f3 білий кінь · c2 білий пішак · d2 білий пішак · f2 білий пішак · g2 білий пішак · h2 білий пішак · a1 біла тура · g1 білий король | a8 чорна тура · d8 чорний ферзь · f8 чорна тура · g8 чорний король · g7 чорний пішак · h7 чорний пішак · c6 чорний пішак · e6 чорний пішак · f6 чорний пішак · a5 чорний пішак · b5 чорний слон · c5 білий пішак · e5 білий пішак · a4 біла тура · c3 білий ферзь · f3 білий кінь · c2 білий пішак · d2 білий пішак · f2 білий пішак · g2 білий пішак · h2 білий пішак · a1 біла тура · g1 білий король | 6 |
| 5 | a8 чорна тура · d8 чорний ферзь · f8 чорна тура · g8 чорний король · g7 чорний пішак · h7 чорний пішак · c6 чорний пішак · e6 чорний пішак · f6 чорний пішак · a5 чорний пішак · b5 чорний слон · c5 білий пішак · e5 білий пішак · a4 біла тура · c3 білий ферзь · f3 білий кінь · c2 білий пішак · d2 білий пішак · f2 білий пішак · g2 білий пішак · h2 білий пішак · a1 біла тура · g1 білий король | a8 чорна тура · d8 чорний ферзь · f8 чорна тура · g8 чорний король · g7 чорний пішак · h7 чорний пішак · c6 чорний пішак · e6 чорний пішак · f6 чорний пішак · a5 чорний пішак · b5 чорний слон · c5 білий пішак · e5 білий пішак · a4 біла тура · c3 білий ферзь · f3 білий кінь · c2 білий пішак · d2 білий пішак · f2 білий пішак · g2 білий пішак · h2 білий пішак · a1 біла тура · g1 білий король | a8 чорна тура · d8 чорний ферзь · f8 чорна тура · g8 чорний король · g7 чорний пішак · h7 чорний пішак · c6 чорний пішак · e6 чорний пішак · f6 чорний пішак · a5 чорний пішак · b5 чорний слон · c5 білий пішак · e5 білий пішак · a4 біла тура · c3 білий ферзь · f3 білий кінь · c2 білий пішак · d2 білий пішак · f2 білий пішак · g2 білий пішак · h2 білий пішак · a1 біла тура · g1 білий король | a8 чорна тура · d8 чорний ферзь · f8 чорна тура · g8 чорний король · g7 чорний пішак · h7 чорний пішак · c6 чорний пішак · e6 чорний пішак · f6 чорний пішак · a5 чорний пішак · b5 чорний слон · c5 білий пішак · e5 білий пішак · a4 біла тура · c3 білий ферзь · f3 білий кінь · c2 білий пішак · d2 білий пішак · f2 білий пішак · g2 білий пішак · h2 білий пішак · a1 біла тура · g1 білий король | a8 чорна тура · d8 чорний ферзь · f8 чорна тура · g8 чорний король · g7 чорний пішак · h7 чорний пішак · c6 чорний пішак · e6 чорний пішак · f6 чорний пішак · a5 чорний пішак · b5 чорний слон · c5 білий пішак · e5 білий пішак · a4 біла тура · c3 білий ферзь · f3 білий кінь · c2 білий пішак · d2 білий пішак · f2 білий пішак · g2 білий пішак · h2 білий пішак · a1 біла тура · g1 білий король | a8 чорна тура · d8 чорний ферзь · f8 чорна тура · g8 чорний король · g7 чорний пішак · h7 чорний пішак · c6 чорний пішак · e6 чорний пішак · f6 чорний пішак · a5 чорний пішак · b5 чорний слон · c5 білий пішак · e5 білий пішак · a4 біла тура · c3 білий ферзь · f3 білий кінь · c2 білий пішак · d2 білий пішак · f2 білий пішак · g2 білий пішак · h2 білий пішак · a1 біла тура · g1 білий король | a8 чорна тура · d8 чорний ферзь · f8 чорна тура · g8 чорний король · g7 чорний пішак · h7 чорний пішак · c6 чорний пішак · e6 чорний пішак · f6 чорний пішак · a5 чорний пішак · b5 чорний слон · c5 білий пішак · e5 білий пішак · a4 біла тура · c3 білий ферзь · f3 білий кінь · c2 білий пішак · d2 білий пішак · f2 білий пішак · g2 білий пішак · h2 білий пішак · a1 біла тура · g1 білий король | a8 чорна тура · d8 чорний ферзь · f8 чорна тура · g8 чорний король · g7 чорний пішак · h7 чорний пішак · c6 чорний пішак · e6 чорний пішак · f6 чорний пішак · a5 чорний пішак · b5 чорний слон · c5 білий пішак · e5 білий пішак · a4 біла тура · c3 білий ферзь · f3 білий кінь · c2 білий пішак · d2 білий пішак · f2 білий пішак · g2 білий пішак · h2 білий пішак · a1 біла тура · g1 білий король | 5 |
| 4 | a8 чорна тура · d8 чорний ферзь · f8 чорна тура · g8 чорний король · g7 чорний пішак · h7 чорний пішак · c6 чорний пішак · e6 чорний пішак · f6 чорний пішак · a5 чорний пішак · b5 чорний слон · c5 білий пішак · e5 білий пішак · a4 біла тура · c3 білий ферзь · f3 білий кінь · c2 білий пішак · d2 білий пішак · f2 білий пішак · g2 білий пішак · h2 білий пішак · a1 біла тура · g1 білий король | a8 чорна тура · d8 чорний ферзь · f8 чорна тура · g8 чорний король · g7 чорний пішак · h7 чорний пішак · c6 чорний пішак · e6 чорний пішак · f6 чорний пішак · a5 чорний пішак · b5 чорний слон · c5 білий пішак · e5 білий пішак · a4 біла тура · c3 білий ферзь · f3 білий кінь · c2 білий пішак · d2 білий пішак · f2 білий пішак · g2 білий пішак · h2 білий пішак · a1 біла тура · g1 білий король | a8 чорна тура · d8 чорний ферзь · f8 чорна тура · g8 чорний король · g7 чорний пішак · h7 чорний пішак · c6 чорний пішак · e6 чорний пішак · f6 чорний пішак · a5 чорний пішак · b5 чорний слон · c5 білий пішак · e5 білий пішак · a4 біла тура · c3 білий ферзь · f3 білий кінь · c2 білий пішак · d2 білий пішак · f2 білий пішак · g2 білий пішак · h2 білий пішак · a1 біла тура · g1 білий король | a8 чорна тура · d8 чорний ферзь · f8 чорна тура · g8 чорний король · g7 чорний пішак · h7 чорний пішак · c6 чорний пішак · e6 чорний пішак · f6 чорний пішак · a5 чорний пішак · b5 чорний слон · c5 білий пішак · e5 білий пішак · a4 біла тура · c3 білий ферзь · f3 білий кінь · c2 білий пішак · d2 білий пішак · f2 білий пішак · g2 білий пішак · h2 білий пішак · a1 біла тура · g1 білий король | a8 чорна тура · d8 чорний ферзь · f8 чорна тура · g8 чорний король · g7 чорний пішак · h7 чорний пішак · c6 чорний пішак · e6 чорний пішак · f6 чорний пішак · a5 чорний пішак · b5 чорний слон · c5 білий пішак · e5 білий пішак · a4 біла тура · c3 білий ферзь · f3 білий кінь · c2 білий пішак · d2 білий пішак · f2 білий пішак · g2 білий пішак · h2 білий пішак · a1 біла тура · g1 білий король | a8 чорна тура · d8 чорний ферзь · f8 чорна тура · g8 чорний король · g7 чорний пішак · h7 чорний пішак · c6 чорний пішак · e6 чорний пішак · f6 чорний пішак · a5 чорний пішак · b5 чорний слон · c5 білий пішак · e5 білий пішак · a4 біла тура · c3 білий ферзь · f3 білий кінь · c2 білий пішак · d2 білий пішак · f2 білий пішак · g2 білий пішак · h2 білий пішак · a1 біла тура · g1 білий король | a8 чорна тура · d8 чорний ферзь · f8 чорна тура · g8 чорний король · g7 чорний пішак · h7 чорний пішак · c6 чорний пішак · e6 чорний пішак · f6 чорний пішак · a5 чорний пішак · b5 чорний слон · c5 білий пішак · e5 білий пішак · a4 біла тура · c3 білий ферзь · f3 білий кінь · c2 білий пішак · d2 білий пішак · f2 білий пішак · g2 білий пішак · h2 білий пішак · a1 біла тура · g1 білий король | a8 чорна тура · d8 чорний ферзь · f8 чорна тура · g8 чорний король · g7 чорний пішак · h7 чорний пішак · c6 чорний пішак · e6 чорний пішак · f6 чорний пішак · a5 чорний пішак · b5 чорний слон · c5 білий пішак · e5 білий пішак · a4 біла тура · c3 білий ферзь · f3 білий кінь · c2 білий пішак · d2 білий пішак · f2 білий пішак · g2 білий пішак · h2 білий пішак · a1 біла тура · g1 білий король | 4 |
| 3 | a8 чорна тура · d8 чорний ферзь · f8 чорна тура · g8 чорний король · g7 чорний пішак · h7 чорний пішак · c6 чорний пішак · e6 чорний пішак · f6 чорний пішак · a5 чорний пішак · b5 чорний слон · c5 білий пішак · e5 білий пішак · a4 біла тура · c3 білий ферзь · f3 білий кінь · c2 білий пішак · d2 білий пішак · f2 білий пішак · g2 білий пішак · h2 білий пішак · a1 біла тура · g1 білий король | a8 чорна тура · d8 чорний ферзь · f8 чорна тура · g8 чорний король · g7 чорний пішак · h7 чорний пішак · c6 чорний пішак · e6 чорний пішак · f6 чорний пішак · a5 чорний пішак · b5 чорний слон · c5 білий пішак · e5 білий пішак · a4 біла тура · c3 білий ферзь · f3 білий кінь · c2 білий пішак · d2 білий пішак · f2 білий пішак · g2 білий пішак · h2 білий пішак · a1 біла тура · g1 білий король | a8 чорна тура · d8 чорний ферзь · f8 чорна тура · g8 чорний король · g7 чорний пішак · h7 чорний пішак · c6 чорний пішак · e6 чорний пішак · f6 чорний пішак · a5 чорний пішак · b5 чорний слон · c5 білий пішак · e5 білий пішак · a4 біла тура · c3 білий ферзь · f3 білий кінь · c2 білий пішак · d2 білий пішак · f2 білий пішак · g2 білий пішак · h2 білий пішак · a1 біла тура · g1 білий король | a8 чорна тура · d8 чорний ферзь · f8 чорна тура · g8 чорний король · g7 чорний пішак · h7 чорний пішак · c6 чорний пішак · e6 чорний пішак · f6 чорний пішак · a5 чорний пішак · b5 чорний слон · c5 білий пішак · e5 білий пішак · a4 біла тура · c3 білий ферзь · f3 білий кінь · c2 білий пішак · d2 білий пішак · f2 білий пішак · g2 білий пішак · h2 білий пішак · a1 біла тура · g1 білий король | a8 чорна тура · d8 чорний ферзь · f8 чорна тура · g8 чорний король · g7 чорний пішак · h7 чорний пішак · c6 чорний пішак · e6 чорний пішак · f6 чорний пішак · a5 чорний пішак · b5 чорний слон · c5 білий пішак · e5 білий пішак · a4 біла тура · c3 білий ферзь · f3 білий кінь · c2 білий пішак · d2 білий пішак · f2 білий пішак · g2 білий пішак · h2 білий пішак · a1 біла тура · g1 білий король | a8 чорна тура · d8 чорний ферзь · f8 чорна тура · g8 чорний король · g7 чорний пішак · h7 чорний пішак · c6 чорний пішак · e6 чорний пішак · f6 чорний пішак · a5 чорний пішак · b5 чорний слон · c5 білий пішак · e5 білий пішак · a4 біла тура · c3 білий ферзь · f3 білий кінь · c2 білий пішак · d2 білий пішак · f2 білий пішак · g2 білий пішак · h2 білий пішак · a1 біла тура · g1 білий король | a8 чорна тура · d8 чорний ферзь · f8 чорна тура · g8 чорний король · g7 чорний пішак · h7 чорний пішак · c6 чорний пішак · e6 чорний пішак · f6 чорний пішак · a5 чорний пішак · b5 чорний слон · c5 білий пішак · e5 білий пішак · a4 біла тура · c3 білий ферзь · f3 білий кінь · c2 білий пішак · d2 білий пішак · f2 білий пішак · g2 білий пішак · h2 білий пішак · a1 біла тура · g1 білий король | a8 чорна тура · d8 чорний ферзь · f8 чорна тура · g8 чорний король · g7 чорний пішак · h7 чорний пішак · c6 чорний пішак · e6 чорний пішак · f6 чорний пішак · a5 чорний пішак · b5 чорний слон · c5 білий пішак · e5 білий пішак · a4 біла тура · c3 білий ферзь · f3 білий кінь · c2 білий пішак · d2 білий пішак · f2 білий пішак · g2 білий пішак · h2 білий пішак · a1 біла тура · g1 білий король | 3 |
| 2 | a8 чорна тура · d8 чорний ферзь · f8 чорна тура · g8 чорний король · g7 чорний пішак · h7 чорний пішак · c6 чорний пішак · e6 чорний пішак · f6 чорний пішак · a5 чорний пішак · b5 чорний слон · c5 білий пішак · e5 білий пішак · a4 біла тура · c3 білий ферзь · f3 білий кінь · c2 білий пішак · d2 білий пішак · f2 білий пішак · g2 білий пішак · h2 білий пішак · a1 біла тура · g1 білий король | a8 чорна тура · d8 чорний ферзь · f8 чорна тура · g8 чорний король · g7 чорний пішак · h7 чорний пішак · c6 чорний пішак · e6 чорний пішак · f6 чорний пішак · a5 чорний пішак · b5 чорний слон · c5 білий пішак · e5 білий пішак · a4 біла тура · c3 білий ферзь · f3 білий кінь · c2 білий пішак · d2 білий пішак · f2 білий пішак · g2 білий пішак · h2 білий пішак · a1 біла тура · g1 білий король | a8 чорна тура · d8 чорний ферзь · f8 чорна тура · g8 чорний король · g7 чорний пішак · h7 чорний пішак · c6 чорний пішак · e6 чорний пішак · f6 чорний пішак · a5 чорний пішак · b5 чорний слон · c5 білий пішак · e5 білий пішак · a4 біла тура · c3 білий ферзь · f3 білий кінь · c2 білий пішак · d2 білий пішак · f2 білий пішак · g2 білий пішак · h2 білий пішак · a1 біла тура · g1 білий король | a8 чорна тура · d8 чорний ферзь · f8 чорна тура · g8 чорний король · g7 чорний пішак · h7 чорний пішак · c6 чорний пішак · e6 чорний пішак · f6 чорний пішак · a5 чорний пішак · b5 чорний слон · c5 білий пішак · e5 білий пішак · a4 біла тура · c3 білий ферзь · f3 білий кінь · c2 білий пішак · d2 білий пішак · f2 білий пішак · g2 білий пішак · h2 білий пішак · a1 біла тура · g1 білий король | a8 чорна тура · d8 чорний ферзь · f8 чорна тура · g8 чорний король · g7 чорний пішак · h7 чорний пішак · c6 чорний пішак · e6 чорний пішак · f6 чорний пішак · a5 чорний пішак · b5 чорний слон · c5 білий пішак · e5 білий пішак · a4 біла тура · c3 білий ферзь · f3 білий кінь · c2 білий пішак · d2 білий пішак · f2 білий пішак · g2 білий пішак · h2 білий пішак · a1 біла тура · g1 білий король | a8 чорна тура · d8 чорний ферзь · f8 чорна тура · g8 чорний король · g7 чорний пішак · h7 чорний пішак · c6 чорний пішак · e6 чорний пішак · f6 чорний пішак · a5 чорний пішак · b5 чорний слон · c5 білий пішак · e5 білий пішак · a4 біла тура · c3 білий ферзь · f3 білий кінь · c2 білий пішак · d2 білий пішак · f2 білий пішак · g2 білий пішак · h2 білий пішак · a1 біла тура · g1 білий король | a8 чорна тура · d8 чорний ферзь · f8 чорна тура · g8 чорний король · g7 чорний пішак · h7 чорний пішак · c6 чорний пішак · e6 чорний пішак · f6 чорний пішак · a5 чорний пішак · b5 чорний слон · c5 білий пішак · e5 білий пішак · a4 біла тура · c3 білий ферзь · f3 білий кінь · c2 білий пішак · d2 білий пішак · f2 білий пішак · g2 білий пішак · h2 білий пішак · a1 біла тура · g1 білий король | a8 чорна тура · d8 чорний ферзь · f8 чорна тура · g8 чорний король · g7 чорний пішак · h7 чорний пішак · c6 чорний пішак · e6 чорний пішак · f6 чорний пішак · a5 чорний пішак · b5 чорний слон · c5 білий пішак · e5 білий пішак · a4 біла тура · c3 білий ферзь · f3 білий кінь · c2 білий пішак · d2 білий пішак · f2 білий пішак · g2 білий пішак · h2 білий пішак · a1 біла тура · g1 білий король | 2 |
| 1 | a8 чорна тура · d8 чорний ферзь · f8 чорна тура · g8 чорний король · g7 чорний пішак · h7 чорний пішак · c6 чорний пішак · e6 чорний пішак · f6 чорний пішак · a5 чорний пішак · b5 чорний слон · c5 білий пішак · e5 білий пішак · a4 біла тура · c3 білий ферзь · f3 білий кінь · c2 білий пішак · d2 білий пішак · f2 білий пішак · g2 білий пішак · h2 білий пішак · a1 біла тура · g1 білий король | a8 чорна тура · d8 чорний ферзь · f8 чорна тура · g8 чорний король · g7 чорний пішак · h7 чорний пішак · c6 чорний пішак · e6 чорний пішак · f6 чорний пішак · a5 чорний пішак · b5 чорний слон · c5 білий пішак · e5 білий пішак · a4 біла тура · c3 білий ферзь · f3 білий кінь · c2 білий пішак · d2 білий пішак · f2 білий пішак · g2 білий пішак · h2 білий пішак · a1 біла тура · g1 білий король | a8 чорна тура · d8 чорний ферзь · f8 чорна тура · g8 чорний король · g7 чорний пішак · h7 чорний пішак · c6 чорний пішак · e6 чорний пішак · f6 чорний пішак · a5 чорний пішак · b5 чорний слон · c5 білий пішак · e5 білий пішак · a4 біла тура · c3 білий ферзь · f3 білий кінь · c2 білий пішак · d2 білий пішак · f2 білий пішак · g2 білий пішак · h2 білий пішак · a1 біла тура · g1 білий король | a8 чорна тура · d8 чорний ферзь · f8 чорна тура · g8 чорний король · g7 чорний пішак · h7 чорний пішак · c6 чорний пішак · e6 чорний пішак · f6 чорний пішак · a5 чорний пішак · b5 чорний слон · c5 білий пішак · e5 білий пішак · a4 біла тура · c3 білий ферзь · f3 білий кінь · c2 білий пішак · d2 білий пішак · f2 білий пішак · g2 білий пішак · h2 білий пішак · a1 біла тура · g1 білий король | a8 чорна тура · d8 чорний ферзь · f8 чорна тура · g8 чорний король · g7 чорний пішак · h7 чорний пішак · c6 чорний пішак · e6 чорний пішак · f6 чорний пішак · a5 чорний пішак · b5 чорний слон · c5 білий пішак · e5 білий пішак · a4 біла тура · c3 білий ферзь · f3 білий кінь · c2 білий пішак · d2 білий пішак · f2 білий пішак · g2 білий пішак · h2 білий пішак · a1 біла тура · g1 білий король | a8 чорна тура · d8 чорний ферзь · f8 чорна тура · g8 чорний король · g7 чорний пішак · h7 чорний пішак · c6 чорний пішак · e6 чорний пішак · f6 чорний пішак · a5 чорний пішак · b5 чорний слон · c5 білий пішак · e5 білий пішак · a4 біла тура · c3 білий ферзь · f3 білий кінь · c2 білий пішак · d2 білий пішак · f2 білий пішак · g2 білий пішак · h2 білий пішак · a1 біла тура · g1 білий король | a8 чорна тура · d8 чорний ферзь · f8 чорна тура · g8 чорний король · g7 чорний пішак · h7 чорний пішак · c6 чорний пішак · e6 чорний пішак · f6 чорний пішак · a5 чорний пішак · b5 чорний слон · c5 білий пішак · e5 білий пішак · a4 біла тура · c3 білий ферзь · f3 білий кінь · c2 білий пішак · d2 білий пішак · f2 білий пішак · g2 білий пішак · h2 білий пішак · a1 біла тура · g1 білий король | a8 чорна тура · d8 чорний ферзь · f8 чорна тура · g8 чорний король · g7 чорний пішак · h7 чорний пішак · c6 чорний пішак · e6 чорний пішак · f6 чорний пішак · a5 чорний пішак · b5 чорний слон · c5 білий пішак · e5 білий пішак · a4 біла тура · c3 білий ферзь · f3 білий кінь · c2 білий пішак · d2 білий пішак · f2 білий пішак · g2 білий пішак · h2 білий пішак · a1 біла тура · g1 білий король | 1 |
|   | a | b | c | d | e | f | g | h |   |

На 2-ий ігровий день Решевський знову потрапив у недочас, цього разу білими проти Файна. Рубен чітко використав неточності й помилки чемпіона США й добився перемоги. Алехін чорними краще розіграв новоіндійський захист і отримав значно кращу гру проти Капабланки, однак на годиннику чемпіона світу настав цейтнот, Капабланка вирівняв гру й до контролю часу навіть виграв пішака. На дограванні принципові суперники, які навіть не розмовляли одне з одним, через посередника (розпорядника турніру Ландау) погодились на поділ очка. Ейве білими покарав Флора за пасивність у дебюті — після комбінованої атаки на флангах голландець переможно завершив партію наступом на ослаблену позицію чорного короля. Керес після розіграної новоіндійської партії мав гірший ендшпіль проти Ботвинника, але радянський гросмейстер чорними не зумів знайти переможне продовження й суперники пішли на повторення ходів — нічия.
У 3-му турі Алехін уже в дебюті почав активно тиснути на редути Ейве, ефектно завершивши партію, яку Флор назвав найкрасивішою перемогою в перших трьох турах. Ботвинник білими методично покращував позицію, примусив Решевського помилятись і форсовано (жертвою якості) здобув перемогу. Капабланка чорними погано розіграв французький захист, втратив пішака й аж тоді почав грати в колишньому притаманному йому чемпіонському стилі, врятувавши нічию в партії з Файном. Зустріч Флор — Керес завершилась спокійною нічиєю.
4-й тур продовжив безвиграшну серію Решевського. В іспанській партії американець чорними не знайшов контргри проти варіанту, який незадовго до того успішно випробувано в партії Рагозін — Толуш у чемпіонаті ВЦСПС. Пауль Керес мав величезну перевагу перед дограванням. Ейве білими чудово розіграв ферзевий гамбіт, вдало розташував фігури й уже планував атаку на позицію рокіровки Файна. Проте господар турніру надто поспішно діяв, припустився неточностей і дав Файнові можливість не лише вирівняти гру, а й виграти пішака, якого Файн легко реалізував, змусивши екс-чемпіона світу здатись. Флор білими дещо гірше виглядав у партії з Алехіним, але розмінами фігур спростив позицію, добившись мирової. У мітельшпілі гри Капабланка — Ботвинник кубинець потрапив у теоретично гірше становище — двоє коней проти двох слонів радянця. Однак коні зайняли гарні місця в центрі шахівниці, тоді як слони, навпаки, не могли повністю проявити свою далекобійність. Суперники погодились на нічию. Ботвинник згадував, що в момент ходу Капабланки зламався шаховий годинник, але колишній чемпіон світу настільки задумався над позицією, що близько 20 хвилин не помічав цього.

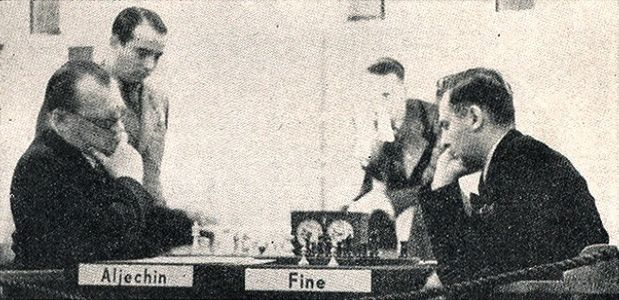
Партія 6-го туру Алехін — Файн

Після 5-го туру Файн упевнено закріпився на першому місці. Американський гросмейстер білими використав агресивний і неточний випад Флора у французькому захисті, виграв кілька темпів і жертвою якості зруйнував оборону білих. Саломон Флор здався. Алехін енергійно розіграв дебют білими, намагався створити тиск на флангах і отримав перед дограванням дещо краще від Кереса становище — потенційно прохідного пішака. Михайло Ботвинник, який грав білими з Ейве, не отримав жодних вигід у дебюті, дозволив суперникові спростити гру та погодився на нічию. Теоретично цікавий варіант захисту Німцовича трапився в партії Решевський — Капабланка. Проте екс-чемпіон світу ухилися від гострої боротьби, заспокоїв гру, відклавши її за рівної позиції.
У 6-му турі далася взнаки давня проблема Хосе Рауля Капабланки — недостатня дебютна підготовка. Кубинець неточно грав чорними проти Кереса й після кількох помилок здався у недочасі. Зустріч Алехін — Файн була шансом для чемпіона світу наздогнати лідера. Файн перевів гру в догравання з дещо гіршими для себе шансами. Флор краще розіграв дебют і отримав значну позиційну перевагу в партії з Ботвинником. Останній у важкій позиції використав цейтнот білих і серію їхніх неточних ходів, здобувши можливість відкласти партію в рівній пішаковій кінцівці. Агресивно розпочали білі партію Ейве — Решевський, що дало кращі чорним шанси в мітельшпілі, а також ендшпілі, який мав відбутись уже в день догравання.
У 7-му турі Алехін потрапив у скрутне становище в зустрічі з Ботвинником. Білі контролювали лінію «c», а кінь чорних був надовго виключений із гри. Невдалий контрнаступ на королівському фланзі й надто азартне просування пішаків зробили позицію Алехіна у відкладеній партії критичною. Наступного дня чемпіон світу здався в безнадійному туровому закінченні й пізніше писав: «Із 14 моїх партій я тільки в одній відчув, що мене переграв мій противник, — це була зустріч Ботвинника зі мною в 7-му турі». У поєдинку Файн — Керес попри розмін ферзів суперники не шукали швидкої нічиєї, а грали цікаво й з ускладненнями. Керес здійснив далекоглядну комбінацію з жертвою якості, що дозволило йому добитися відкладення партії зі значною перевагою.
|   | a | b | c | d | e | f | g | h |   |
| 8 | a8 чорний ферзь · f8 чорна тура · g8 чорний король · c7 чорний пішак · e7 чорний слон · f7 чорний пішак · g7 чорний пішак · h7 чорний пішак · c6 чорний кінь · d6 чорний пішак · f6 чорний кінь · b5 білий ферзь · e5 чорний пішак · e4 білий пішак · g4 чорний слон · b3 білий слон · c3 білий пішак · f3 білий кінь · b2 білий пішак · d2 білий пішак · f2 білий пішак · g2 білий пішак · h2 білий пішак · b1 білий кінь · c1 білий слон · f1 біла тура · g1 білий король | a8 чорний ферзь · f8 чорна тура · g8 чорний король · c7 чорний пішак · e7 чорний слон · f7 чорний пішак · g7 чорний пішак · h7 чорний пішак · c6 чорний кінь · d6 чорний пішак · f6 чорний кінь · b5 білий ферзь · e5 чорний пішак · e4 білий пішак · g4 чорний слон · b3 білий слон · c3 білий пішак · f3 білий кінь · b2 білий пішак · d2 білий пішак · f2 білий пішак · g2 білий пішак · h2 білий пішак · b1 білий кінь · c1 білий слон · f1 біла тура · g1 білий король | a8 чорний ферзь · f8 чорна тура · g8 чорний король · c7 чорний пішак · e7 чорний слон · f7 чорний пішак · g7 чорний пішак · h7 чорний пішак · c6 чорний кінь · d6 чорний пішак · f6 чорний кінь · b5 білий ферзь · e5 чорний пішак · e4 білий пішак · g4 чорний слон · b3 білий слон · c3 білий пішак · f3 білий кінь · b2 білий пішак · d2 білий пішак · f2 білий пішак · g2 білий пішак · h2 білий пішак · b1 білий кінь · c1 білий слон · f1 біла тура · g1 білий король | a8 чорний ферзь · f8 чорна тура · g8 чорний король · c7 чорний пішак · e7 чорний слон · f7 чорний пішак · g7 чорний пішак · h7 чорний пішак · c6 чорний кінь · d6 чорний пішак · f6 чорний кінь · b5 білий ферзь · e5 чорний пішак · e4 білий пішак · g4 чорний слон · b3 білий слон · c3 білий пішак · f3 білий кінь · b2 білий пішак · d2 білий пішак · f2 білий пішак · g2 білий пішак · h2 білий пішак · b1 білий кінь · c1 білий слон · f1 біла тура · g1 білий король | a8 чорний ферзь · f8 чорна тура · g8 чорний король · c7 чорний пішак · e7 чорний слон · f7 чорний пішак · g7 чорний пішак · h7 чорний пішак · c6 чорний кінь · d6 чорний пішак · f6 чорний кінь · b5 білий ферзь · e5 чорний пішак · e4 білий пішак · g4 чорний слон · b3 білий слон · c3 білий пішак · f3 білий кінь · b2 білий пішак · d2 білий пішак · f2 білий пішак · g2 білий пішак · h2 білий пішак · b1 білий кінь · c1 білий слон · f1 біла тура · g1 білий король | a8 чорний ферзь · f8 чорна тура · g8 чорний король · c7 чорний пішак · e7 чорний слон · f7 чорний пішак · g7 чорний пішак · h7 чорний пішак · c6 чорний кінь · d6 чорний пішак · f6 чорний кінь · b5 білий ферзь · e5 чорний пішак · e4 білий пішак · g4 чорний слон · b3 білий слон · c3 білий пішак · f3 білий кінь · b2 білий пішак · d2 білий пішак · f2 білий пішак · g2 білий пішак · h2 білий пішак · b1 білий кінь · c1 білий слон · f1 біла тура · g1 білий король | a8 чорний ферзь · f8 чорна тура · g8 чорний король · c7 чорний пішак · e7 чорний слон · f7 чорний пішак · g7 чорний пішак · h7 чорний пішак · c6 чорний кінь · d6 чорний пішак · f6 чорний кінь · b5 білий ферзь · e5 чорний пішак · e4 білий пішак · g4 чорний слон · b3 білий слон · c3 білий пішак · f3 білий кінь · b2 білий пішак · d2 білий пішак · f2 білий пішак · g2 білий пішак · h2 білий пішак · b1 білий кінь · c1 білий слон · f1 біла тура · g1 білий король | a8 чорний ферзь · f8 чорна тура · g8 чорний король · c7 чорний пішак · e7 чорний слон · f7 чорний пішак · g7 чорний пішак · h7 чорний пішак · c6 чорний кінь · d6 чорний пішак · f6 чорний кінь · b5 білий ферзь · e5 чорний пішак · e4 білий пішак · g4 чорний слон · b3 білий слон · c3 білий пішак · f3 білий кінь · b2 білий пішак · d2 білий пішак · f2 білий пішак · g2 білий пішак · h2 білий пішак · b1 білий кінь · c1 білий слон · f1 біла тура · g1 білий король | 8 |
| 7 | a8 чорний ферзь · f8 чорна тура · g8 чорний король · c7 чорний пішак · e7 чорний слон · f7 чорний пішак · g7 чорний пішак · h7 чорний пішак · c6 чорний кінь · d6 чорний пішак · f6 чорний кінь · b5 білий ферзь · e5 чорний пішак · e4 білий пішак · g4 чорний слон · b3 білий слон · c3 білий пішак · f3 білий кінь · b2 білий пішак · d2 білий пішак · f2 білий пішак · g2 білий пішак · h2 білий пішак · b1 білий кінь · c1 білий слон · f1 біла тура · g1 білий король | a8 чорний ферзь · f8 чорна тура · g8 чорний король · c7 чорний пішак · e7 чорний слон · f7 чорний пішак · g7 чорний пішак · h7 чорний пішак · c6 чорний кінь · d6 чорний пішак · f6 чорний кінь · b5 білий ферзь · e5 чорний пішак · e4 білий пішак · g4 чорний слон · b3 білий слон · c3 білий пішак · f3 білий кінь · b2 білий пішак · d2 білий пішак · f2 білий пішак · g2 білий пішак · h2 білий пішак · b1 білий кінь · c1 білий слон · f1 біла тура · g1 білий король | a8 чорний ферзь · f8 чорна тура · g8 чорний король · c7 чорний пішак · e7 чорний слон · f7 чорний пішак · g7 чорний пішак · h7 чорний пішак · c6 чорний кінь · d6 чорний пішак · f6 чорний кінь · b5 білий ферзь · e5 чорний пішак · e4 білий пішак · g4 чорний слон · b3 білий слон · c3 білий пішак · f3 білий кінь · b2 білий пішак · d2 білий пішак · f2 білий пішак · g2 білий пішак · h2 білий пішак · b1 білий кінь · c1 білий слон · f1 біла тура · g1 білий король | a8 чорний ферзь · f8 чорна тура · g8 чорний король · c7 чорний пішак · e7 чорний слон · f7 чорний пішак · g7 чорний пішак · h7 чорний пішак · c6 чорний кінь · d6 чорний пішак · f6 чорний кінь · b5 білий ферзь · e5 чорний пішак · e4 білий пішак · g4 чорний слон · b3 білий слон · c3 білий пішак · f3 білий кінь · b2 білий пішак · d2 білий пішак · f2 білий пішак · g2 білий пішак · h2 білий пішак · b1 білий кінь · c1 білий слон · f1 біла тура · g1 білий король | a8 чорний ферзь · f8 чорна тура · g8 чорний король · c7 чорний пішак · e7 чорний слон · f7 чорний пішак · g7 чорний пішак · h7 чорний пішак · c6 чорний кінь · d6 чорний пішак · f6 чорний кінь · b5 білий ферзь · e5 чорний пішак · e4 білий пішак · g4 чорний слон · b3 білий слон · c3 білий пішак · f3 білий кінь · b2 білий пішак · d2 білий пішак · f2 білий пішак · g2 білий пішак · h2 білий пішак · b1 білий кінь · c1 білий слон · f1 біла тура · g1 білий король | a8 чорний ферзь · f8 чорна тура · g8 чорний король · c7 чорний пішак · e7 чорний слон · f7 чорний пішак · g7 чорний пішак · h7 чорний пішак · c6 чорний кінь · d6 чорний пішак · f6 чорний кінь · b5 білий ферзь · e5 чорний пішак · e4 білий пішак · g4 чорний слон · b3 білий слон · c3 білий пішак · f3 білий кінь · b2 білий пішак · d2 білий пішак · f2 білий пішак · g2 білий пішак · h2 білий пішак · b1 білий кінь · c1 білий слон · f1 біла тура · g1 білий король | a8 чорний ферзь · f8 чорна тура · g8 чорний король · c7 чорний пішак · e7 чорний слон · f7 чорний пішак · g7 чорний пішак · h7 чорний пішак · c6 чорний кінь · d6 чорний пішак · f6 чорний кінь · b5 білий ферзь · e5 чорний пішак · e4 білий пішак · g4 чорний слон · b3 білий слон · c3 білий пішак · f3 білий кінь · b2 білий пішак · d2 білий пішак · f2 білий пішак · g2 білий пішак · h2 білий пішак · b1 білий кінь · c1 білий слон · f1 біла тура · g1 білий король | a8 чорний ферзь · f8 чорна тура · g8 чорний король · c7 чорний пішак · e7 чорний слон · f7 чорний пішак · g7 чорний пішак · h7 чорний пішак · c6 чорний кінь · d6 чорний пішак · f6 чорний кінь · b5 білий ферзь · e5 чорний пішак · e4 білий пішак · g4 чорний слон · b3 білий слон · c3 білий пішак · f3 білий кінь · b2 білий пішак · d2 білий пішак · f2 білий пішак · g2 білий пішак · h2 білий пішак · b1 білий кінь · c1 білий слон · f1 біла тура · g1 білий король | 7 |
| 6 | a8 чорний ферзь · f8 чорна тура · g8 чорний король · c7 чорний пішак · e7 чорний слон · f7 чорний пішак · g7 чорний пішак · h7 чорний пішак · c6 чорний кінь · d6 чорний пішак · f6 чорний кінь · b5 білий ферзь · e5 чорний пішак · e4 білий пішак · g4 чорний слон · b3 білий слон · c3 білий пішак · f3 білий кінь · b2 білий пішак · d2 білий пішак · f2 білий пішак · g2 білий пішак · h2 білий пішак · b1 білий кінь · c1 білий слон · f1 біла тура · g1 білий король | a8 чорний ферзь · f8 чорна тура · g8 чорний король · c7 чорний пішак · e7 чорний слон · f7 чорний пішак · g7 чорний пішак · h7 чорний пішак · c6 чорний кінь · d6 чорний пішак · f6 чорний кінь · b5 білий ферзь · e5 чорний пішак · e4 білий пішак · g4 чорний слон · b3 білий слон · c3 білий пішак · f3 білий кінь · b2 білий пішак · d2 білий пішак · f2 білий пішак · g2 білий пішак · h2 білий пішак · b1 білий кінь · c1 білий слон · f1 біла тура · g1 білий король | a8 чорний ферзь · f8 чорна тура · g8 чорний король · c7 чорний пішак · e7 чорний слон · f7 чорний пішак · g7 чорний пішак · h7 чорний пішак · c6 чорний кінь · d6 чорний пішак · f6 чорний кінь · b5 білий ферзь · e5 чорний пішак · e4 білий пішак · g4 чорний слон · b3 білий слон · c3 білий пішак · f3 білий кінь · b2 білий пішак · d2 білий пішак · f2 білий пішак · g2 білий пішак · h2 білий пішак · b1 білий кінь · c1 білий слон · f1 біла тура · g1 білий король | a8 чорний ферзь · f8 чорна тура · g8 чорний король · c7 чорний пішак · e7 чорний слон · f7 чорний пішак · g7 чорний пішак · h7 чорний пішак · c6 чорний кінь · d6 чорний пішак · f6 чорний кінь · b5 білий ферзь · e5 чорний пішак · e4 білий пішак · g4 чорний слон · b3 білий слон · c3 білий пішак · f3 білий кінь · b2 білий пішак · d2 білий пішак · f2 білий пішак · g2 білий пішак · h2 білий пішак · b1 білий кінь · c1 білий слон · f1 біла тура · g1 білий король | a8 чорний ферзь · f8 чорна тура · g8 чорний король · c7 чорний пішак · e7 чорний слон · f7 чорний пішак · g7 чорний пішак · h7 чорний пішак · c6 чорний кінь · d6 чорний пішак · f6 чорний кінь · b5 білий ферзь · e5 чорний пішак · e4 білий пішак · g4 чорний слон · b3 білий слон · c3 білий пішак · f3 білий кінь · b2 білий пішак · d2 білий пішак · f2 білий пішак · g2 білий пішак · h2 білий пішак · b1 білий кінь · c1 білий слон · f1 біла тура · g1 білий король | a8 чорний ферзь · f8 чорна тура · g8 чорний король · c7 чорний пішак · e7 чорний слон · f7 чорний пішак · g7 чорний пішак · h7 чорний пішак · c6 чорний кінь · d6 чорний пішак · f6 чорний кінь · b5 білий ферзь · e5 чорний пішак · e4 білий пішак · g4 чорний слон · b3 білий слон · c3 білий пішак · f3 білий кінь · b2 білий пішак · d2 білий пішак · f2 білий пішак · g2 білий пішак · h2 білий пішак · b1 білий кінь · c1 білий слон · f1 біла тура · g1 білий король | a8 чорний ферзь · f8 чорна тура · g8 чорний король · c7 чорний пішак · e7 чорний слон · f7 чорний пішак · g7 чорний пішак · h7 чорний пішак · c6 чорний кінь · d6 чорний пішак · f6 чорний кінь · b5 білий ферзь · e5 чорний пішак · e4 білий пішак · g4 чорний слон · b3 білий слон · c3 білий пішак · f3 білий кінь · b2 білий пішак · d2 білий пішак · f2 білий пішак · g2 білий пішак · h2 білий пішак · b1 білий кінь · c1 білий слон · f1 біла тура · g1 білий король | a8 чорний ферзь · f8 чорна тура · g8 чорний король · c7 чорний пішак · e7 чорний слон · f7 чорний пішак · g7 чорний пішак · h7 чорний пішак · c6 чорний кінь · d6 чорний пішак · f6 чорний кінь · b5 білий ферзь · e5 чорний пішак · e4 білий пішак · g4 чорний слон · b3 білий слон · c3 білий пішак · f3 білий кінь · b2 білий пішак · d2 білий пішак · f2 білий пішак · g2 білий пішак · h2 білий пішак · b1 білий кінь · c1 білий слон · f1 біла тура · g1 білий король | 6 |
| 5 | a8 чорний ферзь · f8 чорна тура · g8 чорний король · c7 чорний пішак · e7 чорний слон · f7 чорний пішак · g7 чорний пішак · h7 чорний пішак · c6 чорний кінь · d6 чорний пішак · f6 чорний кінь · b5 білий ферзь · e5 чорний пішак · e4 білий пішак · g4 чорний слон · b3 білий слон · c3 білий пішак · f3 білий кінь · b2 білий пішак · d2 білий пішак · f2 білий пішак · g2 білий пішак · h2 білий пішак · b1 білий кінь · c1 білий слон · f1 біла тура · g1 білий король | a8 чорний ферзь · f8 чорна тура · g8 чорний король · c7 чорний пішак · e7 чорний слон · f7 чорний пішак · g7 чорний пішак · h7 чорний пішак · c6 чорний кінь · d6 чорний пішак · f6 чорний кінь · b5 білий ферзь · e5 чорний пішак · e4 білий пішак · g4 чорний слон · b3 білий слон · c3 білий пішак · f3 білий кінь · b2 білий пішак · d2 білий пішак · f2 білий пішак · g2 білий пішак · h2 білий пішак · b1 білий кінь · c1 білий слон · f1 біла тура · g1 білий король | a8 чорний ферзь · f8 чорна тура · g8 чорний король · c7 чорний пішак · e7 чорний слон · f7 чорний пішак · g7 чорний пішак · h7 чорний пішак · c6 чорний кінь · d6 чорний пішак · f6 чорний кінь · b5 білий ферзь · e5 чорний пішак · e4 білий пішак · g4 чорний слон · b3 білий слон · c3 білий пішак · f3 білий кінь · b2 білий пішак · d2 білий пішак · f2 білий пішак · g2 білий пішак · h2 білий пішак · b1 білий кінь · c1 білий слон · f1 біла тура · g1 білий король | a8 чорний ферзь · f8 чорна тура · g8 чорний король · c7 чорний пішак · e7 чорний слон · f7 чорний пішак · g7 чорний пішак · h7 чорний пішак · c6 чорний кінь · d6 чорний пішак · f6 чорний кінь · b5 білий ферзь · e5 чорний пішак · e4 білий пішак · g4 чорний слон · b3 білий слон · c3 білий пішак · f3 білий кінь · b2 білий пішак · d2 білий пішак · f2 білий пішак · g2 білий пішак · h2 білий пішак · b1 білий кінь · c1 білий слон · f1 біла тура · g1 білий король | a8 чорний ферзь · f8 чорна тура · g8 чорний король · c7 чорний пішак · e7 чорний слон · f7 чорний пішак · g7 чорний пішак · h7 чорний пішак · c6 чорний кінь · d6 чорний пішак · f6 чорний кінь · b5 білий ферзь · e5 чорний пішак · e4 білий пішак · g4 чорний слон · b3 білий слон · c3 білий пішак · f3 білий кінь · b2 білий пішак · d2 білий пішак · f2 білий пішак · g2 білий пішак · h2 білий пішак · b1 білий кінь · c1 білий слон · f1 біла тура · g1 білий король | a8 чорний ферзь · f8 чорна тура · g8 чорний король · c7 чорний пішак · e7 чорний слон · f7 чорний пішак · g7 чорний пішак · h7 чорний пішак · c6 чорний кінь · d6 чорний пішак · f6 чорний кінь · b5 білий ферзь · e5 чорний пішак · e4 білий пішак · g4 чорний слон · b3 білий слон · c3 білий пішак · f3 білий кінь · b2 білий пішак · d2 білий пішак · f2 білий пішак · g2 білий пішак · h2 білий пішак · b1 білий кінь · c1 білий слон · f1 біла тура · g1 білий король | a8 чорний ферзь · f8 чорна тура · g8 чорний король · c7 чорний пішак · e7 чорний слон · f7 чорний пішак · g7 чорний пішак · h7 чорний пішак · c6 чорний кінь · d6 чорний пішак · f6 чорний кінь · b5 білий ферзь · e5 чорний пішак · e4 білий пішак · g4 чорний слон · b3 білий слон · c3 білий пішак · f3 білий кінь · b2 білий пішак · d2 білий пішак · f2 білий пішак · g2 білий пішак · h2 білий пішак · b1 білий кінь · c1 білий слон · f1 біла тура · g1 білий король | a8 чорний ферзь · f8 чорна тура · g8 чорний король · c7 чорний пішак · e7 чорний слон · f7 чорний пішак · g7 чорний пішак · h7 чорний пішак · c6 чорний кінь · d6 чорний пішак · f6 чорний кінь · b5 білий ферзь · e5 чорний пішак · e4 білий пішак · g4 чорний слон · b3 білий слон · c3 білий пішак · f3 білий кінь · b2 білий пішак · d2 білий пішак · f2 білий пішак · g2 білий пішак · h2 білий пішак · b1 білий кінь · c1 білий слон · f1 біла тура · g1 білий король | 5 |
| 4 | a8 чорний ферзь · f8 чорна тура · g8 чорний король · c7 чорний пішак · e7 чорний слон · f7 чорний пішак · g7 чорний пішак · h7 чорний пішак · c6 чорний кінь · d6 чорний пішак · f6 чорний кінь · b5 білий ферзь · e5 чорний пішак · e4 білий пішак · g4 чорний слон · b3 білий слон · c3 білий пішак · f3 білий кінь · b2 білий пішак · d2 білий пішак · f2 білий пішак · g2 білий пішак · h2 білий пішак · b1 білий кінь · c1 білий слон · f1 біла тура · g1 білий король | a8 чорний ферзь · f8 чорна тура · g8 чорний король · c7 чорний пішак · e7 чорний слон · f7 чорний пішак · g7 чорний пішак · h7 чорний пішак · c6 чорний кінь · d6 чорний пішак · f6 чорний кінь · b5 білий ферзь · e5 чорний пішак · e4 білий пішак · g4 чорний слон · b3 білий слон · c3 білий пішак · f3 білий кінь · b2 білий пішак · d2 білий пішак · f2 білий пішак · g2 білий пішак · h2 білий пішак · b1 білий кінь · c1 білий слон · f1 біла тура · g1 білий король | a8 чорний ферзь · f8 чорна тура · g8 чорний король · c7 чорний пішак · e7 чорний слон · f7 чорний пішак · g7 чорний пішак · h7 чорний пішак · c6 чорний кінь · d6 чорний пішак · f6 чорний кінь · b5 білий ферзь · e5 чорний пішак · e4 білий пішак · g4 чорний слон · b3 білий слон · c3 білий пішак · f3 білий кінь · b2 білий пішак · d2 білий пішак · f2 білий пішак · g2 білий пішак · h2 білий пішак · b1 білий кінь · c1 білий слон · f1 біла тура · g1 білий король | a8 чорний ферзь · f8 чорна тура · g8 чорний король · c7 чорний пішак · e7 чорний слон · f7 чорний пішак · g7 чорний пішак · h7 чорний пішак · c6 чорний кінь · d6 чорний пішак · f6 чорний кінь · b5 білий ферзь · e5 чорний пішак · e4 білий пішак · g4 чорний слон · b3 білий слон · c3 білий пішак · f3 білий кінь · b2 білий пішак · d2 білий пішак · f2 білий пішак · g2 білий пішак · h2 білий пішак · b1 білий кінь · c1 білий слон · f1 біла тура · g1 білий король | a8 чорний ферзь · f8 чорна тура · g8 чорний король · c7 чорний пішак · e7 чорний слон · f7 чорний пішак · g7 чорний пішак · h7 чорний пішак · c6 чорний кінь · d6 чорний пішак · f6 чорний кінь · b5 білий ферзь · e5 чорний пішак · e4 білий пішак · g4 чорний слон · b3 білий слон · c3 білий пішак · f3 білий кінь · b2 білий пішак · d2 білий пішак · f2 білий пішак · g2 білий пішак · h2 білий пішак · b1 білий кінь · c1 білий слон · f1 біла тура · g1 білий король | a8 чорний ферзь · f8 чорна тура · g8 чорний король · c7 чорний пішак · e7 чорний слон · f7 чорний пішак · g7 чорний пішак · h7 чорний пішак · c6 чорний кінь · d6 чорний пішак · f6 чорний кінь · b5 білий ферзь · e5 чорний пішак · e4 білий пішак · g4 чорний слон · b3 білий слон · c3 білий пішак · f3 білий кінь · b2 білий пішак · d2 білий пішак · f2 білий пішак · g2 білий пішак · h2 білий пішак · b1 білий кінь · c1 білий слон · f1 біла тура · g1 білий король | a8 чорний ферзь · f8 чорна тура · g8 чорний король · c7 чорний пішак · e7 чорний слон · f7 чорний пішак · g7 чорний пішак · h7 чорний пішак · c6 чорний кінь · d6 чорний пішак · f6 чорний кінь · b5 білий ферзь · e5 чорний пішак · e4 білий пішак · g4 чорний слон · b3 білий слон · c3 білий пішак · f3 білий кінь · b2 білий пішак · d2 білий пішак · f2 білий пішак · g2 білий пішак · h2 білий пішак · b1 білий кінь · c1 білий слон · f1 біла тура · g1 білий король | a8 чорний ферзь · f8 чорна тура · g8 чорний король · c7 чорний пішак · e7 чорний слон · f7 чорний пішак · g7 чорний пішак · h7 чорний пішак · c6 чорний кінь · d6 чорний пішак · f6 чорний кінь · b5 білий ферзь · e5 чорний пішак · e4 білий пішак · g4 чорний слон · b3 білий слон · c3 білий пішак · f3 білий кінь · b2 білий пішак · d2 білий пішак · f2 білий пішак · g2 білий пішак · h2 білий пішак · b1 білий кінь · c1 білий слон · f1 біла тура · g1 білий король | 4 |
| 3 | a8 чорний ферзь · f8 чорна тура · g8 чорний король · c7 чорний пішак · e7 чорний слон · f7 чорний пішак · g7 чорний пішак · h7 чорний пішак · c6 чорний кінь · d6 чорний пішак · f6 чорний кінь · b5 білий ферзь · e5 чорний пішак · e4 білий пішак · g4 чорний слон · b3 білий слон · c3 білий пішак · f3 білий кінь · b2 білий пішак · d2 білий пішак · f2 білий пішак · g2 білий пішак · h2 білий пішак · b1 білий кінь · c1 білий слон · f1 біла тура · g1 білий король | a8 чорний ферзь · f8 чорна тура · g8 чорний король · c7 чорний пішак · e7 чорний слон · f7 чорний пішак · g7 чорний пішак · h7 чорний пішак · c6 чорний кінь · d6 чорний пішак · f6 чорний кінь · b5 білий ферзь · e5 чорний пішак · e4 білий пішак · g4 чорний слон · b3 білий слон · c3 білий пішак · f3 білий кінь · b2 білий пішак · d2 білий пішак · f2 білий пішак · g2 білий пішак · h2 білий пішак · b1 білий кінь · c1 білий слон · f1 біла тура · g1 білий король | a8 чорний ферзь · f8 чорна тура · g8 чорний король · c7 чорний пішак · e7 чорний слон · f7 чорний пішак · g7 чорний пішак · h7 чорний пішак · c6 чорний кінь · d6 чорний пішак · f6 чорний кінь · b5 білий ферзь · e5 чорний пішак · e4 білий пішак · g4 чорний слон · b3 білий слон · c3 білий пішак · f3 білий кінь · b2 білий пішак · d2 білий пішак · f2 білий пішак · g2 білий пішак · h2 білий пішак · b1 білий кінь · c1 білий слон · f1 біла тура · g1 білий король | a8 чорний ферзь · f8 чорна тура · g8 чорний король · c7 чорний пішак · e7 чорний слон · f7 чорний пішак · g7 чорний пішак · h7 чорний пішак · c6 чорний кінь · d6 чорний пішак · f6 чорний кінь · b5 білий ферзь · e5 чорний пішак · e4 білий пішак · g4 чорний слон · b3 білий слон · c3 білий пішак · f3 білий кінь · b2 білий пішак · d2 білий пішак · f2 білий пішак · g2 білий пішак · h2 білий пішак · b1 білий кінь · c1 білий слон · f1 біла тура · g1 білий король | a8 чорний ферзь · f8 чорна тура · g8 чорний король · c7 чорний пішак · e7 чорний слон · f7 чорний пішак · g7 чорний пішак · h7 чорний пішак · c6 чорний кінь · d6 чорний пішак · f6 чорний кінь · b5 білий ферзь · e5 чорний пішак · e4 білий пішак · g4 чорний слон · b3 білий слон · c3 білий пішак · f3 білий кінь · b2 білий пішак · d2 білий пішак · f2 білий пішак · g2 білий пішак · h2 білий пішак · b1 білий кінь · c1 білий слон · f1 біла тура · g1 білий король | a8 чорний ферзь · f8 чорна тура · g8 чорний король · c7 чорний пішак · e7 чорний слон · f7 чорний пішак · g7 чорний пішак · h7 чорний пішак · c6 чорний кінь · d6 чорний пішак · f6 чорний кінь · b5 білий ферзь · e5 чорний пішак · e4 білий пішак · g4 чорний слон · b3 білий слон · c3 білий пішак · f3 білий кінь · b2 білий пішак · d2 білий пішак · f2 білий пішак · g2 білий пішак · h2 білий пішак · b1 білий кінь · c1 білий слон · f1 біла тура · g1 білий король | a8 чорний ферзь · f8 чорна тура · g8 чорний король · c7 чорний пішак · e7 чорний слон · f7 чорний пішак · g7 чорний пішак · h7 чорний пішак · c6 чорний кінь · d6 чорний пішак · f6 чорний кінь · b5 білий ферзь · e5 чорний пішак · e4 білий пішак · g4 чорний слон · b3 білий слон · c3 білий пішак · f3 білий кінь · b2 білий пішак · d2 білий пішак · f2 білий пішак · g2 білий пішак · h2 білий пішак · b1 білий кінь · c1 білий слон · f1 біла тура · g1 білий король | a8 чорний ферзь · f8 чорна тура · g8 чорний король · c7 чорний пішак · e7 чорний слон · f7 чорний пішак · g7 чорний пішак · h7 чорний пішак · c6 чорний кінь · d6 чорний пішак · f6 чорний кінь · b5 білий ферзь · e5 чорний пішак · e4 білий пішак · g4 чорний слон · b3 білий слон · c3 білий пішак · f3 білий кінь · b2 білий пішак · d2 білий пішак · f2 білий пішак · g2 білий пішак · h2 білий пішак · b1 білий кінь · c1 білий слон · f1 біла тура · g1 білий король | 3 |
| 2 | a8 чорний ферзь · f8 чорна тура · g8 чорний король · c7 чорний пішак · e7 чорний слон · f7 чорний пішак · g7 чорний пішак · h7 чорний пішак · c6 чорний кінь · d6 чорний пішак · f6 чорний кінь · b5 білий ферзь · e5 чорний пішак · e4 білий пішак · g4 чорний слон · b3 білий слон · c3 білий пішак · f3 білий кінь · b2 білий пішак · d2 білий пішак · f2 білий пішак · g2 білий пішак · h2 білий пішак · b1 білий кінь · c1 білий слон · f1 біла тура · g1 білий король | a8 чорний ферзь · f8 чорна тура · g8 чорний король · c7 чорний пішак · e7 чорний слон · f7 чорний пішак · g7 чорний пішак · h7 чорний пішак · c6 чорний кінь · d6 чорний пішак · f6 чорний кінь · b5 білий ферзь · e5 чорний пішак · e4 білий пішак · g4 чорний слон · b3 білий слон · c3 білий пішак · f3 білий кінь · b2 білий пішак · d2 білий пішак · f2 білий пішак · g2 білий пішак · h2 білий пішак · b1 білий кінь · c1 білий слон · f1 біла тура · g1 білий король | a8 чорний ферзь · f8 чорна тура · g8 чорний король · c7 чорний пішак · e7 чорний слон · f7 чорний пішак · g7 чорний пішак · h7 чорний пішак · c6 чорний кінь · d6 чорний пішак · f6 чорний кінь · b5 білий ферзь · e5 чорний пішак · e4 білий пішак · g4 чорний слон · b3 білий слон · c3 білий пішак · f3 білий кінь · b2 білий пішак · d2 білий пішак · f2 білий пішак · g2 білий пішак · h2 білий пішак · b1 білий кінь · c1 білий слон · f1 біла тура · g1 білий король | a8 чорний ферзь · f8 чорна тура · g8 чорний король · c7 чорний пішак · e7 чорний слон · f7 чорний пішак · g7 чорний пішак · h7 чорний пішак · c6 чорний кінь · d6 чорний пішак · f6 чорний кінь · b5 білий ферзь · e5 чорний пішак · e4 білий пішак · g4 чорний слон · b3 білий слон · c3 білий пішак · f3 білий кінь · b2 білий пішак · d2 білий пішак · f2 білий пішак · g2 білий пішак · h2 білий пішак · b1 білий кінь · c1 білий слон · f1 біла тура · g1 білий король | a8 чорний ферзь · f8 чорна тура · g8 чорний король · c7 чорний пішак · e7 чорний слон · f7 чорний пішак · g7 чорний пішак · h7 чорний пішак · c6 чорний кінь · d6 чорний пішак · f6 чорний кінь · b5 білий ферзь · e5 чорний пішак · e4 білий пішак · g4 чорний слон · b3 білий слон · c3 білий пішак · f3 білий кінь · b2 білий пішак · d2 білий пішак · f2 білий пішак · g2 білий пішак · h2 білий пішак · b1 білий кінь · c1 білий слон · f1 біла тура · g1 білий король | a8 чорний ферзь · f8 чорна тура · g8 чорний король · c7 чорний пішак · e7 чорний слон · f7 чорний пішак · g7 чорний пішак · h7 чорний пішак · c6 чорний кінь · d6 чорний пішак · f6 чорний кінь · b5 білий ферзь · e5 чорний пішак · e4 білий пішак · g4 чорний слон · b3 білий слон · c3 білий пішак · f3 білий кінь · b2 білий пішак · d2 білий пішак · f2 білий пішак · g2 білий пішак · h2 білий пішак · b1 білий кінь · c1 білий слон · f1 біла тура · g1 білий король | a8 чорний ферзь · f8 чорна тура · g8 чорний король · c7 чорний пішак · e7 чорний слон · f7 чорний пішак · g7 чорний пішак · h7 чорний пішак · c6 чорний кінь · d6 чорний пішак · f6 чорний кінь · b5 білий ферзь · e5 чорний пішак · e4 білий пішак · g4 чорний слон · b3 білий слон · c3 білий пішак · f3 білий кінь · b2 білий пішак · d2 білий пішак · f2 білий пішак · g2 білий пішак · h2 білий пішак · b1 білий кінь · c1 білий слон · f1 біла тура · g1 білий король | a8 чорний ферзь · f8 чорна тура · g8 чорний король · c7 чорний пішак · e7 чорний слон · f7 чорний пішак · g7 чорний пішак · h7 чорний пішак · c6 чорний кінь · d6 чорний пішак · f6 чорний кінь · b5 білий ферзь · e5 чорний пішак · e4 білий пішак · g4 чорний слон · b3 білий слон · c3 білий пішак · f3 білий кінь · b2 білий пішак · d2 білий пішак · f2 білий пішак · g2 білий пішак · h2 білий пішак · b1 білий кінь · c1 білий слон · f1 біла тура · g1 білий король | 2 |
| 1 | a8 чорний ферзь · f8 чорна тура · g8 чорний король · c7 чорний пішак · e7 чорний слон · f7 чорний пішак · g7 чорний пішак · h7 чорний пішак · c6 чорний кінь · d6 чорний пішак · f6 чорний кінь · b5 білий ферзь · e5 чорний пішак · e4 білий пішак · g4 чорний слон · b3 білий слон · c3 білий пішак · f3 білий кінь · b2 білий пішак · d2 білий пішак · f2 білий пішак · g2 білий пішак · h2 білий пішак · b1 білий кінь · c1 білий слон · f1 біла тура · g1 білий король | a8 чорний ферзь · f8 чорна тура · g8 чорний король · c7 чорний пішак · e7 чорний слон · f7 чорний пішак · g7 чорний пішак · h7 чорний пішак · c6 чорний кінь · d6 чорний пішак · f6 чорний кінь · b5 білий ферзь · e5 чорний пішак · e4 білий пішак · g4 чорний слон · b3 білий слон · c3 білий пішак · f3 білий кінь · b2 білий пішак · d2 білий пішак · f2 білий пішак · g2 білий пішак · h2 білий пішак · b1 білий кінь · c1 білий слон · f1 біла тура · g1 білий король | a8 чорний ферзь · f8 чорна тура · g8 чорний король · c7 чорний пішак · e7 чорний слон · f7 чорний пішак · g7 чорний пішак · h7 чорний пішак · c6 чорний кінь · d6 чорний пішак · f6 чорний кінь · b5 білий ферзь · e5 чорний пішак · e4 білий пішак · g4 чорний слон · b3 білий слон · c3 білий пішак · f3 білий кінь · b2 білий пішак · d2 білий пішак · f2 білий пішак · g2 білий пішак · h2 білий пішак · b1 білий кінь · c1 білий слон · f1 біла тура · g1 білий король | a8 чорний ферзь · f8 чорна тура · g8 чорний король · c7 чорний пішак · e7 чорний слон · f7 чорний пішак · g7 чорний пішак · h7 чорний пішак · c6 чорний кінь · d6 чорний пішак · f6 чорний кінь · b5 білий ферзь · e5 чорний пішак · e4 білий пішак · g4 чорний слон · b3 білий слон · c3 білий пішак · f3 білий кінь · b2 білий пішак · d2 білий пішак · f2 білий пішак · g2 білий пішак · h2 білий пішак · b1 білий кінь · c1 білий слон · f1 біла тура · g1 білий король | a8 чорний ферзь · f8 чорна тура · g8 чорний король · c7 чорний пішак · e7 чорний слон · f7 чорний пішак · g7 чорний пішак · h7 чорний пішак · c6 чорний кінь · d6 чорний пішак · f6 чорний кінь · b5 білий ферзь · e5 чорний пішак · e4 білий пішак · g4 чорний слон · b3 білий слон · c3 білий пішак · f3 білий кінь · b2 білий пішак · d2 білий пішак · f2 білий пішак · g2 білий пішак · h2 білий пішак · b1 білий кінь · c1 білий слон · f1 біла тура · g1 білий король | a8 чорний ферзь · f8 чорна тура · g8 чорний король · c7 чорний пішак · e7 чорний слон · f7 чорний пішак · g7 чорний пішак · h7 чорний пішак · c6 чорний кінь · d6 чорний пішак · f6 чорний кінь · b5 білий ферзь · e5 чорний пішак · e4 білий пішак · g4 чорний слон · b3 білий слон · c3 білий пішак · f3 білий кінь · b2 білий пішак · d2 білий пішак · f2 білий пішак · g2 білий пішак · h2 білий пішак · b1 білий кінь · c1 білий слон · f1 біла тура · g1 білий король | a8 чорний ферзь · f8 чорна тура · g8 чорний король · c7 чорний пішак · e7 чорний слон · f7 чорний пішак · g7 чорний пішак · h7 чорний пішак · c6 чорний кінь · d6 чорний пішак · f6 чорний кінь · b5 білий ферзь · e5 чорний пішак · e4 білий пішак · g4 чорний слон · b3 білий слон · c3 білий пішак · f3 білий кінь · b2 білий пішак · d2 білий пішак · f2 білий пішак · g2 білий пішак · h2 білий пішак · b1 білий кінь · c1 білий слон · f1 біла тура · g1 білий король | a8 чорний ферзь · f8 чорна тура · g8 чорний король · c7 чорний пішак · e7 чорний слон · f7 чорний пішак · g7 чорний пішак · h7 чорний пішак · c6 чорний кінь · d6 чорний пішак · f6 чорний кінь · b5 білий ферзь · e5 чорний пішак · e4 білий пішак · g4 чорний слон · b3 білий слон · c3 білий пішак · f3 білий кінь · b2 білий пішак · d2 білий пішак · f2 білий пішак · g2 білий пішак · h2 білий пішак · b1 білий кінь · c1 білий слон · f1 біла тура · g1 білий король | 1 |
|   | a | b | c | d | e | f | g | h |   |

Перед початком восьмого туру гравці догравали відкладені партії. Алехін не прийняв нічию, яку запропонував Файн, намагався зіграти на перемогу, але погіршив свою позицію настільки, що здався. У партії проти Кереса чемпіон світу не зміг використати дещо кращу позицію й задовольнився нічиєю. Файн довго чинив спротив у зустрічі з Кересом, однак, зрештою вперше на турнірі визнав себе переможеним. Флор і Ботвинник, які товаришували в житті, уклали, за словами Тартаковера, «готельну нічию», навіть не прийшовши на гру, а просто повідомивши про своє рішення телефоном. Найбільше відкладених партій (чотири) мав Решевський: переміг Флора та Ейве, швидко здав партію Кересові, а в партію з Капабланкою завершив унічию.

### Друге коло
Перед початком 8-го туру й, загалом, другого кола окреслились три групи гравців: двоє лідерів (Керес і Файн), які значно випередили середину «пелотону» (Алехін, Ботвинник, Капабланка, Решевський), а також Ейве і Флор, які відстали від усіх вищезгаданих гросмейстерів. У першому турі другого кола нічиїми закінчились зустрічі Ботвинник — Файн і Керес — Ейве. Цікаво розпочалась партія Капабланка — Флор: чорні пожертвували пішака в малодослідженому варіанті захисту Ґрюнфельда й отримали ініціативу. Однак кубинець не лише блискуче захистився, а й в пізніших тактичних ускладненнях зумів здобути перемогу. Решевський несподівано прорвався в центрі шахівниці проти Алехіна, отримав зайвого пішака й партію відклали в програшній для чемпіона світу позиції.

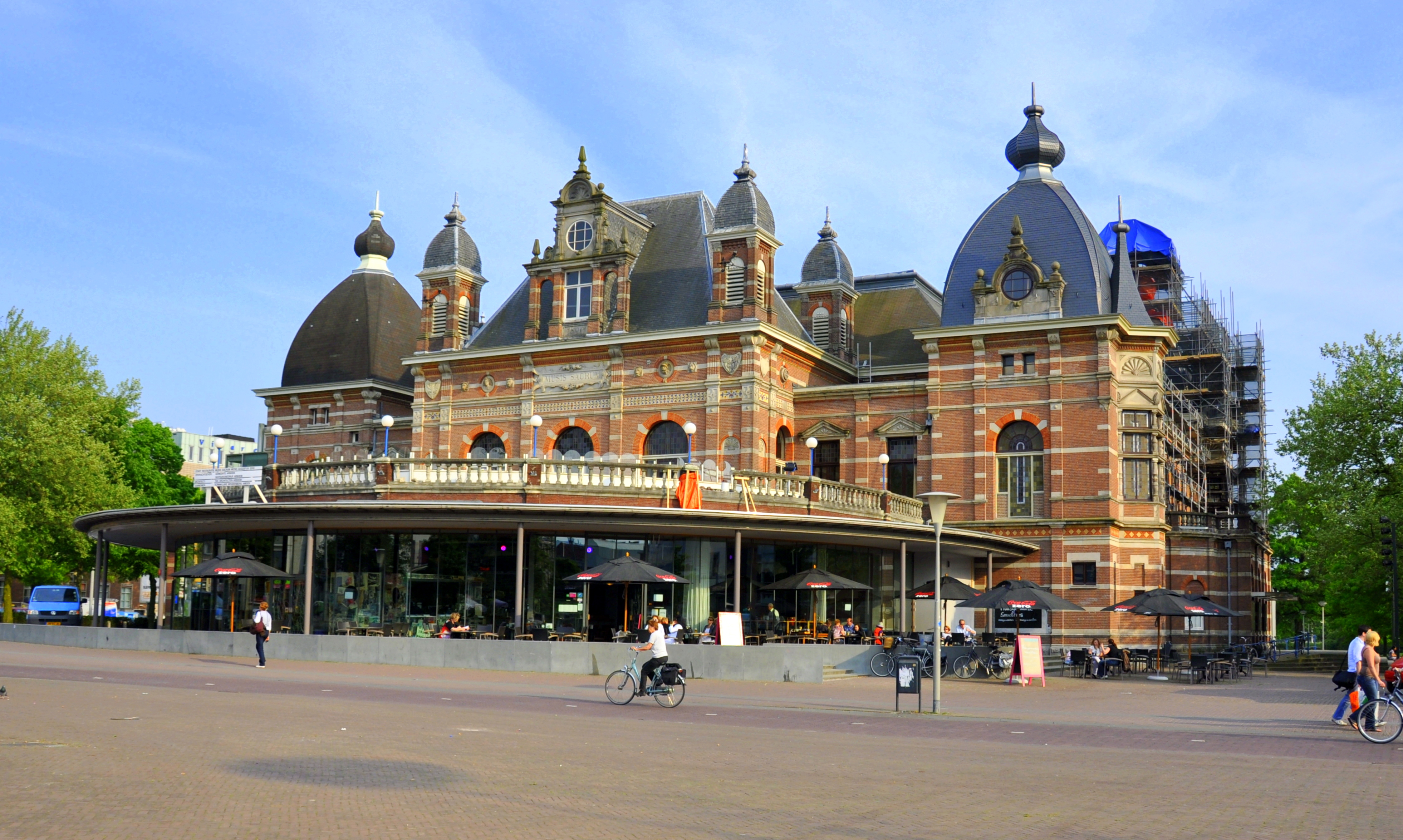
Концертна зала «Musis Sacrum» (Арнем) — місце проведення 9-го туру

9-ий тур розпочався на 15 хвилин пізніше — перед грою з нагоди 50-річного ювілею Х. Р. Капабланки екс-чемпіонові світу подарували чотириколірну ручку, а його дружині вручили букет білих лілій. На церемонії був відсутній тільки Алехін, він прийшов перед самим початком партії, яку мав грати саме проти принципового суперника-ювіляра. Капабланка чорними вирішив зіграти французьку партію, але швидко потрапив у скрутне становище. Його фігури пасивно розташувалися на 7-ій і 8-ій горизонталях, тоді як Алехін нарощував натиск як у центрі, так і на флангах. Зрештою, в безнадійній ситуації чорні прострочили час. Решевський чорними прийняв необґрунтовану жертву пішака, відбив намагання Файна захопити ініціативу та перейшов у кращий відкладений ендшпіль. Ще на початку партії Ботвинник — Керес чорні пішли на повторення ходів, але радянця не задовольнила ця пропозиція і він розпочав складні маневри на ферзевому фланзі, хоча більш природно виглядала активність на королівському фланзі. Такі дії перевели партію в догравання з мінімальною перевагою естонського гравця. У спокійній зустрічі Флор — Ейве чорні не зуміли скористатися з помилки чехословака на 11-му ході й партія завершилась поділом очка.
10-ий тур. У партії Решевський — Ботвинник радянський гросмейстер добре розіграв захист Німцовича і перейшов до мітельшпілю з краще розвинутими фігурами, однак необережний хід королевою дозволив Решевському отримати перевагу. Ботвинник вдало захищався й перевів партію в догравання. На ранній стадії партії Файн чорними пожертвував фігуру, розпочавши енергійну атаку на позицію Капабланки. Той зумів вирівняти гру та перейти в туровий ендшпіль з кращими шансами — долю партії вирішить догравання. Партія Ейве — Алехін проходила під знаком переваги білих, чемпіон світу пожертвував пішака, щоб викликати ускладнення, чим не зміг застати зненацька голландця. На 41-му ході зафіксовано нічию. Керес білими не зміг зберегти дебютну перевагу над Флором, суперники пішли на обміни й уклали мирову до 30-го ходу.
|   | a | b | c | d | e | f | g | h |   |
| 8 | d8 чорний ферзь · e8 чорна тура · g8 чорний король · f7 чорний слон · g7 чорний пішак · h7 чорний пішак · a6 чорний пішак · c6 чорний пішак · f6 чорний пішак · b5 чорний пішак · c5 білий пішак · b4 білий пішак · c4 чорний кінь · e4 білий ферзь · f4 білий пішак · a3 білий пішак · c3 біла тура · g3 білий пішак · g2 білий слон · h2 білий пішак · e1 біла тура · g1 білий король | d8 чорний ферзь · e8 чорна тура · g8 чорний король · f7 чорний слон · g7 чорний пішак · h7 чорний пішак · a6 чорний пішак · c6 чорний пішак · f6 чорний пішак · b5 чорний пішак · c5 білий пішак · b4 білий пішак · c4 чорний кінь · e4 білий ферзь · f4 білий пішак · a3 білий пішак · c3 біла тура · g3 білий пішак · g2 білий слон · h2 білий пішак · e1 біла тура · g1 білий король | d8 чорний ферзь · e8 чорна тура · g8 чорний король · f7 чорний слон · g7 чорний пішак · h7 чорний пішак · a6 чорний пішак · c6 чорний пішак · f6 чорний пішак · b5 чорний пішак · c5 білий пішак · b4 білий пішак · c4 чорний кінь · e4 білий ферзь · f4 білий пішак · a3 білий пішак · c3 біла тура · g3 білий пішак · g2 білий слон · h2 білий пішак · e1 біла тура · g1 білий король | d8 чорний ферзь · e8 чорна тура · g8 чорний король · f7 чорний слон · g7 чорний пішак · h7 чорний пішак · a6 чорний пішак · c6 чорний пішак · f6 чорний пішак · b5 чорний пішак · c5 білий пішак · b4 білий пішак · c4 чорний кінь · e4 білий ферзь · f4 білий пішак · a3 білий пішак · c3 біла тура · g3 білий пішак · g2 білий слон · h2 білий пішак · e1 біла тура · g1 білий король | d8 чорний ферзь · e8 чорна тура · g8 чорний король · f7 чорний слон · g7 чорний пішак · h7 чорний пішак · a6 чорний пішак · c6 чорний пішак · f6 чорний пішак · b5 чорний пішак · c5 білий пішак · b4 білий пішак · c4 чорний кінь · e4 білий ферзь · f4 білий пішак · a3 білий пішак · c3 біла тура · g3 білий пішак · g2 білий слон · h2 білий пішак · e1 біла тура · g1 білий король | d8 чорний ферзь · e8 чорна тура · g8 чорний король · f7 чорний слон · g7 чорний пішак · h7 чорний пішак · a6 чорний пішак · c6 чорний пішак · f6 чорний пішак · b5 чорний пішак · c5 білий пішак · b4 білий пішак · c4 чорний кінь · e4 білий ферзь · f4 білий пішак · a3 білий пішак · c3 біла тура · g3 білий пішак · g2 білий слон · h2 білий пішак · e1 біла тура · g1 білий король | d8 чорний ферзь · e8 чорна тура · g8 чорний король · f7 чорний слон · g7 чорний пішак · h7 чорний пішак · a6 чорний пішак · c6 чорний пішак · f6 чорний пішак · b5 чорний пішак · c5 білий пішак · b4 білий пішак · c4 чорний кінь · e4 білий ферзь · f4 білий пішак · a3 білий пішак · c3 біла тура · g3 білий пішак · g2 білий слон · h2 білий пішак · e1 біла тура · g1 білий король | d8 чорний ферзь · e8 чорна тура · g8 чорний король · f7 чорний слон · g7 чорний пішак · h7 чорний пішак · a6 чорний пішак · c6 чорний пішак · f6 чорний пішак · b5 чорний пішак · c5 білий пішак · b4 білий пішак · c4 чорний кінь · e4 білий ферзь · f4 білий пішак · a3 білий пішак · c3 біла тура · g3 білий пішак · g2 білий слон · h2 білий пішак · e1 біла тура · g1 білий король | 8 |
| 7 | d8 чорний ферзь · e8 чорна тура · g8 чорний король · f7 чорний слон · g7 чорний пішак · h7 чорний пішак · a6 чорний пішак · c6 чорний пішак · f6 чорний пішак · b5 чорний пішак · c5 білий пішак · b4 білий пішак · c4 чорний кінь · e4 білий ферзь · f4 білий пішак · a3 білий пішак · c3 біла тура · g3 білий пішак · g2 білий слон · h2 білий пішак · e1 біла тура · g1 білий король | d8 чорний ферзь · e8 чорна тура · g8 чорний король · f7 чорний слон · g7 чорний пішак · h7 чорний пішак · a6 чорний пішак · c6 чорний пішак · f6 чорний пішак · b5 чорний пішак · c5 білий пішак · b4 білий пішак · c4 чорний кінь · e4 білий ферзь · f4 білий пішак · a3 білий пішак · c3 біла тура · g3 білий пішак · g2 білий слон · h2 білий пішак · e1 біла тура · g1 білий король | d8 чорний ферзь · e8 чорна тура · g8 чорний король · f7 чорний слон · g7 чорний пішак · h7 чорний пішак · a6 чорний пішак · c6 чорний пішак · f6 чорний пішак · b5 чорний пішак · c5 білий пішак · b4 білий пішак · c4 чорний кінь · e4 білий ферзь · f4 білий пішак · a3 білий пішак · c3 біла тура · g3 білий пішак · g2 білий слон · h2 білий пішак · e1 біла тура · g1 білий король | d8 чорний ферзь · e8 чорна тура · g8 чорний король · f7 чорний слон · g7 чорний пішак · h7 чорний пішак · a6 чорний пішак · c6 чорний пішак · f6 чорний пішак · b5 чорний пішак · c5 білий пішак · b4 білий пішак · c4 чорний кінь · e4 білий ферзь · f4 білий пішак · a3 білий пішак · c3 біла тура · g3 білий пішак · g2 білий слон · h2 білий пішак · e1 біла тура · g1 білий король | d8 чорний ферзь · e8 чорна тура · g8 чорний король · f7 чорний слон · g7 чорний пішак · h7 чорний пішак · a6 чорний пішак · c6 чорний пішак · f6 чорний пішак · b5 чорний пішак · c5 білий пішак · b4 білий пішак · c4 чорний кінь · e4 білий ферзь · f4 білий пішак · a3 білий пішак · c3 біла тура · g3 білий пішак · g2 білий слон · h2 білий пішак · e1 біла тура · g1 білий король | d8 чорний ферзь · e8 чорна тура · g8 чорний король · f7 чорний слон · g7 чорний пішак · h7 чорний пішак · a6 чорний пішак · c6 чорний пішак · f6 чорний пішак · b5 чорний пішак · c5 білий пішак · b4 білий пішак · c4 чорний кінь · e4 білий ферзь · f4 білий пішак · a3 білий пішак · c3 біла тура · g3 білий пішак · g2 білий слон · h2 білий пішак · e1 біла тура · g1 білий король | d8 чорний ферзь · e8 чорна тура · g8 чорний король · f7 чорний слон · g7 чорний пішак · h7 чорний пішак · a6 чорний пішак · c6 чорний пішак · f6 чорний пішак · b5 чорний пішак · c5 білий пішак · b4 білий пішак · c4 чорний кінь · e4 білий ферзь · f4 білий пішак · a3 білий пішак · c3 біла тура · g3 білий пішак · g2 білий слон · h2 білий пішак · e1 біла тура · g1 білий король | d8 чорний ферзь · e8 чорна тура · g8 чорний король · f7 чорний слон · g7 чорний пішак · h7 чорний пішак · a6 чорний пішак · c6 чорний пішак · f6 чорний пішак · b5 чорний пішак · c5 білий пішак · b4 білий пішак · c4 чорний кінь · e4 білий ферзь · f4 білий пішак · a3 білий пішак · c3 біла тура · g3 білий пішак · g2 білий слон · h2 білий пішак · e1 біла тура · g1 білий король | 7 |
| 6 | d8 чорний ферзь · e8 чорна тура · g8 чорний король · f7 чорний слон · g7 чорний пішак · h7 чорний пішак · a6 чорний пішак · c6 чорний пішак · f6 чорний пішак · b5 чорний пішак · c5 білий пішак · b4 білий пішак · c4 чорний кінь · e4 білий ферзь · f4 білий пішак · a3 білий пішак · c3 біла тура · g3 білий пішак · g2 білий слон · h2 білий пішак · e1 біла тура · g1 білий король | d8 чорний ферзь · e8 чорна тура · g8 чорний король · f7 чорний слон · g7 чорний пішак · h7 чорний пішак · a6 чорний пішак · c6 чорний пішак · f6 чорний пішак · b5 чорний пішак · c5 білий пішак · b4 білий пішак · c4 чорний кінь · e4 білий ферзь · f4 білий пішак · a3 білий пішак · c3 біла тура · g3 білий пішак · g2 білий слон · h2 білий пішак · e1 біла тура · g1 білий король | d8 чорний ферзь · e8 чорна тура · g8 чорний король · f7 чорний слон · g7 чорний пішак · h7 чорний пішак · a6 чорний пішак · c6 чорний пішак · f6 чорний пішак · b5 чорний пішак · c5 білий пішак · b4 білий пішак · c4 чорний кінь · e4 білий ферзь · f4 білий пішак · a3 білий пішак · c3 біла тура · g3 білий пішак · g2 білий слон · h2 білий пішак · e1 біла тура · g1 білий король | d8 чорний ферзь · e8 чорна тура · g8 чорний король · f7 чорний слон · g7 чорний пішак · h7 чорний пішак · a6 чорний пішак · c6 чорний пішак · f6 чорний пішак · b5 чорний пішак · c5 білий пішак · b4 білий пішак · c4 чорний кінь · e4 білий ферзь · f4 білий пішак · a3 білий пішак · c3 біла тура · g3 білий пішак · g2 білий слон · h2 білий пішак · e1 біла тура · g1 білий король | d8 чорний ферзь · e8 чорна тура · g8 чорний король · f7 чорний слон · g7 чорний пішак · h7 чорний пішак · a6 чорний пішак · c6 чорний пішак · f6 чорний пішак · b5 чорний пішак · c5 білий пішак · b4 білий пішак · c4 чорний кінь · e4 білий ферзь · f4 білий пішак · a3 білий пішак · c3 біла тура · g3 білий пішак · g2 білий слон · h2 білий пішак · e1 біла тура · g1 білий король | d8 чорний ферзь · e8 чорна тура · g8 чорний король · f7 чорний слон · g7 чорний пішак · h7 чорний пішак · a6 чорний пішак · c6 чорний пішак · f6 чорний пішак · b5 чорний пішак · c5 білий пішак · b4 білий пішак · c4 чорний кінь · e4 білий ферзь · f4 білий пішак · a3 білий пішак · c3 біла тура · g3 білий пішак · g2 білий слон · h2 білий пішак · e1 біла тура · g1 білий король | d8 чорний ферзь · e8 чорна тура · g8 чорний король · f7 чорний слон · g7 чорний пішак · h7 чорний пішак · a6 чорний пішак · c6 чорний пішак · f6 чорний пішак · b5 чорний пішак · c5 білий пішак · b4 білий пішак · c4 чорний кінь · e4 білий ферзь · f4 білий пішак · a3 білий пішак · c3 біла тура · g3 білий пішак · g2 білий слон · h2 білий пішак · e1 біла тура · g1 білий король | d8 чорний ферзь · e8 чорна тура · g8 чорний король · f7 чорний слон · g7 чорний пішак · h7 чорний пішак · a6 чорний пішак · c6 чорний пішак · f6 чорний пішак · b5 чорний пішак · c5 білий пішак · b4 білий пішак · c4 чорний кінь · e4 білий ферзь · f4 білий пішак · a3 білий пішак · c3 біла тура · g3 білий пішак · g2 білий слон · h2 білий пішак · e1 біла тура · g1 білий король | 6 |
| 5 | d8 чорний ферзь · e8 чорна тура · g8 чорний король · f7 чорний слон · g7 чорний пішак · h7 чорний пішак · a6 чорний пішак · c6 чорний пішак · f6 чорний пішак · b5 чорний пішак · c5 білий пішак · b4 білий пішак · c4 чорний кінь · e4 білий ферзь · f4 білий пішак · a3 білий пішак · c3 біла тура · g3 білий пішак · g2 білий слон · h2 білий пішак · e1 біла тура · g1 білий король | d8 чорний ферзь · e8 чорна тура · g8 чорний король · f7 чорний слон · g7 чорний пішак · h7 чорний пішак · a6 чорний пішак · c6 чорний пішак · f6 чорний пішак · b5 чорний пішак · c5 білий пішак · b4 білий пішак · c4 чорний кінь · e4 білий ферзь · f4 білий пішак · a3 білий пішак · c3 біла тура · g3 білий пішак · g2 білий слон · h2 білий пішак · e1 біла тура · g1 білий король | d8 чорний ферзь · e8 чорна тура · g8 чорний король · f7 чорний слон · g7 чорний пішак · h7 чорний пішак · a6 чорний пішак · c6 чорний пішак · f6 чорний пішак · b5 чорний пішак · c5 білий пішак · b4 білий пішак · c4 чорний кінь · e4 білий ферзь · f4 білий пішак · a3 білий пішак · c3 біла тура · g3 білий пішак · g2 білий слон · h2 білий пішак · e1 біла тура · g1 білий король | d8 чорний ферзь · e8 чорна тура · g8 чорний король · f7 чорний слон · g7 чорний пішак · h7 чорний пішак · a6 чорний пішак · c6 чорний пішак · f6 чорний пішак · b5 чорний пішак · c5 білий пішак · b4 білий пішак · c4 чорний кінь · e4 білий ферзь · f4 білий пішак · a3 білий пішак · c3 біла тура · g3 білий пішак · g2 білий слон · h2 білий пішак · e1 біла тура · g1 білий король | d8 чорний ферзь · e8 чорна тура · g8 чорний король · f7 чорний слон · g7 чорний пішак · h7 чорний пішак · a6 чорний пішак · c6 чорний пішак · f6 чорний пішак · b5 чорний пішак · c5 білий пішак · b4 білий пішак · c4 чорний кінь · e4 білий ферзь · f4 білий пішак · a3 білий пішак · c3 біла тура · g3 білий пішак · g2 білий слон · h2 білий пішак · e1 біла тура · g1 білий король | d8 чорний ферзь · e8 чорна тура · g8 чорний король · f7 чорний слон · g7 чорний пішак · h7 чорний пішак · a6 чорний пішак · c6 чорний пішак · f6 чорний пішак · b5 чорний пішак · c5 білий пішак · b4 білий пішак · c4 чорний кінь · e4 білий ферзь · f4 білий пішак · a3 білий пішак · c3 біла тура · g3 білий пішак · g2 білий слон · h2 білий пішак · e1 біла тура · g1 білий король | d8 чорний ферзь · e8 чорна тура · g8 чорний король · f7 чорний слон · g7 чорний пішак · h7 чорний пішак · a6 чорний пішак · c6 чорний пішак · f6 чорний пішак · b5 чорний пішак · c5 білий пішак · b4 білий пішак · c4 чорний кінь · e4 білий ферзь · f4 білий пішак · a3 білий пішак · c3 біла тура · g3 білий пішак · g2 білий слон · h2 білий пішак · e1 біла тура · g1 білий король | d8 чорний ферзь · e8 чорна тура · g8 чорний король · f7 чорний слон · g7 чорний пішак · h7 чорний пішак · a6 чорний пішак · c6 чорний пішак · f6 чорний пішак · b5 чорний пішак · c5 білий пішак · b4 білий пішак · c4 чорний кінь · e4 білий ферзь · f4 білий пішак · a3 білий пішак · c3 біла тура · g3 білий пішак · g2 білий слон · h2 білий пішак · e1 біла тура · g1 білий король | 5 |
| 4 | d8 чорний ферзь · e8 чорна тура · g8 чорний король · f7 чорний слон · g7 чорний пішак · h7 чорний пішак · a6 чорний пішак · c6 чорний пішак · f6 чорний пішак · b5 чорний пішак · c5 білий пішак · b4 білий пішак · c4 чорний кінь · e4 білий ферзь · f4 білий пішак · a3 білий пішак · c3 біла тура · g3 білий пішак · g2 білий слон · h2 білий пішак · e1 біла тура · g1 білий король | d8 чорний ферзь · e8 чорна тура · g8 чорний король · f7 чорний слон · g7 чорний пішак · h7 чорний пішак · a6 чорний пішак · c6 чорний пішак · f6 чорний пішак · b5 чорний пішак · c5 білий пішак · b4 білий пішак · c4 чорний кінь · e4 білий ферзь · f4 білий пішак · a3 білий пішак · c3 біла тура · g3 білий пішак · g2 білий слон · h2 білий пішак · e1 біла тура · g1 білий король | d8 чорний ферзь · e8 чорна тура · g8 чорний король · f7 чорний слон · g7 чорний пішак · h7 чорний пішак · a6 чорний пішак · c6 чорний пішак · f6 чорний пішак · b5 чорний пішак · c5 білий пішак · b4 білий пішак · c4 чорний кінь · e4 білий ферзь · f4 білий пішак · a3 білий пішак · c3 біла тура · g3 білий пішак · g2 білий слон · h2 білий пішак · e1 біла тура · g1 білий король | d8 чорний ферзь · e8 чорна тура · g8 чорний король · f7 чорний слон · g7 чорний пішак · h7 чорний пішак · a6 чорний пішак · c6 чорний пішак · f6 чорний пішак · b5 чорний пішак · c5 білий пішак · b4 білий пішак · c4 чорний кінь · e4 білий ферзь · f4 білий пішак · a3 білий пішак · c3 біла тура · g3 білий пішак · g2 білий слон · h2 білий пішак · e1 біла тура · g1 білий король | d8 чорний ферзь · e8 чорна тура · g8 чорний король · f7 чорний слон · g7 чорний пішак · h7 чорний пішак · a6 чорний пішак · c6 чорний пішак · f6 чорний пішак · b5 чорний пішак · c5 білий пішак · b4 білий пішак · c4 чорний кінь · e4 білий ферзь · f4 білий пішак · a3 білий пішак · c3 біла тура · g3 білий пішак · g2 білий слон · h2 білий пішак · e1 біла тура · g1 білий король | d8 чорний ферзь · e8 чорна тура · g8 чорний король · f7 чорний слон · g7 чорний пішак · h7 чорний пішак · a6 чорний пішак · c6 чорний пішак · f6 чорний пішак · b5 чорний пішак · c5 білий пішак · b4 білий пішак · c4 чорний кінь · e4 білий ферзь · f4 білий пішак · a3 білий пішак · c3 біла тура · g3 білий пішак · g2 білий слон · h2 білий пішак · e1 біла тура · g1 білий король | d8 чорний ферзь · e8 чорна тура · g8 чорний король · f7 чорний слон · g7 чорний пішак · h7 чорний пішак · a6 чорний пішак · c6 чорний пішак · f6 чорний пішак · b5 чорний пішак · c5 білий пішак · b4 білий пішак · c4 чорний кінь · e4 білий ферзь · f4 білий пішак · a3 білий пішак · c3 біла тура · g3 білий пішак · g2 білий слон · h2 білий пішак · e1 біла тура · g1 білий король | d8 чорний ферзь · e8 чорна тура · g8 чорний король · f7 чорний слон · g7 чорний пішак · h7 чорний пішак · a6 чорний пішак · c6 чорний пішак · f6 чорний пішак · b5 чорний пішак · c5 білий пішак · b4 білий пішак · c4 чорний кінь · e4 білий ферзь · f4 білий пішак · a3 білий пішак · c3 біла тура · g3 білий пішак · g2 білий слон · h2 білий пішак · e1 біла тура · g1 білий король | 4 |
| 3 | d8 чорний ферзь · e8 чорна тура · g8 чорний король · f7 чорний слон · g7 чорний пішак · h7 чорний пішак · a6 чорний пішак · c6 чорний пішак · f6 чорний пішак · b5 чорний пішак · c5 білий пішак · b4 білий пішак · c4 чорний кінь · e4 білий ферзь · f4 білий пішак · a3 білий пішак · c3 біла тура · g3 білий пішак · g2 білий слон · h2 білий пішак · e1 біла тура · g1 білий король | d8 чорний ферзь · e8 чорна тура · g8 чорний король · f7 чорний слон · g7 чорний пішак · h7 чорний пішак · a6 чорний пішак · c6 чорний пішак · f6 чорний пішак · b5 чорний пішак · c5 білий пішак · b4 білий пішак · c4 чорний кінь · e4 білий ферзь · f4 білий пішак · a3 білий пішак · c3 біла тура · g3 білий пішак · g2 білий слон · h2 білий пішак · e1 біла тура · g1 білий король | d8 чорний ферзь · e8 чорна тура · g8 чорний король · f7 чорний слон · g7 чорний пішак · h7 чорний пішак · a6 чорний пішак · c6 чорний пішак · f6 чорний пішак · b5 чорний пішак · c5 білий пішак · b4 білий пішак · c4 чорний кінь · e4 білий ферзь · f4 білий пішак · a3 білий пішак · c3 біла тура · g3 білий пішак · g2 білий слон · h2 білий пішак · e1 біла тура · g1 білий король | d8 чорний ферзь · e8 чорна тура · g8 чорний король · f7 чорний слон · g7 чорний пішак · h7 чорний пішак · a6 чорний пішак · c6 чорний пішак · f6 чорний пішак · b5 чорний пішак · c5 білий пішак · b4 білий пішак · c4 чорний кінь · e4 білий ферзь · f4 білий пішак · a3 білий пішак · c3 біла тура · g3 білий пішак · g2 білий слон · h2 білий пішак · e1 біла тура · g1 білий король | d8 чорний ферзь · e8 чорна тура · g8 чорний король · f7 чорний слон · g7 чорний пішак · h7 чорний пішак · a6 чорний пішак · c6 чорний пішак · f6 чорний пішак · b5 чорний пішак · c5 білий пішак · b4 білий пішак · c4 чорний кінь · e4 білий ферзь · f4 білий пішак · a3 білий пішак · c3 біла тура · g3 білий пішак · g2 білий слон · h2 білий пішак · e1 біла тура · g1 білий король | d8 чорний ферзь · e8 чорна тура · g8 чорний король · f7 чорний слон · g7 чорний пішак · h7 чорний пішак · a6 чорний пішак · c6 чорний пішак · f6 чорний пішак · b5 чорний пішак · c5 білий пішак · b4 білий пішак · c4 чорний кінь · e4 білий ферзь · f4 білий пішак · a3 білий пішак · c3 біла тура · g3 білий пішак · g2 білий слон · h2 білий пішак · e1 біла тура · g1 білий король | d8 чорний ферзь · e8 чорна тура · g8 чорний король · f7 чорний слон · g7 чорний пішак · h7 чорний пішак · a6 чорний пішак · c6 чорний пішак · f6 чорний пішак · b5 чорний пішак · c5 білий пішак · b4 білий пішак · c4 чорний кінь · e4 білий ферзь · f4 білий пішак · a3 білий пішак · c3 біла тура · g3 білий пішак · g2 білий слон · h2 білий пішак · e1 біла тура · g1 білий король | d8 чорний ферзь · e8 чорна тура · g8 чорний король · f7 чорний слон · g7 чорний пішак · h7 чорний пішак · a6 чорний пішак · c6 чорний пішак · f6 чорний пішак · b5 чорний пішак · c5 білий пішак · b4 білий пішак · c4 чорний кінь · e4 білий ферзь · f4 білий пішак · a3 білий пішак · c3 біла тура · g3 білий пішак · g2 білий слон · h2 білий пішак · e1 біла тура · g1 білий король | 3 |
| 2 | d8 чорний ферзь · e8 чорна тура · g8 чорний король · f7 чорний слон · g7 чорний пішак · h7 чорний пішак · a6 чорний пішак · c6 чорний пішак · f6 чорний пішак · b5 чорний пішак · c5 білий пішак · b4 білий пішак · c4 чорний кінь · e4 білий ферзь · f4 білий пішак · a3 білий пішак · c3 біла тура · g3 білий пішак · g2 білий слон · h2 білий пішак · e1 біла тура · g1 білий король | d8 чорний ферзь · e8 чорна тура · g8 чорний король · f7 чорний слон · g7 чорний пішак · h7 чорний пішак · a6 чорний пішак · c6 чорний пішак · f6 чорний пішак · b5 чорний пішак · c5 білий пішак · b4 білий пішак · c4 чорний кінь · e4 білий ферзь · f4 білий пішак · a3 білий пішак · c3 біла тура · g3 білий пішак · g2 білий слон · h2 білий пішак · e1 біла тура · g1 білий король | d8 чорний ферзь · e8 чорна тура · g8 чорний король · f7 чорний слон · g7 чорний пішак · h7 чорний пішак · a6 чорний пішак · c6 чорний пішак · f6 чорний пішак · b5 чорний пішак · c5 білий пішак · b4 білий пішак · c4 чорний кінь · e4 білий ферзь · f4 білий пішак · a3 білий пішак · c3 біла тура · g3 білий пішак · g2 білий слон · h2 білий пішак · e1 біла тура · g1 білий король | d8 чорний ферзь · e8 чорна тура · g8 чорний король · f7 чорний слон · g7 чорний пішак · h7 чорний пішак · a6 чорний пішак · c6 чорний пішак · f6 чорний пішак · b5 чорний пішак · c5 білий пішак · b4 білий пішак · c4 чорний кінь · e4 білий ферзь · f4 білий пішак · a3 білий пішак · c3 біла тура · g3 білий пішак · g2 білий слон · h2 білий пішак · e1 біла тура · g1 білий король | d8 чорний ферзь · e8 чорна тура · g8 чорний король · f7 чорний слон · g7 чорний пішак · h7 чорний пішак · a6 чорний пішак · c6 чорний пішак · f6 чорний пішак · b5 чорний пішак · c5 білий пішак · b4 білий пішак · c4 чорний кінь · e4 білий ферзь · f4 білий пішак · a3 білий пішак · c3 біла тура · g3 білий пішак · g2 білий слон · h2 білий пішак · e1 біла тура · g1 білий король | d8 чорний ферзь · e8 чорна тура · g8 чорний король · f7 чорний слон · g7 чорний пішак · h7 чорний пішак · a6 чорний пішак · c6 чорний пішак · f6 чорний пішак · b5 чорний пішак · c5 білий пішак · b4 білий пішак · c4 чорний кінь · e4 білий ферзь · f4 білий пішак · a3 білий пішак · c3 біла тура · g3 білий пішак · g2 білий слон · h2 білий пішак · e1 біла тура · g1 білий король | d8 чорний ферзь · e8 чорна тура · g8 чорний король · f7 чорний слон · g7 чорний пішак · h7 чорний пішак · a6 чорний пішак · c6 чорний пішак · f6 чорний пішак · b5 чорний пішак · c5 білий пішак · b4 білий пішак · c4 чорний кінь · e4 білий ферзь · f4 білий пішак · a3 білий пішак · c3 біла тура · g3 білий пішак · g2 білий слон · h2 білий пішак · e1 біла тура · g1 білий король | d8 чорний ферзь · e8 чорна тура · g8 чорний король · f7 чорний слон · g7 чорний пішак · h7 чорний пішак · a6 чорний пішак · c6 чорний пішак · f6 чорний пішак · b5 чорний пішак · c5 білий пішак · b4 білий пішак · c4 чорний кінь · e4 білий ферзь · f4 білий пішак · a3 білий пішак · c3 біла тура · g3 білий пішак · g2 білий слон · h2 білий пішак · e1 біла тура · g1 білий король | 2 |
| 1 | d8 чорний ферзь · e8 чорна тура · g8 чорний король · f7 чорний слон · g7 чорний пішак · h7 чорний пішак · a6 чорний пішак · c6 чорний пішак · f6 чорний пішак · b5 чорний пішак · c5 білий пішак · b4 білий пішак · c4 чорний кінь · e4 білий ферзь · f4 білий пішак · a3 білий пішак · c3 біла тура · g3 білий пішак · g2 білий слон · h2 білий пішак · e1 біла тура · g1 білий король | d8 чорний ферзь · e8 чорна тура · g8 чорний король · f7 чорний слон · g7 чорний пішак · h7 чорний пішак · a6 чорний пішак · c6 чорний пішак · f6 чорний пішак · b5 чорний пішак · c5 білий пішак · b4 білий пішак · c4 чорний кінь · e4 білий ферзь · f4 білий пішак · a3 білий пішак · c3 біла тура · g3 білий пішак · g2 білий слон · h2 білий пішак · e1 біла тура · g1 білий король | d8 чорний ферзь · e8 чорна тура · g8 чорний король · f7 чорний слон · g7 чорний пішак · h7 чорний пішак · a6 чорний пішак · c6 чорний пішак · f6 чорний пішак · b5 чорний пішак · c5 білий пішак · b4 білий пішак · c4 чорний кінь · e4 білий ферзь · f4 білий пішак · a3 білий пішак · c3 біла тура · g3 білий пішак · g2 білий слон · h2 білий пішак · e1 біла тура · g1 білий король | d8 чорний ферзь · e8 чорна тура · g8 чорний король · f7 чорний слон · g7 чорний пішак · h7 чорний пішак · a6 чорний пішак · c6 чорний пішак · f6 чорний пішак · b5 чорний пішак · c5 білий пішак · b4 білий пішак · c4 чорний кінь · e4 білий ферзь · f4 білий пішак · a3 білий пішак · c3 біла тура · g3 білий пішак · g2 білий слон · h2 білий пішак · e1 біла тура · g1 білий король | d8 чорний ферзь · e8 чорна тура · g8 чорний король · f7 чорний слон · g7 чорний пішак · h7 чорний пішак · a6 чорний пішак · c6 чорний пішак · f6 чорний пішак · b5 чорний пішак · c5 білий пішак · b4 білий пішак · c4 чорний кінь · e4 білий ферзь · f4 білий пішак · a3 білий пішак · c3 біла тура · g3 білий пішак · g2 білий слон · h2 білий пішак · e1 біла тура · g1 білий король | d8 чорний ферзь · e8 чорна тура · g8 чорний король · f7 чорний слон · g7 чорний пішак · h7 чорний пішак · a6 чорний пішак · c6 чорний пішак · f6 чорний пішак · b5 чорний пішак · c5 білий пішак · b4 білий пішак · c4 чорний кінь · e4 білий ферзь · f4 білий пішак · a3 білий пішак · c3 біла тура · g3 білий пішак · g2 білий слон · h2 білий пішак · e1 біла тура · g1 білий король | d8 чорний ферзь · e8 чорна тура · g8 чорний король · f7 чорний слон · g7 чорний пішак · h7 чорний пішак · a6 чорний пішак · c6 чорний пішак · f6 чорний пішак · b5 чорний пішак · c5 білий пішак · b4 білий пішак · c4 чорний кінь · e4 білий ферзь · f4 білий пішак · a3 білий пішак · c3 біла тура · g3 білий пішак · g2 білий слон · h2 білий пішак · e1 біла тура · g1 білий король | d8 чорний ферзь · e8 чорна тура · g8 чорний король · f7 чорний слон · g7 чорний пішак · h7 чорний пішак · a6 чорний пішак · c6 чорний пішак · f6 чорний пішак · b5 чорний пішак · c5 білий пішак · b4 білий пішак · c4 чорний кінь · e4 білий ферзь · f4 білий пішак · a3 білий пішак · c3 біла тура · g3 білий пішак · g2 білий слон · h2 білий пішак · e1 біла тура · g1 білий король | 1 |
|   | a | b | c | d | e | f | g | h |   |

21 листопада на дограванні пари Керес — Ботвинник і Капабланка — Файн погодились на нічию без відновлення гри, Решевський недостатньо уважно проаналізував партію проти Алехіна й задовольнився нічиєю, а Файн прострочив час в ендшпілі з Решевським.
Найкращою партією 11-го туру й, загалом, турніру, визнано перемогу чемпіона СРСР над кубинським гросмейстером — білі тонко розіграли гострий і складний варіант захисту Німцовича. Ботвинник на 19-му ході відволікає фігури чорних на ферзевий фланг і енергійними пішаковими проривами в центрі створює безпосередні загрози чорному королю. Завершальна 12-ходова комбінація з несподіваними жертвами двох фігур змусила Капабланку здатись. У зустрічі Файн — Ейве чорні пожертвували фігуру за трьох пішаків і отримали пішакову перевагу в центрі. Файн намагався жертвою фігури покращити позицію, проте голландець вдало використав позиційну перевагу і жертвою ферзя добився перемоги. Алехін використав помилку Флора й партію відкладено в явно переможному для чемпіона світу становищі. Гра Решевський — Керес відкладена в рівній позиції.
Під час догравання партії Решевський — Ботвинник чемпіон США пішов на тимчасову жертву слона й отримав перевагу, однак Ботвинник врятувався, форсуючи нічию вічним шахом. Ще одну партію білими американець звів унічию з Кересом. Флор вирішив не відновлювати партії з Алехіним, повідомивши про свою капітуляцію.
У 12-му турі жодна партія не обійшлась без помилок — довгий багатоденний марафон без днів відпочинку помітно виснажив гросмейстерів. Ботвинник на 16-му ході партії з Ейве проґавив якість і на 34-му ході здався. У поєдинку Керес — Алехін представник Франції не хотів миритися з нічиєю, пішов на загострення позиції, пожертвувавши пішака. Білі втримали позицію та завдяки зайвому пішаку перейшли у виграшний ендшпіль, доля якого вирішиться на дограванні. Капабланка оригінально розіграв захист Ґрюнфельда, а Решевський у пошуках ускладнень і контргри пожертвував пішака. Кубинець пішов на спрощення й отримав прекрасну позицію в туровому ендшпілі, але допустивши кілька помилок, екс-чемпіон світу дозволив Решевському вирівняти гру, яку відкладено. Флор погано грав проти Файна, але американець не зумів використати промахи суперника й гравці уклали мирову на 19-му ході.
Передостанній, 13-й раунд турніру знову відзначився спробами Алехіна піти у «ва-банк» чорними проти Файна. Чорні вправно спростували невиправдано ризикований план білих і перейшли у явно краще закінчення партії (відкладена). Капабланка і Керес грали на рівних аж до ендшпілю, де білі почали перегравати лідера. Проте дві помилки Капи дозволили естонському шахістові врятуватись і відкласти гру. Ботвинник білими отримав значну позиційну перевагу над Флором, але пасивними діями не зумів її використати, пішов на спрощення й задовольнився нічиєю. У цікавій партії Решевський — Ейве шальки терезів коливалися то в один, то в інший бік і, зрештою, після численних розмінювань гросмейстери погодилися на нічию.

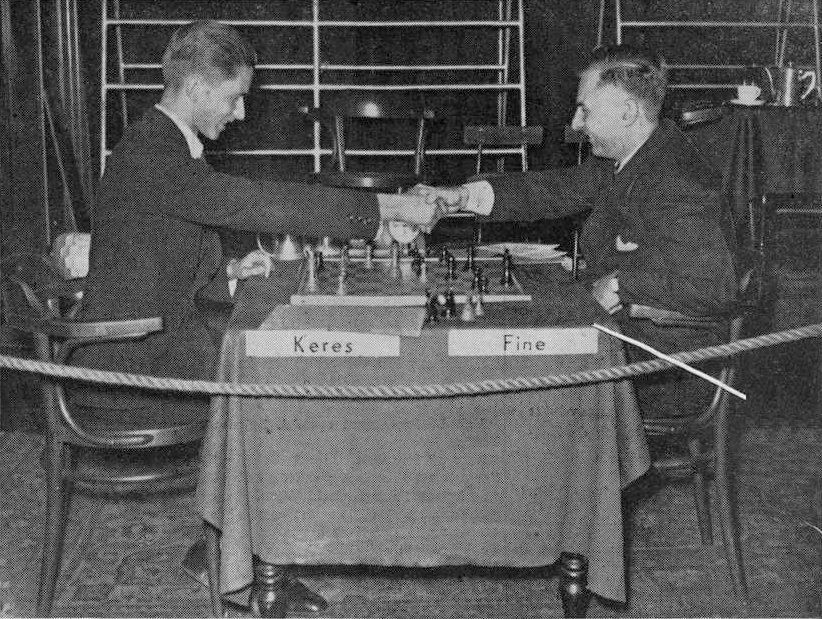
Лідери погоджуються на нічию в партії останнього туру

У день догравання три партії завершились очікувано: Файн — Алехін — 1:0, Капабланка — Керес — ½:½, Капабланка — Решевський — ½:½. У четвертій партії трапилась несподіванка: Керес недостатньо уважно проаналізував позицію проти Алехіна, зробив кілька не найкращих ходів, чим блискуче скористався суперник, звівши зустріч внічию.
В останньому турі (14-му) зустрічалися лідери — Керес і Файн. Гросмейстери мали однаковий очковий доробок, а за коефіцієнтом Бергера-Зоннеборна першим був Пауль Керес. Його суперник вирішив не ризикувати і залюбки погодився на нічию, яка цілком задовольняла обидві сторони. Так само завершилась партія Алехіна проти Ботвинника. Флор мав невелику перевагу в зустрічі з Решевським, американець у звичному для нього стилі довго думав над ходами, в цейтноті запропонувавши нічию, на яку пристав чехословак. По-бойовому розвивалися події в поєдинку Ейве проти Капабланки. Господар турніру захопив ініціативу та єдину вільну вертикаль «c» і відмінно використав слабкість позиції Капабланки, в якого кінь застряг на ферзевому фланзі. Жертва коня нічого не дала кубинцю й він визнав свою поразку.

### Закриття
Відразу після завершення 14-го туру відбулась коротка церемонія: виступив де Клерк, а також дали слово обом тріумфаторам. Керес виголосив коротку промову німецькою, а Файн продемонстрував своє знання голландської, адже вже понад рік мешкав у цій країні, а 1937 року одружився з місцевою дівчиною.
Урочиста частина була організована на наступний день, 28 листопада в готелі «Амстел» у залі, прикрашеній прапорами держав, чиї представники брали участь у турнірі. Ґустаф де Клерк, президент компанії АВРО, вкотре висловив вдячність учасникам, а також подякував їхнім дружинам за підтримку чоловіків. Усім учасникам вручено подарунки, призери отримали свої призи, а Пауля Кереса нагороджено лавровим вінком переможця.

## Турнірна таблиця
| № | Учасник               | Країна         | 1 | 1 | 2 | 2 | 3 | 3 | 4 | 4 | 5 | 5 | 6 | 6 | 7 | 7 | 8 | 8 | + | =  | − | Очки |
| - | --------------------- | -------------- | - | - | - | - | - | - | - | - | - | - | - | - | - | - | - | - | - | -- | - | ---- |
| 1 | Пауль Керес           | Естонія        |   |   | 1 | ½ | ½ | ½ | ½ | ½ | 1 | ½ | ½ | ½ | 1 | ½ | ½ | ½ | 3 | 11 | 0 | 8½   |
| 2 | Рубен Файн            | США            | 0 | ½ |   |   | 1 | ½ | 1 | 0 | 1 | 0 | 1 | 1 | ½ | ½ | 1 | ½ | 6 | 5  | 3 | 8½   |
| 3 | Михайло Ботвинник     | СРСР           | ½ | ½ | 0 | ½ |   |   | ½ | 0 | 1 | ½ | 1 | ½ | ½ | 1 | ½ | ½ | 3 | 9  | 2 | 7½   |
| 4 | Макс Ейве             | Нідерланди     | ½ | ½ | 0 | 1 | ½ | 1 |   |   | 0 | ½ | 0 | ½ | 0 | 1 | 1 | ½ | 4 | 6  | 4 | 7    |
| 5 | Самуель Решевський    | США            | 0 | ½ | 0 | 1 | 0 | ½ | 1 | ½ |   |   | ½ | ½ | ½ | ½ | 1 | ½ | 3 | 8  | 3 | 7    |
| 6 | Олександр Алехін      | Франція        | ½ | ½ | 0 | 0 | 0 | ½ | 1 | ½ | ½ | ½ |   |   | ½ | 1 | ½ | 1 | 3 | 8  | 3 | 7    |
| 7 | Хосе Рауль Капабланка | Куба           | 0 | ½ | ½ | ½ | ½ | 0 | 1 | 0 | ½ | ½ | ½ | 0 |   |   | ½ | 1 | 2 | 8  | 4 | 6    |
| 8 | Сало Флор             | Чехословаччина | ½ | ½ | 0 | ½ | ½ | ½ | 0 | ½ | 0 | ½ | ½ | 0 | ½ | 0 |   |   | 0 | 9  | 5 | 4½   |

Статистика
- Із 56 партій білі виграли 17 (30,4 %), чорні — 7 (12,5 %), а 32 завершились унічию (57,1 %)[51]. Турнір відзначився порівняно великою кількістю нічиїх, адже, наприклад, на турнірах 1914—1932 років білі перемагали у 37,0 % партій, чорні — у 26,0 %, а 37,0 % завершувались унічию[52], хоча варто врахувати й дуже рівний клас учасників АВРО-турніру, а також те, що багато нічиїх не були «гросмейстерськими», а досягались у справжній боротьбі[53]. Для порівняння, у сучасних партіях (вибірка 1970—2017 років) провідних гросмейстерів ці показники становлять, відповідно, 28,9 % (перемога білих), 18,0 % (перемога чорних) і 53,1 % (нічия)[54].

- У середньому партія тривала 40 ходів (у турнірах 1914—1932 років середній показник — 44 ходи[52]). Найдовше тривали зустрічі за участю Алехіна (⌀47) та Решевського (⌀46 ходів). Найменше ходів було зроблено в партіях Флора (⌀34) і Ботвинника (⌀35 ходів).

- Найменше часу на весь турнір використав Керес — 35 год. і 33 хв., а найбільше — Решевський — 40 год. і 19 хв. Також Решевський найбільше потрапляв у цейтнот (у 12 із 14 зіграних партій), а над одним із ходів задумався на 52 хвилини[55].

- Найменше ходів зроблено в партіях Керес — Файн, Флор — Файн і Ботвинник — Файн (по 19), найбільше — в партії Алехін — Файн (68).

- Керес став єдиним учасником, який не програв жодної партії; він також здобув найбільше нічиїх (11).

- Файн здобув найбільше перемог (6) і найменше нічиїх (5).

- Флор став єдиним учасником, який не виграв жодної партії; він також зазнав найбільшої кількості поразок (5).

### Становище за турами
Подано результати партій, а також кількість очок перед відповідним туром. Товстим виділено кількість очок у лідера.
| 1 тур (6.11.1938)   | 1 тур (6.11.1938) | 1 тур (6.11.1938) | 1 тур (6.11.1938) | 1 тур (6.11.1938) |
| ------------------- | ----------------- | ----------------- | ----------------- | ----------------- |
| Ейве                |                   | ½:½               |                   | Керес             |
| Флор                |                   | ½:½               |                   | Капабланка        |
| Алехін              |                   | ½:½               |                   | Решевський        |
| Файн                |                   | 1:0               |                   | Ботвинник         |
| 4 тур (12.11.1938)  |                   |                   |                   |                   |
| Керес               | 1½                | 1:0               | ½                 | Решевський        |
| Капабланка          | 1½                | ½:½               | 1½                | Ботвинник         |
| Ейве                | 1½                | 0:1               | 2½                | Файн              |
| Флор                | 1                 | ½:½               | 2                 | Алехін            |
| 7 тур (15.11.1938)  |                   |                   |                   |                   |
| Файн                | 5½                | 0:1               | 4                 | Керес             |
| Ботвинник           | 3                 | 1:0               | 3                 | Алехін            |
| Решевський          | 2                 | 1:0               | 2                 | Флор              |
| Капабланка          | 2½                | 1:0               | 2                 | Ейве              |
| 10 тур (20.11.1938) |                   |                   |                   |                   |
| Керес               | 6                 | ½:½               | 2½                | Флор              |
| Ейве                | 3                 | ½:½               | 4½                | Алехін            |
| Капабланка          | 4½                | ½:½               | 6                 | Файн              |
| Решевський          | 4½                | ½:½               | 5                 | Ботвинник         |
| 13 тур (25.11.1938) |                   |                   |                   |                   |
| Капабланка          | 5½                | ½:½               | 7½                | Керес             |
| Решевський          | 6                 | ½:½               | 5½                | Ейве              |
| Ботвинник           | 6½                | ½:½               | 3½                | Флор              |
| Файн                | 7                 | 1:0               | 6                 | Алехін            |

| 2 тур (8.11.1938)   | 2 тур (8.11.1938) | 2 тур (8.11.1938) | 2 тур (8.11.1938) | 2 тур (8.11.1938) |
| ------------------- | ----------------- | ----------------- | ----------------- | ----------------- |
| Керес               | ½                 | ½:½               | 0                 | Ботвинник         |
| Решевський          | ½                 | 0:1               | 1                 | Файн              |
| Капабланка          | ½                 | ½:½               | ½                 | Алехін            |
| Ейве                | ½                 | 1:0               | ½                 | Флор              |
| 5 тур (13.11.1938)  |                   |                   |                   |                   |
| Алехін              | 2½                | ½:½               | 2½                | Керес             |
| Файн                | 3½                | 1:0               | 1½                | Флор              |
| Ботвинник           | 2                 | ½:½               | 1½                | Ейве              |
| Решевський          | ½                 | ½:½               | 2                 | Капабланка        |
| 8 тур (17.11.1938)  |                   |                   |                   |                   |
| Керес               | 5                 | ½:½               | 2                 | Ейве              |
| Капабланка          | 3½                | 1:0               | 2                 | Флор              |
| Решевський          | 3                 | ½:½               | 3                 | Алехін            |
| Ботвинник           | 4                 | ½:½               | 5½                | Файн              |
| 11 тур (22.11.1938) |                   |                   |                   |                   |
| Решевський          | 5                 | ½:½               | 6½                | Керес             |
| Ботвинник           | 5½                | 1:0               | 5                 | Капабланка        |
| Файн                | 6½                | 0:1               | 3½                | Ейве              |
| Алехін              | 5                 | 1:0               | 3                 | Флор              |
| 14 тур (27.11.1938) |                   |                   |                   |                   |
| Керес               | 8                 | ½:½               | 8                 | Файн              |
| Алехін              | 6½                | ½:½               | 7                 | Ботвинник         |
| Флор                | 4                 | ½:½               | 6½                | Решевський        |
| Ейве                | 6                 | 1:0               | 6                 | Капабланка        |

| 3 тур (10.11.1938)    | 3 тур (10.11.1938) | 3 тур (10.11.1938) | 3 тур (10.11.1938) | 3 тур (10.11.1938) |
| --------------------- | ------------------ | ------------------ | ------------------ | ------------------ |
| Флор                  | ½                  | ½:½                | 1                  | Керес              |
| Алехін                | 1                  | 1:0                | 1½                 | Ейве               |
| Файн                  | 2                  | ½:½                | 1½                 | Капабланка         |
| Ботвинник             | ½                  | 1:0                | ½                  | Решевський         |
| 6 тур (14.11.1938)    |                    |                    |                    |                    |
| Керес                 | 3                  | 1:0                | 2½                 | Капабланка         |
| Решевський            | 1                  | 0:1                | 2                  | Ейве               |
| Флор                  | 1½                 | ½:½                | 2½                 | Ботвинник          |
| Алехін                | 3                  | 0:1                | 4½                 | Файн               |
| 9 тур (19.11.1938)    |                    |                    |                    |                    |
| Ботвинник             | 4                  | ½:½                | 5½                 | Керес              |
| Файн                  | 6                  | 0:1                | 3½                 | Решевський         |
| Алехін                | 3½                 | 1:0                | 4½                 | Капабланка         |
| Флор                  | 2                  | ½:½                | 2½                 | Ейве               |
| 12 тур (24.11.1938)   |                    |                    |                    |                    |
| Керес                 | 7                  | ½:½                | 6                  | Алехін             |
| Флор                  | 3                  | ½:½                | 6½                 | Файн               |
| Ейве                  | 4½                 | 1:0                | 6½                 | Ботвинник          |
| Капабланка            | 5                  | ½:½                | 5½                 | Решевський         |
| Підсумковий результат |                    |                    |                    |                    |
| 1. Керес              | 8½                 |                    | 7                  | 5. Решевський      |
| 2. Файн               | 8½                 |                    | 7                  | 6. Ейве            |
| 3. Ботвинник          | 7½                 |                    | 6                  | 7. Капабланка      |
| 4. Алехін             | 7                  |                    | 4½                 | 8. Флор            |

## Підсумки

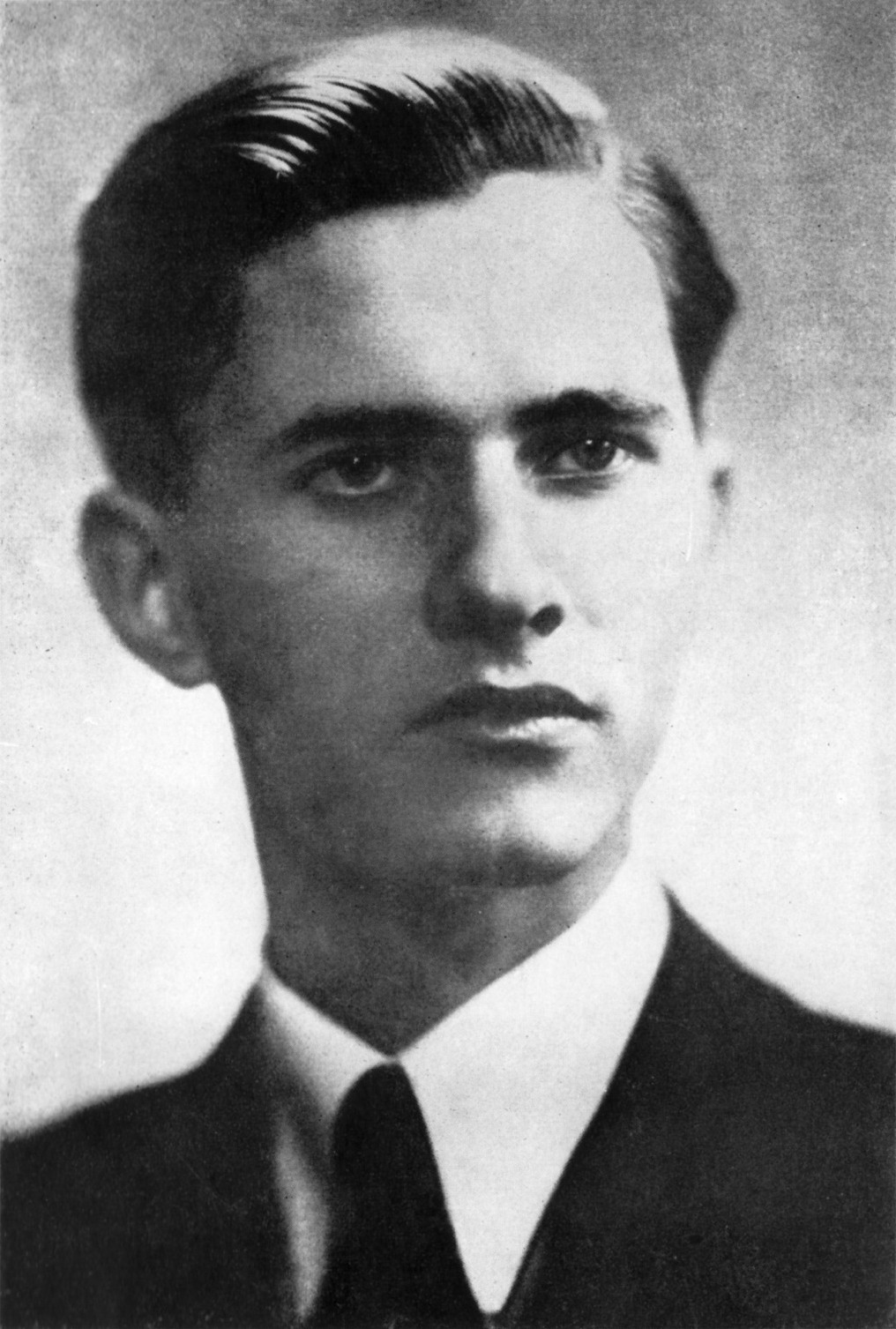
Пауль Керес — 1-2-е місця

Турнір називають одним з найсильніших в історії шахів. За словами Гаррі Каспарова «такого елітного змагання, яке б зібрало вісім найкращих гросмейстерів світу, не було ні раніше, ні пізніше», а турнір став «символом кінця героїчної ери шахових титанів, які правили передовсім завдяки природному таланту, і початком ери шахового професіоналізму, без якого вже немислимими стали найвищі досягнення». Про впертість боротьби свідчить результат: на інтервалі 1½ очка розмістилися 6 учасників. АВРО-турнір показав, що старше покоління гросмейстерів-чемпіонів світу (Алехін, Ейве, Капабланка) поступається майстерністю молодим претендентам (Ботвинник, Керес, Файн). Переможцями супертурніру стали наймолодші учасники — Пауль Керес і Рубен Файн. Початок Другої світової війни перервав шахову діяльність і унеможливив переможцям організувати матч за звання чемпіона світу.
Важкі умови гри — практично кожен тур у новому місті, а також відсутність днів відпочинку — виявилися невдалим експериментом. Хоча організатори добилися комерційного успіху за рахунок продажу квитків, але в майбутньому більше жоден шаховий турнір найвищого рівня не проводили в такій кількості різних міст. Велика кількість переїздів стала особливо важким випробуванням для найстарших гравців — Алехіна і Капабланки.
|                     | З другого туру встановився такий «симпатичний» режим. Сон не раніше, ніж після другої години ночі, — якщо взагалі вдавалося заснути… О 4-5-ій годині ми вже в потязі, через годину-дві в новому місті. О шостій — годинник запущено, об одинадцятій — у таблиці вже позначені результати (або ж запечатані в конверти відкладені партії). Ці відкладені партії будуть аналізувати за сніданком в поїзді або ж за рахунок скупих хвилин відпочинку. Після туру — мерщій на потяг і, нарешті, о другій годині ночі — вечеря… Нас ганяли по всій країні. Дружина Капабланки досить влучно сказала, що ми нагадуємо групу мандрівних водевільних, завжди голодних акторів |
| — Михайло Ботвинник | |

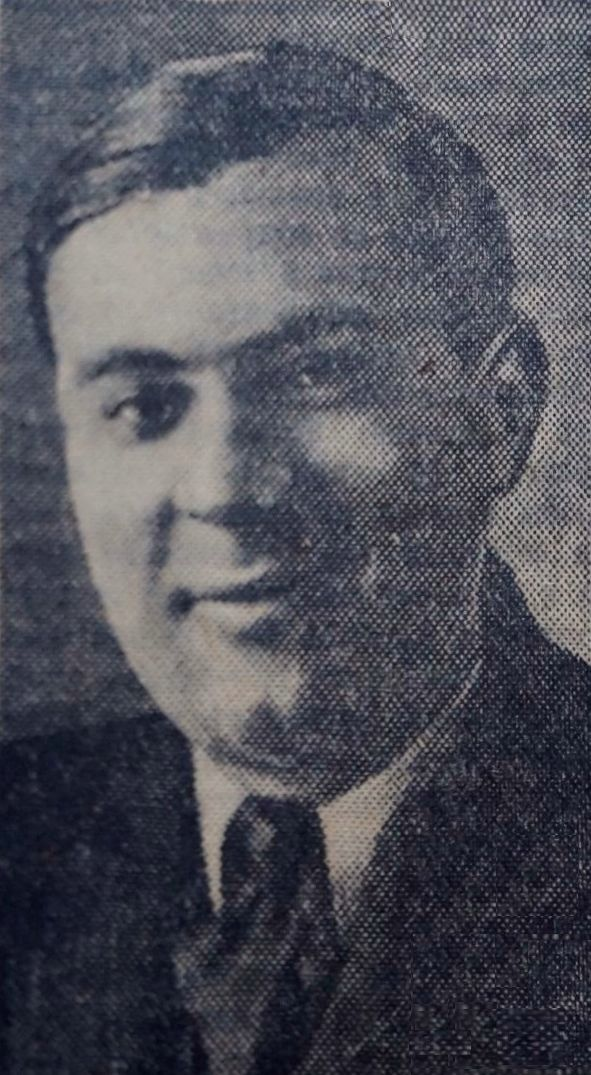
Рубен Файн — 1-2-е місця

Перемога 22-річного естонця Пауля Кереса стала логічним продовженням серії його успішних турнірів у попередні роки. Після 1-го кола він ішов на другому місці після Файна, а в другому колі вирішив не йти на ризик у рівних позиціях, добився нічиїх у решті партій і єдиний пройшов супертурнір без поразок, наздогнавши американця. Він показав солідну дебютну підготовку, комбінаційне бачення, зріло розподіляв сили й уникав незрозумілих ускладнень. Перемога на турнірі давала шахістові моральне право кинути виклик Алехінові, однак висока сума гонорарів, яку мав забезпечити кандидат у матчі за чемпіонство, потребувала пошуку меценатів і спонсорів. Початок світової війни перекреслив усі плани на організацію матчу.
|                | І Керес і Файн — обидва чудові стратеги, але все ж Керес тепер найцікавіша постать у шаховому світі. Його матч проти Алехіна майже необхідний |
| — Саломон Флор | |

Якщо Кереса називали серед фаворитів перед початком турніру, то успіх 24-річного Рубена Файна зі США став справжньою сенсацією. Американець чудово розпочав змагання, здобувши перемоги над Ейве, Флором і Алехіним. Хосе Рауль Капабланка так оцінив підсумки першого кола: «Якість гри Файна, який іде на першому місці, нерівна — поряд з хорошими зразками шахової творчості, зустрічаються в нього партії невисокої вартості. Гра Кереса справляє впевненіше враження». У другому колі американець програв Ейве та Решевському і дозволив Кересові наздогнати себе. Рубен показав відмінну теоретичну підготовку, вміння маневрувати, глибоко проникати в позицію та бійцівський характер — на його рахунку найменше нічиїх (п'ять) і найбільше перемог (шість), хоча раніше мав репутацію «майстра нічиїх». Гросмейстер згадував, що в той час він уже планував призупинити шахові виступи, продовживши навчання та наукову діяльність і попросив організаторів дозволити не приїжджати на турнір. Після відмови він вирішив зіграти на турнірі розкуто і відкинув обережність, яка була характерна для попередніх його турнірних виступів. Чемпіон світу Алехін зауважив: «Найбільшою сенсацією турніру треба вважати дивовижну зміну стилю Файна». Рубен Файн став першим в історії, хто не лише переміг у турнірній партії чинного чемпіона світу, а й випередив його в підсумковій таблиці змагання. Упродовж турніру він двічі переміг чинного чемпіона світу, що за всю історію вдалося лише п'ятьом шахістам (станом на 2020 рік). АВРО-турнір став найбільшим і останнім великим успіхом американського гросмейстера — під час війни він працював на оборонну сферу, а пізніше покинув практичну гру.

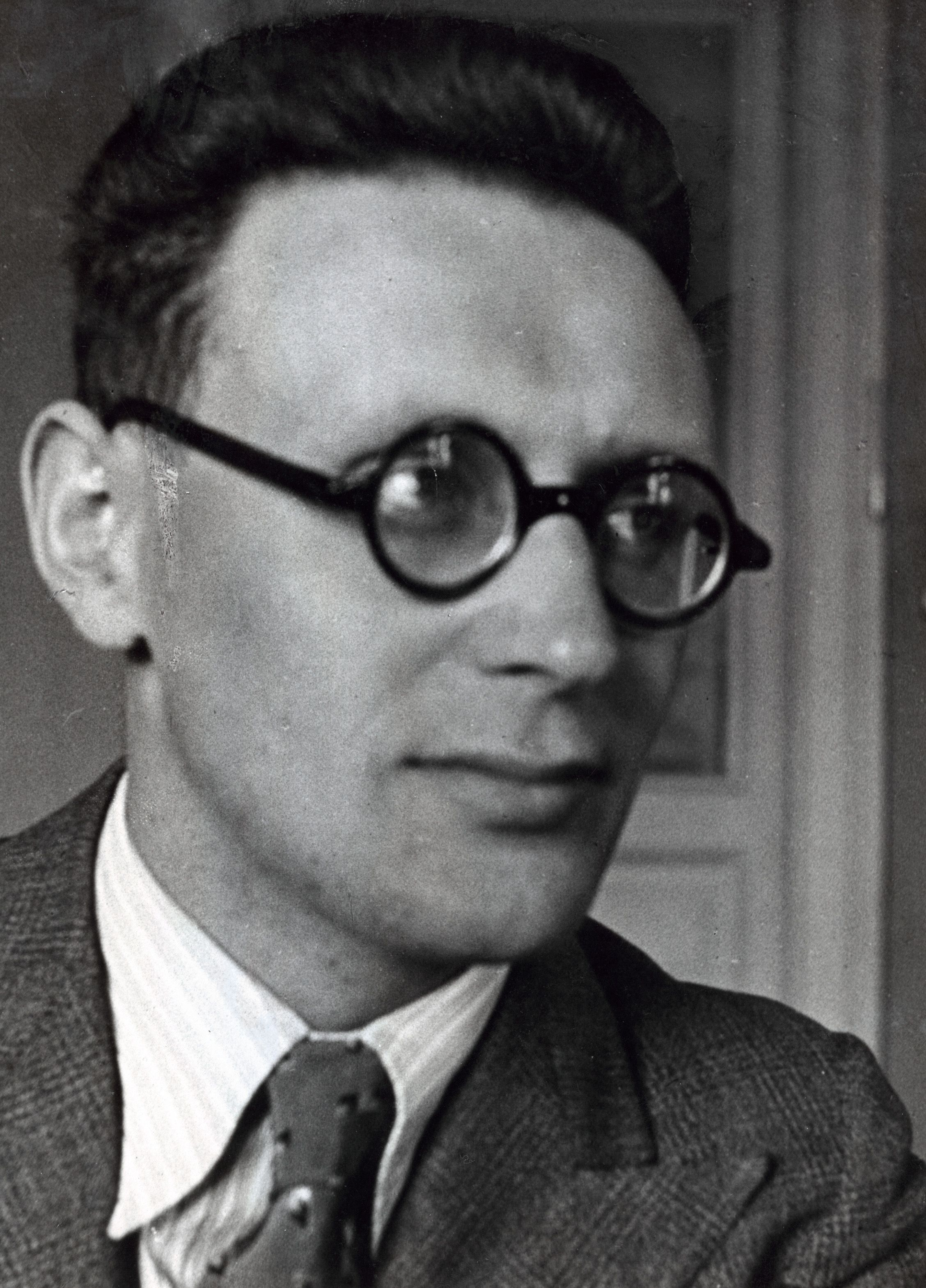
Михайло Ботвинник — 3-є місце

27-річний Михайло Ботвинник із Радянського Союзу після призових місць на сильних турнірах 1935—1936 років призупинив шахову діяльність для захисту кандидатської дисертації. Проте в прогнозах його називали серед призерів, зважаючи на найвищий рівень гри. Гросмейстер стартував не зовсім вдало, але потім наблизився до лідерів, за підсумками першого кола посівши третє місце, яке й зберіг до кінця. Результати мікроматчів проти Алехіна та Капабланки (перемоги по 1½:½) і підтримка найвищих осіб СРСР дозволила Ботвинникові під час турніру досягти попередньої згоди про матч за звання чемпіона світу з Алехіним на території Радянського Союзу. Через війну матч не проведено, а після смерті Алехіна радянський гросмейстер виграв матч-турнір 1948 року, здобувши титул чемпіона світу.
Чинний чемпіон Олександр Алехін (Франція; 46 років) зіграв не найкращим чином, уперше за понад 25 років програвши дві поспіль турнірні партії (Файну і Ботвиннику). Він так оцінив турнір: «Якість партій на диво висока, незважаючи на важкі умови регламенту. Турнір не був багатим на красиві комбінації, що не дивно, враховуючи склад і рівень техніки захисту, яка зросла. Із 14 моїх партій я тільки в одній відчув, що мене переграв мій противник — це було в партії 7-го туру з Ботвинником».
Разом з Алехіним 5-7-е місця поділили Самуель Решевський (США) і Макс Ейве (Голландія). Американець покладався на свій природний талант і часто нехтував теоретичною підготовкою, а також невдало розподіляв час на роздуми, регулярно опиняючись у цейтноті. Господар турніру, колишній чемпіон світу Максиміліан Ейве не зумів наблизитися до мети — проведення матчу за звання чемпіона з Алехіним, однак ще багато років він показував найвищий клас гри.
Несподіванкою став провал екс-чемпіона світу Хосе Рауля Капабланки (Куба). Найстарший, 50-літній, учасник посів найнижче турнірне місце за всю свою кар'єру — сьоме. Запрошення на змагання він отримав незадовго до його початку, а про важкий регламент і постійні роз'їзди взнав узагалі перед самим початком турніру, коли приїхав до Нідерландів. Свою участь в «АВРО» він пізніше назвав «імпровізацією». Капабланка скаржився на головні болі, які приходили після кількох години гри. У книзі В. Панова «Капабланка» вказано, що це були ознаки склерозу, а за словами дружини гросмейстера, він переніс інфаркт. Кубинець так оцінив змагання: «Турнір „АВРО“ матиме цілющий вплив не тільки на таких „старих“, як я і Альохін, а й на молодого, творчо зростаючого Ботвинника».
Упевнене останнє місце посів Саломон Флор (Чехословаччина). 30-річний шахіст ще кілька місяців до того вважався основним претендентом на титул чемпіона світу, було підписано договір про матч Алехін — Флор, однак анексія Чехословаччини і початок війни завадили проведенню матчу. Чехословак, безумовно, перебував у поганій спортивній формі під час турніру, не здобувши жодної перемоги.
Відносність результатів АВРО-турніру показав тренувальний турнір у СРСР у січні 1939-го, а також шахова олімпіада в Аргентині у серпні-вересні 1939 року. У турнірі в Ленінграді та Москві взяли участь найсильніші радянські майстри (за винятком Ботвинника), а також Керес, Решевський і Флор. Саломон після останнього місця в Голландії відіграв радянський турнір на найвищому рівні, посівши перше місце з відривом аж 1½ очка, Решевський став другим, а от тріумфатор АВРО-турніру Керес провалив змагання, завершивши його на 12-13-му місцях. Естонець пізніше визнав, що не відновився після попереднього тривалого турніру й не підготувався як слід, хоча варто було б відмовитись від участі, як учинив Ботвинник. Натомість, після невпевненої гри на АВРО, у Буенос-Айресі шахову олімпіаду без поразок завершили Алехін (+9 -0 =7) і Капабланка (+7 -0 =9), які показали солідну гру й були справжніми лідерами своїх збірних.
Значення голландського турніру могло б бути значно більшим, якби не Друга світова війна. Вона надовго припинила європейські шахові зв'язки: Алехін і Керес виступали в не надто представницьких нацистських турнірах, Ейве відмовився брати в них участь, зосередившись на організаційній роботі, Файн працював на американські ВМС, Капабланка помер 1942 року, Ботвинник перебував в евакуації у Пермі, а Флор прийняв радянське громадянство, тому вже не мав шансів зіграти з Алехіним, бо найбільш підхожим претендентом керівництво СРСР бачило Ботвинника.

### Переговори про матч за шахову корону

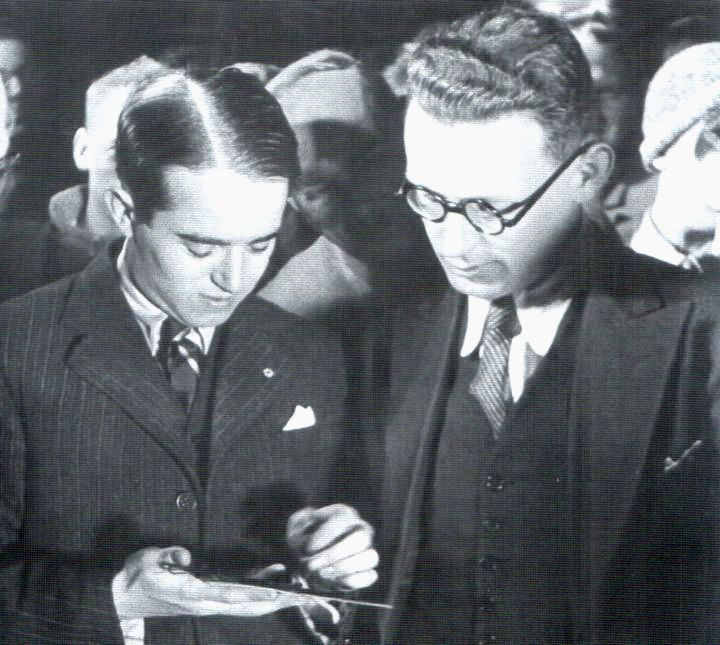
Флор і Ботвинник після турніру провели попередні переговори з чемпіоном світу Алехіним про можливість матчу Алехін — Ботвинник

Організатори і частина світової шахової спільноти розглядали АВРО-турнір як неофіційний турнір претендентів, переможець якого отримає право викликати Алехіна на матч за звання чемпіона світу, а також фінансову допомогу в організації матчу. Однак Алехін одразу на церемонії відкриття оголосив, що не зобов'язаний захищати титул саме проти переможця турніру, натомість, гратиме матч з будь-яким відомим гросмейстером, який забезпечить достатній призовий фонд. Після турніру учасники домовилися про створення так званого «Клубу восьми найсильніших», кожен із членів якого має право кинути виклик чемпіону, якщо забезпечить фінансові умови. Після завершення турніру, в якому було здобуто перемоги в мікроматчах нах Алехіним і Капабланкою, Ботвинник наважився провести переговори з Алехіним про матч за титул чемпіона світу. Розмова відбулась у готелі «Карлтон» у присутності Сало Флора. Чемпіон світу дав попередню згоду на матч за звання чемпіона світу у Москві, якщо три-чотири місяці перед матчем йому дадуть можливість зіграти в місцевому турнірі. У січні 1939 року найвище керівництво СРСР розпорядилось забезпечити організацію й фінансування матчу Алехін — Ботвинник, сторони погодили гонорар Алехіна (6700 доларів США), але підготовку перервала німецько-радянська війна.

## Вибрані партії
(приз «За красу»)
|   | a | b | c | d | e | f | g | h |   |
| 8 | a7 чорний пішак · e7 чорний ферзь · g7 чорний король · h7 чорний пішак · b6 чорний пішак · e6 білий пішак · f6 чорний кінь · g6 чорний пішак · d5 чорний пішак · e5 білий ферзь · c4 чорний пішак · d4 білий пішак · b3 чорний кінь · c3 білий пішак · g3 білий кінь · b2 білий слон · g2 білий пішак · h2 білий пішак · g1 білий король | a7 чорний пішак · e7 чорний ферзь · g7 чорний король · h7 чорний пішак · b6 чорний пішак · e6 білий пішак · f6 чорний кінь · g6 чорний пішак · d5 чорний пішак · e5 білий ферзь · c4 чорний пішак · d4 білий пішак · b3 чорний кінь · c3 білий пішак · g3 білий кінь · b2 білий слон · g2 білий пішак · h2 білий пішак · g1 білий король | a7 чорний пішак · e7 чорний ферзь · g7 чорний король · h7 чорний пішак · b6 чорний пішак · e6 білий пішак · f6 чорний кінь · g6 чорний пішак · d5 чорний пішак · e5 білий ферзь · c4 чорний пішак · d4 білий пішак · b3 чорний кінь · c3 білий пішак · g3 білий кінь · b2 білий слон · g2 білий пішак · h2 білий пішак · g1 білий король | a7 чорний пішак · e7 чорний ферзь · g7 чорний король · h7 чорний пішак · b6 чорний пішак · e6 білий пішак · f6 чорний кінь · g6 чорний пішак · d5 чорний пішак · e5 білий ферзь · c4 чорний пішак · d4 білий пішак · b3 чорний кінь · c3 білий пішак · g3 білий кінь · b2 білий слон · g2 білий пішак · h2 білий пішак · g1 білий король | a7 чорний пішак · e7 чорний ферзь · g7 чорний король · h7 чорний пішак · b6 чорний пішак · e6 білий пішак · f6 чорний кінь · g6 чорний пішак · d5 чорний пішак · e5 білий ферзь · c4 чорний пішак · d4 білий пішак · b3 чорний кінь · c3 білий пішак · g3 білий кінь · b2 білий слон · g2 білий пішак · h2 білий пішак · g1 білий король | a7 чорний пішак · e7 чорний ферзь · g7 чорний король · h7 чорний пішак · b6 чорний пішак · e6 білий пішак · f6 чорний кінь · g6 чорний пішак · d5 чорний пішак · e5 білий ферзь · c4 чорний пішак · d4 білий пішак · b3 чорний кінь · c3 білий пішак · g3 білий кінь · b2 білий слон · g2 білий пішак · h2 білий пішак · g1 білий король | a7 чорний пішак · e7 чорний ферзь · g7 чорний король · h7 чорний пішак · b6 чорний пішак · e6 білий пішак · f6 чорний кінь · g6 чорний пішак · d5 чорний пішак · e5 білий ферзь · c4 чорний пішак · d4 білий пішак · b3 чорний кінь · c3 білий пішак · g3 білий кінь · b2 білий слон · g2 білий пішак · h2 білий пішак · g1 білий король | a7 чорний пішак · e7 чорний ферзь · g7 чорний король · h7 чорний пішак · b6 чорний пішак · e6 білий пішак · f6 чорний кінь · g6 чорний пішак · d5 чорний пішак · e5 білий ферзь · c4 чорний пішак · d4 білий пішак · b3 чорний кінь · c3 білий пішак · g3 білий кінь · b2 білий слон · g2 білий пішак · h2 білий пішак · g1 білий король | 8 |
| 7 | a7 чорний пішак · e7 чорний ферзь · g7 чорний король · h7 чорний пішак · b6 чорний пішак · e6 білий пішак · f6 чорний кінь · g6 чорний пішак · d5 чорний пішак · e5 білий ферзь · c4 чорний пішак · d4 білий пішак · b3 чорний кінь · c3 білий пішак · g3 білий кінь · b2 білий слон · g2 білий пішак · h2 білий пішак · g1 білий король | a7 чорний пішак · e7 чорний ферзь · g7 чорний король · h7 чорний пішак · b6 чорний пішак · e6 білий пішак · f6 чорний кінь · g6 чорний пішак · d5 чорний пішак · e5 білий ферзь · c4 чорний пішак · d4 білий пішак · b3 чорний кінь · c3 білий пішак · g3 білий кінь · b2 білий слон · g2 білий пішак · h2 білий пішак · g1 білий король | a7 чорний пішак · e7 чорний ферзь · g7 чорний король · h7 чорний пішак · b6 чорний пішак · e6 білий пішак · f6 чорний кінь · g6 чорний пішак · d5 чорний пішак · e5 білий ферзь · c4 чорний пішак · d4 білий пішак · b3 чорний кінь · c3 білий пішак · g3 білий кінь · b2 білий слон · g2 білий пішак · h2 білий пішак · g1 білий король | a7 чорний пішак · e7 чорний ферзь · g7 чорний король · h7 чорний пішак · b6 чорний пішак · e6 білий пішак · f6 чорний кінь · g6 чорний пішак · d5 чорний пішак · e5 білий ферзь · c4 чорний пішак · d4 білий пішак · b3 чорний кінь · c3 білий пішак · g3 білий кінь · b2 білий слон · g2 білий пішак · h2 білий пішак · g1 білий король | a7 чорний пішак · e7 чорний ферзь · g7 чорний король · h7 чорний пішак · b6 чорний пішак · e6 білий пішак · f6 чорний кінь · g6 чорний пішак · d5 чорний пішак · e5 білий ферзь · c4 чорний пішак · d4 білий пішак · b3 чорний кінь · c3 білий пішак · g3 білий кінь · b2 білий слон · g2 білий пішак · h2 білий пішак · g1 білий король | a7 чорний пішак · e7 чорний ферзь · g7 чорний король · h7 чорний пішак · b6 чорний пішак · e6 білий пішак · f6 чорний кінь · g6 чорний пішак · d5 чорний пішак · e5 білий ферзь · c4 чорний пішак · d4 білий пішак · b3 чорний кінь · c3 білий пішак · g3 білий кінь · b2 білий слон · g2 білий пішак · h2 білий пішак · g1 білий король | a7 чорний пішак · e7 чорний ферзь · g7 чорний король · h7 чорний пішак · b6 чорний пішак · e6 білий пішак · f6 чорний кінь · g6 чорний пішак · d5 чорний пішак · e5 білий ферзь · c4 чорний пішак · d4 білий пішак · b3 чорний кінь · c3 білий пішак · g3 білий кінь · b2 білий слон · g2 білий пішак · h2 білий пішак · g1 білий король | a7 чорний пішак · e7 чорний ферзь · g7 чорний король · h7 чорний пішак · b6 чорний пішак · e6 білий пішак · f6 чорний кінь · g6 чорний пішак · d5 чорний пішак · e5 білий ферзь · c4 чорний пішак · d4 білий пішак · b3 чорний кінь · c3 білий пішак · g3 білий кінь · b2 білий слон · g2 білий пішак · h2 білий пішак · g1 білий король | 7 |
| 6 | a7 чорний пішак · e7 чорний ферзь · g7 чорний король · h7 чорний пішак · b6 чорний пішак · e6 білий пішак · f6 чорний кінь · g6 чорний пішак · d5 чорний пішак · e5 білий ферзь · c4 чорний пішак · d4 білий пішак · b3 чорний кінь · c3 білий пішак · g3 білий кінь · b2 білий слон · g2 білий пішак · h2 білий пішак · g1 білий король | a7 чорний пішак · e7 чорний ферзь · g7 чорний король · h7 чорний пішак · b6 чорний пішак · e6 білий пішак · f6 чорний кінь · g6 чорний пішак · d5 чорний пішак · e5 білий ферзь · c4 чорний пішак · d4 білий пішак · b3 чорний кінь · c3 білий пішак · g3 білий кінь · b2 білий слон · g2 білий пішак · h2 білий пішак · g1 білий король | a7 чорний пішак · e7 чорний ферзь · g7 чорний король · h7 чорний пішак · b6 чорний пішак · e6 білий пішак · f6 чорний кінь · g6 чорний пішак · d5 чорний пішак · e5 білий ферзь · c4 чорний пішак · d4 білий пішак · b3 чорний кінь · c3 білий пішак · g3 білий кінь · b2 білий слон · g2 білий пішак · h2 білий пішак · g1 білий король | a7 чорний пішак · e7 чорний ферзь · g7 чорний король · h7 чорний пішак · b6 чорний пішак · e6 білий пішак · f6 чорний кінь · g6 чорний пішак · d5 чорний пішак · e5 білий ферзь · c4 чорний пішак · d4 білий пішак · b3 чорний кінь · c3 білий пішак · g3 білий кінь · b2 білий слон · g2 білий пішак · h2 білий пішак · g1 білий король | a7 чорний пішак · e7 чорний ферзь · g7 чорний король · h7 чорний пішак · b6 чорний пішак · e6 білий пішак · f6 чорний кінь · g6 чорний пішак · d5 чорний пішак · e5 білий ферзь · c4 чорний пішак · d4 білий пішак · b3 чорний кінь · c3 білий пішак · g3 білий кінь · b2 білий слон · g2 білий пішак · h2 білий пішак · g1 білий король | a7 чорний пішак · e7 чорний ферзь · g7 чорний король · h7 чорний пішак · b6 чорний пішак · e6 білий пішак · f6 чорний кінь · g6 чорний пішак · d5 чорний пішак · e5 білий ферзь · c4 чорний пішак · d4 білий пішак · b3 чорний кінь · c3 білий пішак · g3 білий кінь · b2 білий слон · g2 білий пішак · h2 білий пішак · g1 білий король | a7 чорний пішак · e7 чорний ферзь · g7 чорний король · h7 чорний пішак · b6 чорний пішак · e6 білий пішак · f6 чорний кінь · g6 чорний пішак · d5 чорний пішак · e5 білий ферзь · c4 чорний пішак · d4 білий пішак · b3 чорний кінь · c3 білий пішак · g3 білий кінь · b2 білий слон · g2 білий пішак · h2 білий пішак · g1 білий король | a7 чорний пішак · e7 чорний ферзь · g7 чорний король · h7 чорний пішак · b6 чорний пішак · e6 білий пішак · f6 чорний кінь · g6 чорний пішак · d5 чорний пішак · e5 білий ферзь · c4 чорний пішак · d4 білий пішак · b3 чорний кінь · c3 білий пішак · g3 білий кінь · b2 білий слон · g2 білий пішак · h2 білий пішак · g1 білий король | 6 |
| 5 | a7 чорний пішак · e7 чорний ферзь · g7 чорний король · h7 чорний пішак · b6 чорний пішак · e6 білий пішак · f6 чорний кінь · g6 чорний пішак · d5 чорний пішак · e5 білий ферзь · c4 чорний пішак · d4 білий пішак · b3 чорний кінь · c3 білий пішак · g3 білий кінь · b2 білий слон · g2 білий пішак · h2 білий пішак · g1 білий король | a7 чорний пішак · e7 чорний ферзь · g7 чорний король · h7 чорний пішак · b6 чорний пішак · e6 білий пішак · f6 чорний кінь · g6 чорний пішак · d5 чорний пішак · e5 білий ферзь · c4 чорний пішак · d4 білий пішак · b3 чорний кінь · c3 білий пішак · g3 білий кінь · b2 білий слон · g2 білий пішак · h2 білий пішак · g1 білий король | a7 чорний пішак · e7 чорний ферзь · g7 чорний король · h7 чорний пішак · b6 чорний пішак · e6 білий пішак · f6 чорний кінь · g6 чорний пішак · d5 чорний пішак · e5 білий ферзь · c4 чорний пішак · d4 білий пішак · b3 чорний кінь · c3 білий пішак · g3 білий кінь · b2 білий слон · g2 білий пішак · h2 білий пішак · g1 білий король | a7 чорний пішак · e7 чорний ферзь · g7 чорний король · h7 чорний пішак · b6 чорний пішак · e6 білий пішак · f6 чорний кінь · g6 чорний пішак · d5 чорний пішак · e5 білий ферзь · c4 чорний пішак · d4 білий пішак · b3 чорний кінь · c3 білий пішак · g3 білий кінь · b2 білий слон · g2 білий пішак · h2 білий пішак · g1 білий король | a7 чорний пішак · e7 чорний ферзь · g7 чорний король · h7 чорний пішак · b6 чорний пішак · e6 білий пішак · f6 чорний кінь · g6 чорний пішак · d5 чорний пішак · e5 білий ферзь · c4 чорний пішак · d4 білий пішак · b3 чорний кінь · c3 білий пішак · g3 білий кінь · b2 білий слон · g2 білий пішак · h2 білий пішак · g1 білий король | a7 чорний пішак · e7 чорний ферзь · g7 чорний король · h7 чорний пішак · b6 чорний пішак · e6 білий пішак · f6 чорний кінь · g6 чорний пішак · d5 чорний пішак · e5 білий ферзь · c4 чорний пішак · d4 білий пішак · b3 чорний кінь · c3 білий пішак · g3 білий кінь · b2 білий слон · g2 білий пішак · h2 білий пішак · g1 білий король | a7 чорний пішак · e7 чорний ферзь · g7 чорний король · h7 чорний пішак · b6 чорний пішак · e6 білий пішак · f6 чорний кінь · g6 чорний пішак · d5 чорний пішак · e5 білий ферзь · c4 чорний пішак · d4 білий пішак · b3 чорний кінь · c3 білий пішак · g3 білий кінь · b2 білий слон · g2 білий пішак · h2 білий пішак · g1 білий король | a7 чорний пішак · e7 чорний ферзь · g7 чорний король · h7 чорний пішак · b6 чорний пішак · e6 білий пішак · f6 чорний кінь · g6 чорний пішак · d5 чорний пішак · e5 білий ферзь · c4 чорний пішак · d4 білий пішак · b3 чорний кінь · c3 білий пішак · g3 білий кінь · b2 білий слон · g2 білий пішак · h2 білий пішак · g1 білий король | 5 |
| 4 | a7 чорний пішак · e7 чорний ферзь · g7 чорний король · h7 чорний пішак · b6 чорний пішак · e6 білий пішак · f6 чорний кінь · g6 чорний пішак · d5 чорний пішак · e5 білий ферзь · c4 чорний пішак · d4 білий пішак · b3 чорний кінь · c3 білий пішак · g3 білий кінь · b2 білий слон · g2 білий пішак · h2 білий пішак · g1 білий король | a7 чорний пішак · e7 чорний ферзь · g7 чорний король · h7 чорний пішак · b6 чорний пішак · e6 білий пішак · f6 чорний кінь · g6 чорний пішак · d5 чорний пішак · e5 білий ферзь · c4 чорний пішак · d4 білий пішак · b3 чорний кінь · c3 білий пішак · g3 білий кінь · b2 білий слон · g2 білий пішак · h2 білий пішак · g1 білий король | a7 чорний пішак · e7 чорний ферзь · g7 чорний король · h7 чорний пішак · b6 чорний пішак · e6 білий пішак · f6 чорний кінь · g6 чорний пішак · d5 чорний пішак · e5 білий ферзь · c4 чорний пішак · d4 білий пішак · b3 чорний кінь · c3 білий пішак · g3 білий кінь · b2 білий слон · g2 білий пішак · h2 білий пішак · g1 білий король | a7 чорний пішак · e7 чорний ферзь · g7 чорний король · h7 чорний пішак · b6 чорний пішак · e6 білий пішак · f6 чорний кінь · g6 чорний пішак · d5 чорний пішак · e5 білий ферзь · c4 чорний пішак · d4 білий пішак · b3 чорний кінь · c3 білий пішак · g3 білий кінь · b2 білий слон · g2 білий пішак · h2 білий пішак · g1 білий король | a7 чорний пішак · e7 чорний ферзь · g7 чорний король · h7 чорний пішак · b6 чорний пішак · e6 білий пішак · f6 чорний кінь · g6 чорний пішак · d5 чорний пішак · e5 білий ферзь · c4 чорний пішак · d4 білий пішак · b3 чорний кінь · c3 білий пішак · g3 білий кінь · b2 білий слон · g2 білий пішак · h2 білий пішак · g1 білий король | a7 чорний пішак · e7 чорний ферзь · g7 чорний король · h7 чорний пішак · b6 чорний пішак · e6 білий пішак · f6 чорний кінь · g6 чорний пішак · d5 чорний пішак · e5 білий ферзь · c4 чорний пішак · d4 білий пішак · b3 чорний кінь · c3 білий пішак · g3 білий кінь · b2 білий слон · g2 білий пішак · h2 білий пішак · g1 білий король | a7 чорний пішак · e7 чорний ферзь · g7 чорний король · h7 чорний пішак · b6 чорний пішак · e6 білий пішак · f6 чорний кінь · g6 чорний пішак · d5 чорний пішак · e5 білий ферзь · c4 чорний пішак · d4 білий пішак · b3 чорний кінь · c3 білий пішак · g3 білий кінь · b2 білий слон · g2 білий пішак · h2 білий пішак · g1 білий король | a7 чорний пішак · e7 чорний ферзь · g7 чорний король · h7 чорний пішак · b6 чорний пішак · e6 білий пішак · f6 чорний кінь · g6 чорний пішак · d5 чорний пішак · e5 білий ферзь · c4 чорний пішак · d4 білий пішак · b3 чорний кінь · c3 білий пішак · g3 білий кінь · b2 білий слон · g2 білий пішак · h2 білий пішак · g1 білий король | 4 |
| 3 | a7 чорний пішак · e7 чорний ферзь · g7 чорний король · h7 чорний пішак · b6 чорний пішак · e6 білий пішак · f6 чорний кінь · g6 чорний пішак · d5 чорний пішак · e5 білий ферзь · c4 чорний пішак · d4 білий пішак · b3 чорний кінь · c3 білий пішак · g3 білий кінь · b2 білий слон · g2 білий пішак · h2 білий пішак · g1 білий король | a7 чорний пішак · e7 чорний ферзь · g7 чорний король · h7 чорний пішак · b6 чорний пішак · e6 білий пішак · f6 чорний кінь · g6 чорний пішак · d5 чорний пішак · e5 білий ферзь · c4 чорний пішак · d4 білий пішак · b3 чорний кінь · c3 білий пішак · g3 білий кінь · b2 білий слон · g2 білий пішак · h2 білий пішак · g1 білий король | a7 чорний пішак · e7 чорний ферзь · g7 чорний король · h7 чорний пішак · b6 чорний пішак · e6 білий пішак · f6 чорний кінь · g6 чорний пішак · d5 чорний пішак · e5 білий ферзь · c4 чорний пішак · d4 білий пішак · b3 чорний кінь · c3 білий пішак · g3 білий кінь · b2 білий слон · g2 білий пішак · h2 білий пішак · g1 білий король | a7 чорний пішак · e7 чорний ферзь · g7 чорний король · h7 чорний пішак · b6 чорний пішак · e6 білий пішак · f6 чорний кінь · g6 чорний пішак · d5 чорний пішак · e5 білий ферзь · c4 чорний пішак · d4 білий пішак · b3 чорний кінь · c3 білий пішак · g3 білий кінь · b2 білий слон · g2 білий пішак · h2 білий пішак · g1 білий король | a7 чорний пішак · e7 чорний ферзь · g7 чорний король · h7 чорний пішак · b6 чорний пішак · e6 білий пішак · f6 чорний кінь · g6 чорний пішак · d5 чорний пішак · e5 білий ферзь · c4 чорний пішак · d4 білий пішак · b3 чорний кінь · c3 білий пішак · g3 білий кінь · b2 білий слон · g2 білий пішак · h2 білий пішак · g1 білий король | a7 чорний пішак · e7 чорний ферзь · g7 чорний король · h7 чорний пішак · b6 чорний пішак · e6 білий пішак · f6 чорний кінь · g6 чорний пішак · d5 чорний пішак · e5 білий ферзь · c4 чорний пішак · d4 білий пішак · b3 чорний кінь · c3 білий пішак · g3 білий кінь · b2 білий слон · g2 білий пішак · h2 білий пішак · g1 білий король | a7 чорний пішак · e7 чорний ферзь · g7 чорний король · h7 чорний пішак · b6 чорний пішак · e6 білий пішак · f6 чорний кінь · g6 чорний пішак · d5 чорний пішак · e5 білий ферзь · c4 чорний пішак · d4 білий пішак · b3 чорний кінь · c3 білий пішак · g3 білий кінь · b2 білий слон · g2 білий пішак · h2 білий пішак · g1 білий король | a7 чорний пішак · e7 чорний ферзь · g7 чорний король · h7 чорний пішак · b6 чорний пішак · e6 білий пішак · f6 чорний кінь · g6 чорний пішак · d5 чорний пішак · e5 білий ферзь · c4 чорний пішак · d4 білий пішак · b3 чорний кінь · c3 білий пішак · g3 білий кінь · b2 білий слон · g2 білий пішак · h2 білий пішак · g1 білий король | 3 |
| 2 | a7 чорний пішак · e7 чорний ферзь · g7 чорний король · h7 чорний пішак · b6 чорний пішак · e6 білий пішак · f6 чорний кінь · g6 чорний пішак · d5 чорний пішак · e5 білий ферзь · c4 чорний пішак · d4 білий пішак · b3 чорний кінь · c3 білий пішак · g3 білий кінь · b2 білий слон · g2 білий пішак · h2 білий пішак · g1 білий король | a7 чорний пішак · e7 чорний ферзь · g7 чорний король · h7 чорний пішак · b6 чорний пішак · e6 білий пішак · f6 чорний кінь · g6 чорний пішак · d5 чорний пішак · e5 білий ферзь · c4 чорний пішак · d4 білий пішак · b3 чорний кінь · c3 білий пішак · g3 білий кінь · b2 білий слон · g2 білий пішак · h2 білий пішак · g1 білий король | a7 чорний пішак · e7 чорний ферзь · g7 чорний король · h7 чорний пішак · b6 чорний пішак · e6 білий пішак · f6 чорний кінь · g6 чорний пішак · d5 чорний пішак · e5 білий ферзь · c4 чорний пішак · d4 білий пішак · b3 чорний кінь · c3 білий пішак · g3 білий кінь · b2 білий слон · g2 білий пішак · h2 білий пішак · g1 білий король | a7 чорний пішак · e7 чорний ферзь · g7 чорний король · h7 чорний пішак · b6 чорний пішак · e6 білий пішак · f6 чорний кінь · g6 чорний пішак · d5 чорний пішак · e5 білий ферзь · c4 чорний пішак · d4 білий пішак · b3 чорний кінь · c3 білий пішак · g3 білий кінь · b2 білий слон · g2 білий пішак · h2 білий пішак · g1 білий король | a7 чорний пішак · e7 чорний ферзь · g7 чорний король · h7 чорний пішак · b6 чорний пішак · e6 білий пішак · f6 чорний кінь · g6 чорний пішак · d5 чорний пішак · e5 білий ферзь · c4 чорний пішак · d4 білий пішак · b3 чорний кінь · c3 білий пішак · g3 білий кінь · b2 білий слон · g2 білий пішак · h2 білий пішак · g1 білий король | a7 чорний пішак · e7 чорний ферзь · g7 чорний король · h7 чорний пішак · b6 чорний пішак · e6 білий пішак · f6 чорний кінь · g6 чорний пішак · d5 чорний пішак · e5 білий ферзь · c4 чорний пішак · d4 білий пішак · b3 чорний кінь · c3 білий пішак · g3 білий кінь · b2 білий слон · g2 білий пішак · h2 білий пішак · g1 білий король | a7 чорний пішак · e7 чорний ферзь · g7 чорний король · h7 чорний пішак · b6 чорний пішак · e6 білий пішак · f6 чорний кінь · g6 чорний пішак · d5 чорний пішак · e5 білий ферзь · c4 чорний пішак · d4 білий пішак · b3 чорний кінь · c3 білий пішак · g3 білий кінь · b2 білий слон · g2 білий пішак · h2 білий пішак · g1 білий король | a7 чорний пішак · e7 чорний ферзь · g7 чорний король · h7 чорний пішак · b6 чорний пішак · e6 білий пішак · f6 чорний кінь · g6 чорний пішак · d5 чорний пішак · e5 білий ферзь · c4 чорний пішак · d4 білий пішак · b3 чорний кінь · c3 білий пішак · g3 білий кінь · b2 білий слон · g2 білий пішак · h2 білий пішак · g1 білий король | 2 |
| 1 | a7 чорний пішак · e7 чорний ферзь · g7 чорний король · h7 чорний пішак · b6 чорний пішак · e6 білий пішак · f6 чорний кінь · g6 чорний пішак · d5 чорний пішак · e5 білий ферзь · c4 чорний пішак · d4 білий пішак · b3 чорний кінь · c3 білий пішак · g3 білий кінь · b2 білий слон · g2 білий пішак · h2 білий пішак · g1 білий король | a7 чорний пішак · e7 чорний ферзь · g7 чорний король · h7 чорний пішак · b6 чорний пішак · e6 білий пішак · f6 чорний кінь · g6 чорний пішак · d5 чорний пішак · e5 білий ферзь · c4 чорний пішак · d4 білий пішак · b3 чорний кінь · c3 білий пішак · g3 білий кінь · b2 білий слон · g2 білий пішак · h2 білий пішак · g1 білий король | a7 чорний пішак · e7 чорний ферзь · g7 чорний король · h7 чорний пішак · b6 чорний пішак · e6 білий пішак · f6 чорний кінь · g6 чорний пішак · d5 чорний пішак · e5 білий ферзь · c4 чорний пішак · d4 білий пішак · b3 чорний кінь · c3 білий пішак · g3 білий кінь · b2 білий слон · g2 білий пішак · h2 білий пішак · g1 білий король | a7 чорний пішак · e7 чорний ферзь · g7 чорний король · h7 чорний пішак · b6 чорний пішак · e6 білий пішак · f6 чорний кінь · g6 чорний пішак · d5 чорний пішак · e5 білий ферзь · c4 чорний пішак · d4 білий пішак · b3 чорний кінь · c3 білий пішак · g3 білий кінь · b2 білий слон · g2 білий пішак · h2 білий пішак · g1 білий король | a7 чорний пішак · e7 чорний ферзь · g7 чорний король · h7 чорний пішак · b6 чорний пішак · e6 білий пішак · f6 чорний кінь · g6 чорний пішак · d5 чорний пішак · e5 білий ферзь · c4 чорний пішак · d4 білий пішак · b3 чорний кінь · c3 білий пішак · g3 білий кінь · b2 білий слон · g2 білий пішак · h2 білий пішак · g1 білий король | a7 чорний пішак · e7 чорний ферзь · g7 чорний король · h7 чорний пішак · b6 чорний пішак · e6 білий пішак · f6 чорний кінь · g6 чорний пішак · d5 чорний пішак · e5 білий ферзь · c4 чорний пішак · d4 білий пішак · b3 чорний кінь · c3 білий пішак · g3 білий кінь · b2 білий слон · g2 білий пішак · h2 білий пішак · g1 білий король | a7 чорний пішак · e7 чорний ферзь · g7 чорний король · h7 чорний пішак · b6 чорний пішак · e6 білий пішак · f6 чорний кінь · g6 чорний пішак · d5 чорний пішак · e5 білий ферзь · c4 чорний пішак · d4 білий пішак · b3 чорний кінь · c3 білий пішак · g3 білий кінь · b2 білий слон · g2 білий пішак · h2 білий пішак · g1 білий король | a7 чорний пішак · e7 чорний ферзь · g7 чорний король · h7 чорний пішак · b6 чорний пішак · e6 білий пішак · f6 чорний кінь · g6 чорний пішак · d5 чорний пішак · e5 білий ферзь · c4 чорний пішак · d4 білий пішак · b3 чорний кінь · c3 білий пішак · g3 білий кінь · b2 білий слон · g2 білий пішак · h2 білий пішак · g1 білий король | 1 |
|   | a | b | c | d | e | f | g | h |   |

Загалом, попри нелегкі умови гри, рівень партій турніру відповідав високому класу учасників. Приз «За красу» отримала партія Ботвинник — Капабланка (11-й тур). Її вважають однією з найзнаменитіших партій майбутнього чемпіона світу Михайла Ботвинника та однією з найкращих шахових партій XX століття.
Нижче подано зустрічі, котрі самі гросмейстери, або автори книг про них віднесли до списку найкращих партій у кар'єрі, або які включені до шахових підручників, книг із найкращими партіями чи є в переліку «значущих партій» (англ. notable games) ресурсу chessgames.com.
- Файн — Ботвинник, 1-й тур — 1:0 [Архівовано 12 вересня 2019 у Wayback Machine.][91]. Файн застосував дебютну новинку, до якої Ботвинник не був готовий. Білі методично нарощували перевагу, чудово розташували коня в центрі на противагу «поганого» слона суперника й, зрештою, в цейтноті чорні здалися на 31-му ході.

- Флор — Капабланка, 1-й тур — ½:½ [Архівовано 9 травня 2021 у Wayback Machine.][92]. Партія відзначалася позиційною боротьбою, де білі мали перевагу в мітельшпілі. Замість поступово нарощувати перевагу Флор, надто рано відкрився, що дозволило кубинському гросмейстеру укріпити позицію. Зустріч завершилась обережною нічиєю.

- Ейве — Флор, 2-й тур — 1:0 [Архівовано 1 березня 2021 у Wayback Machine.][93]. Ейве використав слабкість оборони чорного короля й кількома красивими комбінаціями залишив Флору невеликий вибір — залишитись без тури або отримати мат.

- Алехін — Ейве, 3-й тур — 1:0 [Архівовано 3 вересня 2019 у Wayback Machine.][94]. У мітельшпілі чорні пішли на невиправдану жертву пішака, Алехін розпочав наступ пішаками та слонами у своєму найкращому стилі, вигравши спочатку фігуру, а потім і партію.

- Файн — Флор, 5-й тур — 1:0 [Архівовано 21 вересня 2019 у Wayback Machine.][91]. Після помилки вже в дебюті ході чорні не змогли зробити рокіровку, ослабили позицію короля й здалися в безнадійній позиції.

- Керес — Капабланка, 6-й тур — 1:0 [Архівовано 25 вересня 2019 у Wayback Machine.][95]. Керес добився переваги вже на початку, Капабланка майстерно захищався, однак у недочасі змушений був визнати поразку.

- Ейве — Решевський, 6-й тур — 0:1 [Архівовано 4 листопада 2021 у Wayback Machine.][96]. Білі ціною гіршого розвитку фігур отримали хорошу пішакову структуру в дебюті; після розмінів чорні захопили ініціативу, зайнявши турою сьому горизонталь. Решевський виманив короля противника з укриття й змусив здатися під загрозою мату.

- Файн — Керес, 7-й тур — 0:1 [Архівовано 11 січня 2021 у Wayback Machine.][84]. Керес тактично переграв Файна в іспанській партії, зрештою, отримавши двох прохідних пішаків («b» і «f»), проти яких білі були безсилі.

- Ботвинник — Алехін, 7-й тур — 1:0 [Архівовано 21 вересня 2019 у Wayback Machine.][97]. Ботвинник означив свою перевагу вже в дебюті, в ендшпілі «тура і кінь проти тури і коня» Алехін намагався оборонятись, втратив двох пішаків і здався перед загрозою втрати третього.

- Решевський — Флор, 7-й тур — 1:0 [Архівовано 11 березня 2016 у Wayback Machine.][98]. У мітельшпілі Решевський отримав прохідного пішака «e», вміло уникнув загрози вічного шаху від Флора й виграв слона. Чорні зуміли відіграти фігуру ціною втрати пішаків на королівському фланзі. Зрештою, Флор здався через неможливість завадити проходу пішака «e».

- Капабланка — Ейве, 7-й тур — 1:0 [Архівовано 25 вересня 2020 у Wayback Machine.][99]. У взаємногострій середині гри Ейве пожертвував коня за можливість ослабити й атакувати позицію короля Капабланки, однак не отримав жодної переваги і після точних ходів суперника здався через неминучі матеріальні втрати.

- Файн — Решевський, 9-й тур — 0:1 [Архівовано 21 жовтня 2020 у Wayback Machine.][100]. Файн уже в дебюті непотрібно пожертвував пішака, натомість Решевський отримав перевагу. Білі намагались захищатись, але прострочили час.

- Алехін — Капабланка, 9-й тур — 0:1 [Архівовано 13 вересня 2019 у Wayback Machine.][101]. Остання очна зустріч принципових суперників, які зіграли між собою десятки матчевих і турнірних партій. Капабланка погано розіграв дебют, відчайдушно контратакував і змушений був віддати фігуру значно активнішому Алехіну. Чорні прострочили час у безвихідному становищі.

- Решевський — Ботвинник, 10-й тур — ½:½ [Архівовано 18 березня 2022 у Wayback Machine.][102]. У цікавому мітельшпілі обоє гросмейстерів мали моменти, які могли переломити гру на свою користь, але не знайшли найкращих ходів. Ботвинник завершив гру нічийно вічним шахом на короля Решевського.

- Ботвинник — Капабланка, 11-й тур — 0:1 [Архівовано 27 грудня 2019 у Wayback Machine.][103]. Найвідомішу партію турніру неодноразово описували в шаховій літературі. Капабланка на початку гри отримав зайвого пішака, але дозволив віце-чемпіону СРСР здобути ініціативу й розпочати атаку на королівському фланзі. Заради звільнення місця для прохідного пішака «e» Ботвинник пожертвував слона, пізніше — коня, на що чорні намагались відповісти вічним шахом на короля опонента. Коли король білих надійно сховався від небезпеки, Капабланка визнав свою поразку.

- Капабланка — Решевський, 12-й тур — ½:½ [Архівовано 9 травня 2021 у Wayback Machine.][104]. На 15-му ході виникла рідкісна позиція — зтроєні пішаки по вертикалі «f» в Капабланки. Решевський отримав ініціативу, віддавши пішака та захопивши турою сьому горизонталь. Після розмінів фігур суперники перейшли в туровий ендшпіль, який закінчився миром.

- Файн — Алехін, 13-й тур — 1:0 [Архівовано 15 вересня 2019 у Wayback Machine.][105]. Після неточного ходу Алехіна в дебюті білі отримали стартову перевагу. Файн методично нарощував перевагу, спочатку вигравши двох пішаків, а потім і третього. Чемпіон світу здався в безнадійній позиції.

## Турнірні збірники
Турнір привернув увагу любителів шахів усього світу. Серед турнірних збірників і оглядів:
- 64. Шахматно-шашечная газета. Специальный выпуск: Амстердамский матч-турнир 1938. — Москва: Госиздат. «Физкультура и спорт», 1938. № 1-12.
- Max Euwe: Analysen van A.V.R.O.'s wereldschaaktoernooi. — Amsterdam: AVRO, 1938.
- Emil Joseph Diemer: 56 mal Weltmeisterschach. Magyar Sakkvilág, Kecskemét 1939
- Erich Carl (unter Mitarbeit von Christopher Lutz): AVRO-Weltturnier 1938, Schachverlag Arno Nickel (Edition Marco), Berlin 1988. ISBN 3-924833-09-5
- F Frič; Karel Opočenský: Mezinárodní šachový turnaj světových mistrou v Holandsku, 1938. Praha: Václav Petr, 1939.
- Ellerman Arnoldo. 8 Astros del Ajedrez Mundial. Editorial Grabo, 1944. — 119 p.
- Antler Arthur S. AVRO 1938: The Ultimate Chess Tournament. Chess Digest, Inc., 1993. — 187 p. — ISBN 0-87568-232-4.
- Robert Sherwood, Dale Brandreth: AVRO 1938 International Chess Tournament. Caissa Editions, Yorklyn 2010. ISBN 0-939433-69-9

## АВРО-1973

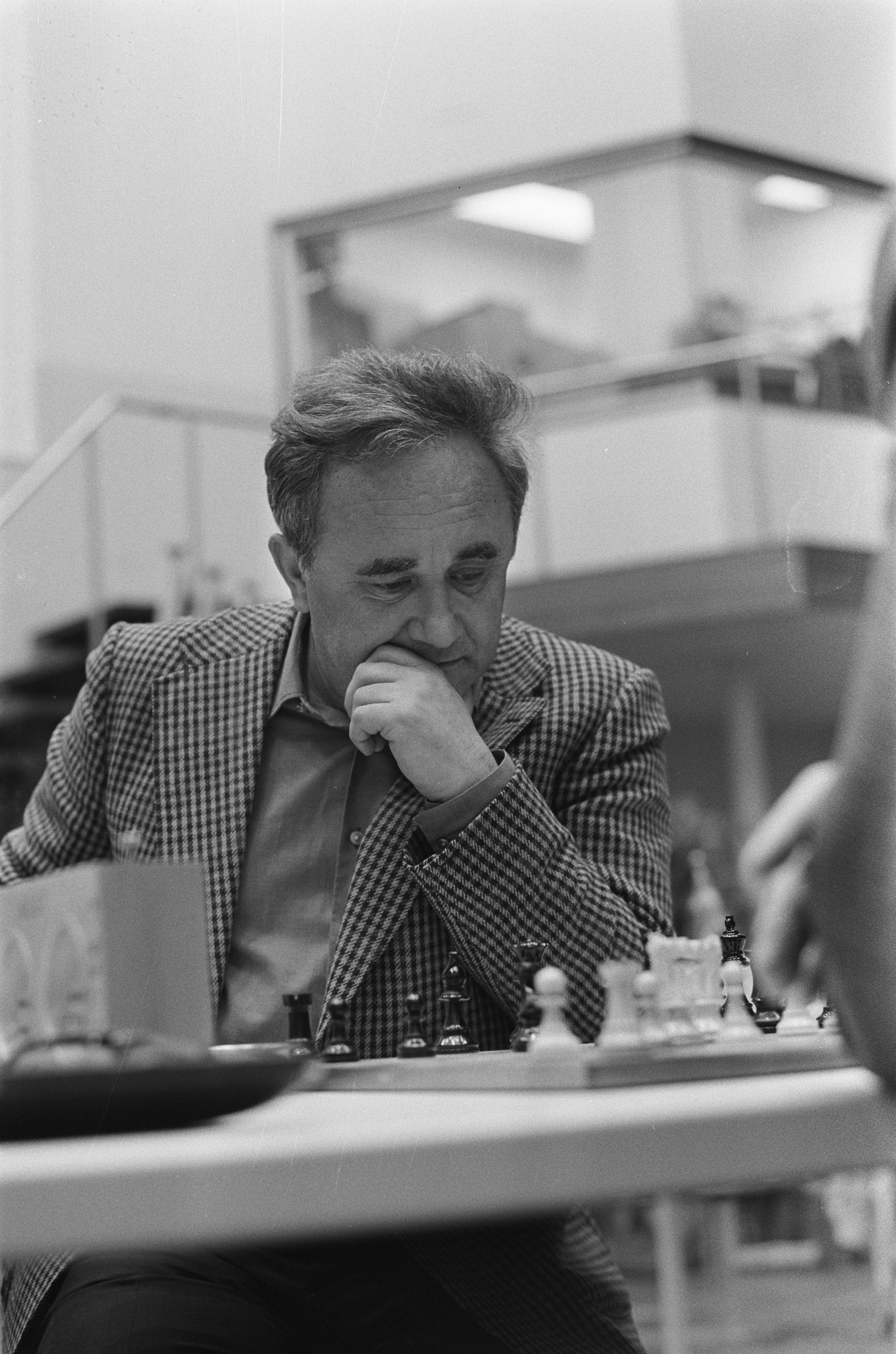
Юхим Геллер на АВРО-73

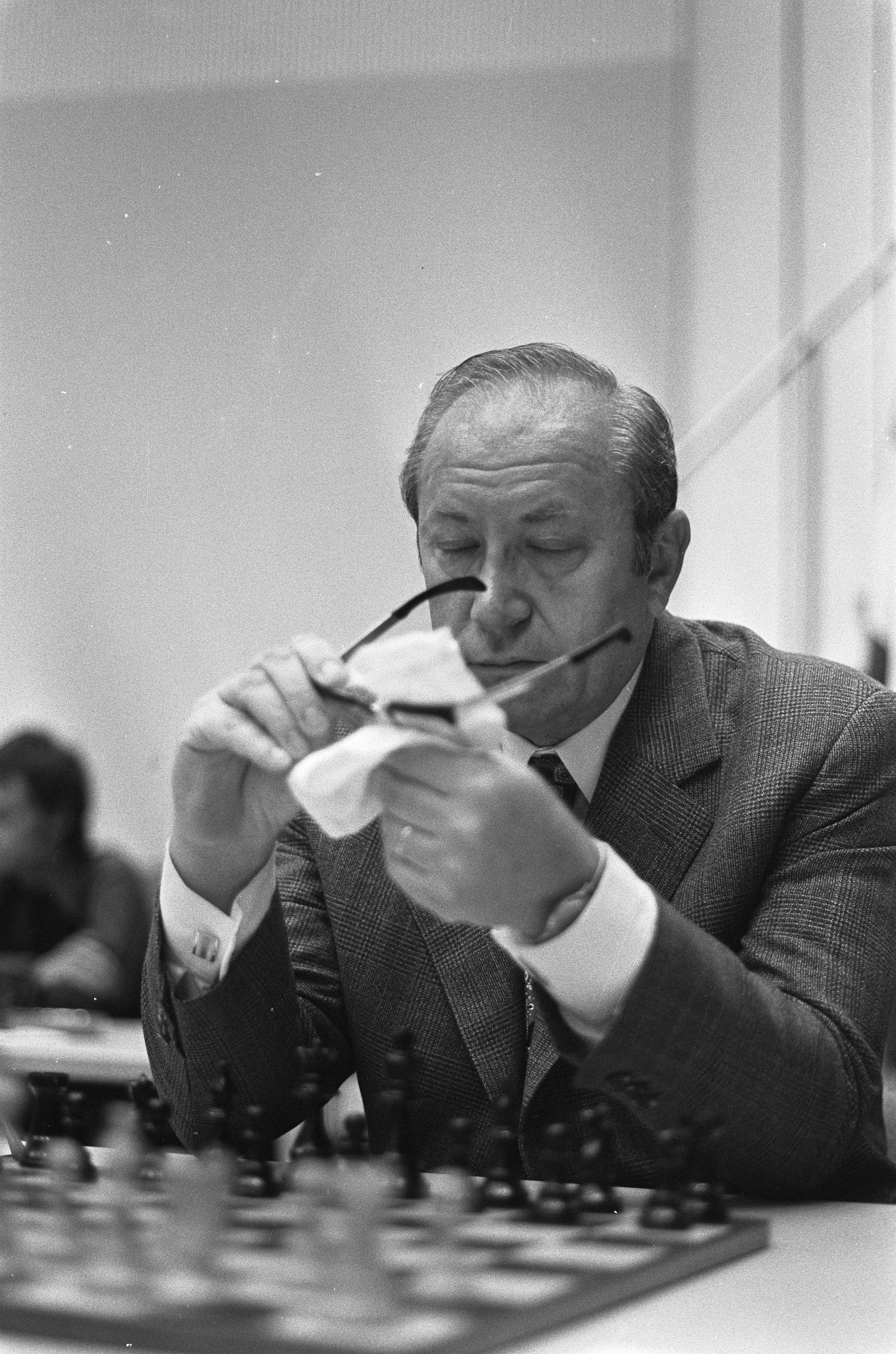
Ласло Сабо на АВРО-73

Улітку 1973 року АВРО організувала турнір, присвячений 50-літньому ювілею компанії та 100-річчю Нідерландського шахового союзу. Ювілейний турнір також складався повністю з гросмейстерів, хоча не настільки «зіркових» — на відміну від попередніх змагань цього разу не приїхав жоден чемпіон світу. Багато провідних гросмейстерів (зокрема запрошені учасники турніру 1938 року Пауль Керес і Самуель Решевский) відмовилося від участі через те, що турнір збігався в часі з міжзональними турнірами в Ленінграді та Петрополісі.
Перемогу поділили досвідчені Юхим Геллер (СРСР) і Ласло Сабо (Угорщина), випередивши молодих Любоєвича, Андерссона і Сакса. Разом із Саксом 5-7-е місця поділили Івков і Полугаєвский, який дуже невдало провів турнір. Замкнув таблицю господар турніру Ян Тімман.
| М | Учасник           | Країна     | 1 | 1 | 2 | 2 | 3 | 3 | 4 | 4 | 5 | 5 | 6 | 6 | 7 | 7 | 8 | 8 | + | =  | − | Очки |
| - | ----------------- | ---------- | - | - | - | - | - | - | - | - | - | - | - | - | - | - | - | - | - | -- | - | ---- |
| 1 | Юхим Геллер       | СРСР       |   |   | 0 | 1 | ½ | ½ | ½ | ½ | 1 | ½ | 1 | ½ | 1 | ½ | 1 | 1 | 6 | 7  | 1 | 9½   |
| 2 | Ласло Сабо        | Угорщина   | 1 | 0 |   |   | 1 | ½ | ½ | ½ | ½ | 1 | 1 | ½ | ½ | 1 | 1 | ½ | 6 | 7  | 1 | 9½   |
| 3 | Любомир Любоєвич  | Югославія  | ½ | ½ | 0 | ½ |   |   | ½ | 1 | ½ | 1 | ½ | ½ | ½ | ½ | 1 | 1 | 4 | 9  | 1 | 8½   |
| 4 | Ульф Андерссон    | Швеція     | ½ | ½ | ½ | ½ | ½ | 0 |   |   | ½ | ½ | ½ | ½ | ½ | ½ | ½ | ½ | 0 | 13 | 1 | 6½   |
| 5 | Дьюла Сакс        | Угорщина   | 0 | ½ | ½ | 0 | ½ | 0 | ½ | ½ |   |   | ½ | ½ | 1 | 0 | ½ | 1 | 2 | 8  | 4 | 6    |
| 6 | Борислав Івков    | Югославія  | 0 | ½ | 0 | ½ | ½ | ½ | ½ | ½ | ½ | ½ |   |   | 0 | ½ | 1 | ½ | 1 | 10 | 3 | 6    |
| 7 | Лев Полугаєвський | СРСР       | 0 | ½ | ½ | 0 | ½ | ½ | ½ | ½ | 0 | 1 | 1 | ½ |   |   | 0 | ½ | 2 | 8  | 4 | 6    |
| 8 | Ян Тімман         | Нідерланди | 0 | 0 | 0 | ½ | 0 | 0 | ½ | ½ | ½ | 0 | 0 | ½ | 1 | ½ |   |   | 1 | 6  | 7 | 4    |